# Politique étrangère de l'Irak
Vous lisez un « article de qualité » labellisé en 2021.

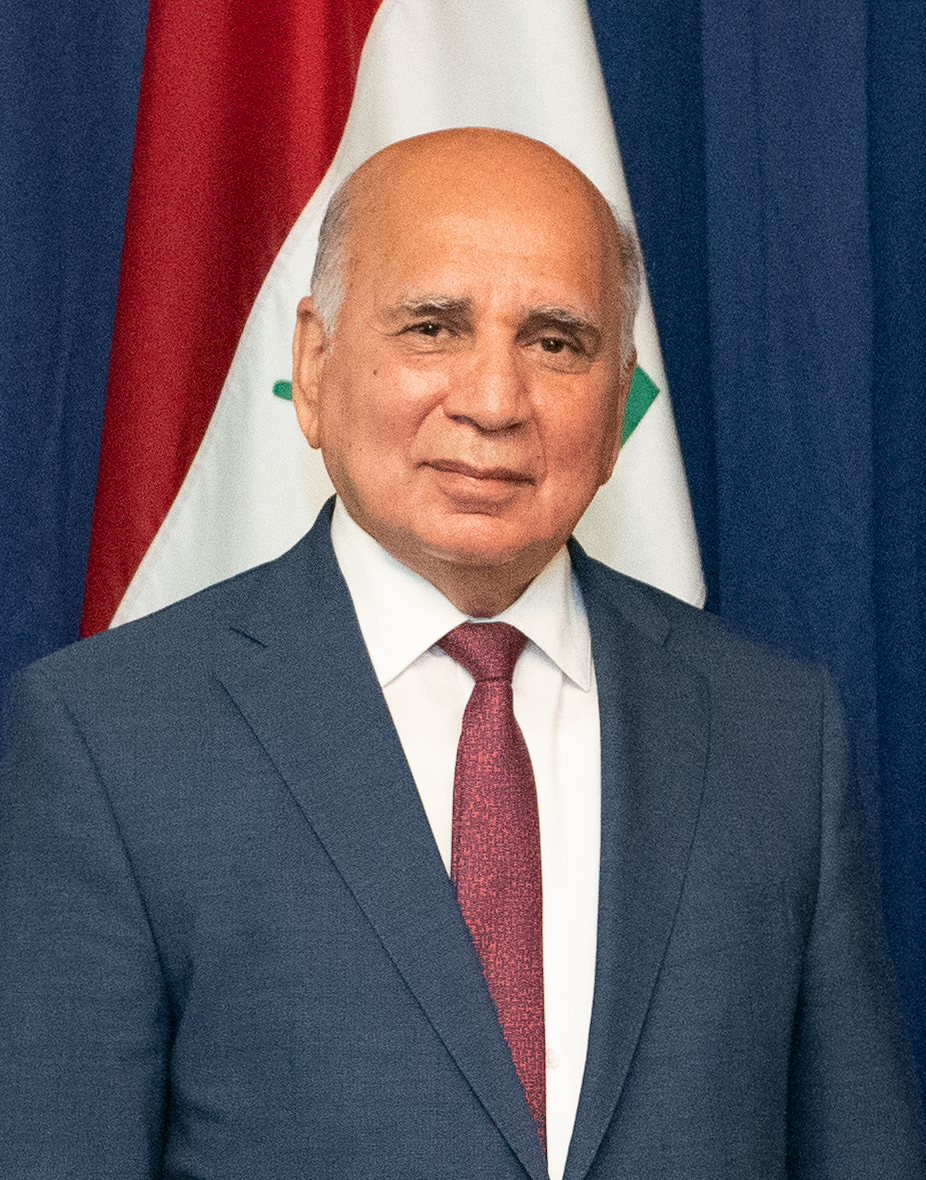
Fouad Hussein, ministre irakien des Affaires étrangères depuis juin 2020.

La politique étrangère de l'Irak regroupe l'ensemble des liens diplomatiques entretenus par la république d'Irak depuis son indépendance de l'Empire ottoman proclamée en 1921. L'Irak est un protectorat britannique sous mandat de la Société des Nations entre 1921 et 1932, puis obtient effectivement son indépendance avec la révolution de 1958 qui renverse la famille royale pro-occidentale, et instaure la République.
L'Irak est membre des Nations unies, de la Ligue arabe (dont elle est membre-fondateur) depuis 1945, de l'Organisation des pays exportateurs de pétrole (dont elle est également membre-fondateur) depuis 1960, et de l'Organisation de la coopération islamique depuis 1976. La mise au ban de l'Irak du commerce international entre 1990 et 2003 en représailles à la suite de l'invasion du Koweït par Saddam Hussein, lui a permis d'épargner relativement ses réserves pétrolières par rapport aux autres pays de la région. À l'instar de l'Arabie saoudite, une de ses autres ressources majeures est la présence de lieux saints de l'islam sur son territoire qui attire chaque année des millions de pèlerins (essentiellement iraniens) : le mausolée d'Ali à Nadjaf et la ville de Kerbala.
Le ministre irakien des Affaires étrangères est le Kurde Fouad Hussein, depuis juin 2020. Ce poste est stratégique pour l'Irak qui dépend largement de ses relations extérieures pour son économie et sa sécurité, après avoir été le théâtre d'une guerre civile particulièrement violente entre 2013 et 2017.
Mais l'Irak est aussi un terrain d'affrontement entre des puissances étrangères en lutte pour étendre leur influence au Moyen-Orient, principalement l'Iran, les États-Unis, la Turquie, et dans une moindre mesure, l'Arabie saoudite. Contrairement à la Syrie, son voisin frontalier, ces puissances étrangères évitent toutefois de s'affronter militairement sur le sol irakien (à l'exception notable de l'élimination du général iranien Qassem Soleimani par une frappe américaine à Bagdad en 2020) et privilégient une lutte politique et commerciale.
Ainsi, la constitution des différents gouvernements irakiens est souvent le résultat d'un compromis intégrant les préoccupations iraniennes, américaines, et turques, qui s'assurent que la politique étrangère de l'Irak ne leur sera pas défavorable. Il doit aussi être représentatif de sa population multiethnique et multiconfessionnelle, alors que le sectarisme chiite de Nouri al-Maliki, Premier ministre de 2006 et 2014, est considéré comme l'une des principales causes de la seconde guerre civile irakienne. Cette guerre a vu, à l'instar de la guerre du Golfe de 1991, intervenir en Irak une vaste coalition militaire internationale dirigée par les États-Unis, cette fois-ci en appui au gouvernement irakien, qui lui a permis de reprendre le contrôle de l'ensemble du territoire en 2017.
Depuis lors, l'Irak poursuit peu à peu sa réintégration mondiale, étant le sujet de plusieurs conférences internationales en août 2021 et décembre 2022 destinées à la soutenir Bagdad sur les plans économique, diplomatique et sécuritaire. Plusieurs pays arabes et occidentaux y participent, alors que ce sommet a aussi pour objectif de promouvoir le dialogue entre parties prenantes de la région.

## Chronologie des relations

### Le royaume d'Irak de 1932 à 1958
En 1921, les Britanniques, vainqueurs de la Campagne de Mésopotamie (théâtre irakien de la Première Guerre mondiale), établissent un protectorat sur l'Irak qu'ils transforment en monarchie constitutionnelle et installent au pouvoir la dynastie des Hachémites. Malgré son indépendance officiellement obtenue en 1932, l'Irak reste un État satellite du Royaume-Uni qui continue d'exercer son influence via la famille royale qui lui est favorable.

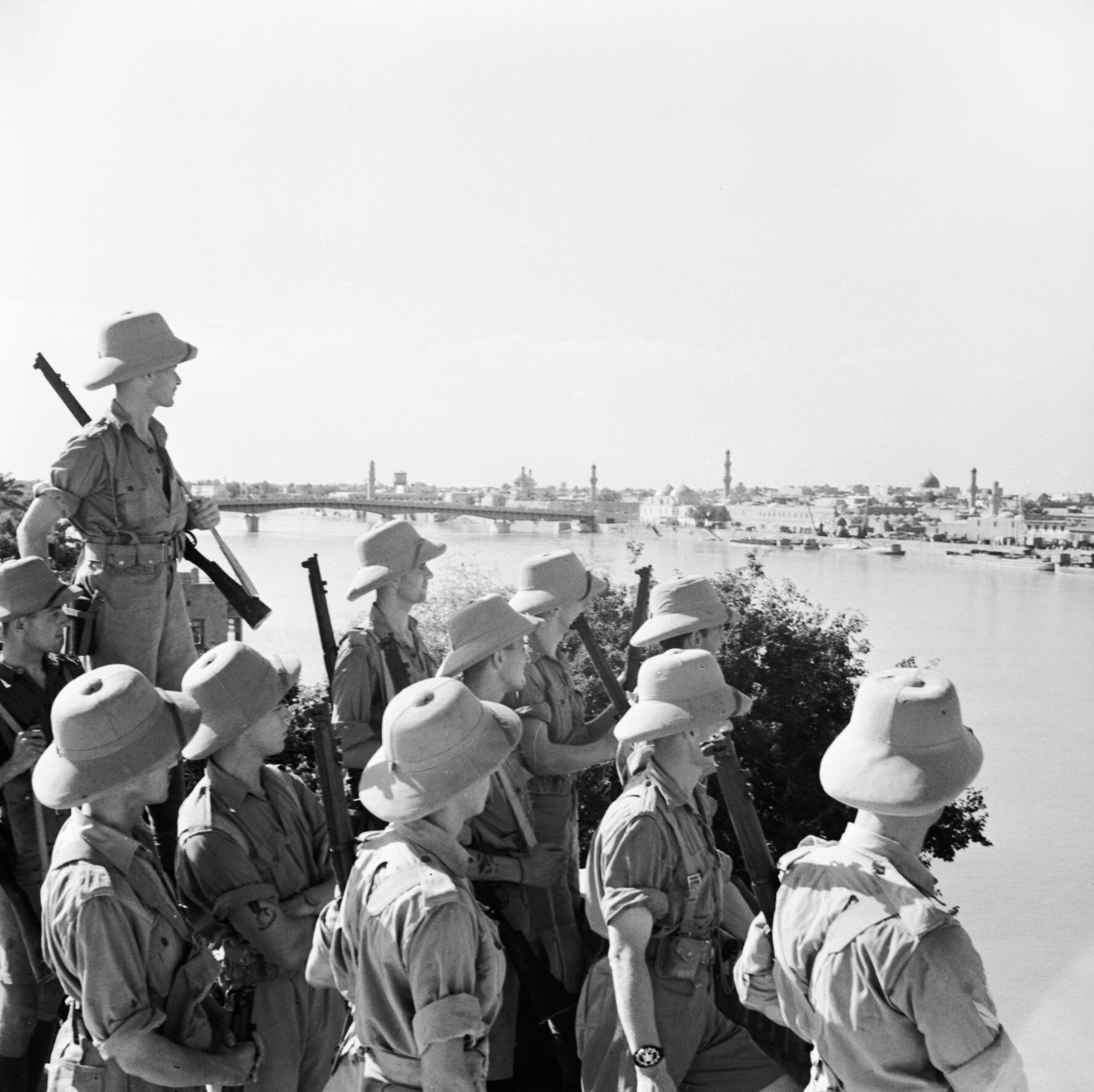
Soldats britanniques participants à la guerre anglo-irakienne en 1941.

Au début de la Seconde Guerre mondiale, l'ancien Premier ministre Rachid Ali al-Gillani renverse par un coup d'État le Premier ministre pro-britannique en place Nouri Saïd, et accède au pouvoir. Celui-ci oriente la politique du royaume vers la neutralité, puis vers un rapprochement avec les forces de l'Axe, provoquant la guerre anglo-irakienne, puis la réoccupation de l'Irak par les Britanniques victorieux. Après la fin de la Seconde Guerre mondiale, de violentes grèves secouent Kirkouk, dont les protestataires dénoncent les conditions de travail, ainsi que la domination britannique sur l'exploitation pétrolière. Les tensions dégénèrent davantage lorsque le Premier ministre Salih Jabr signe un nouveau traité avec Londres (pourtant supposé plus favorable à l'Irak) en 1948, entraînant une répression croissante de la part du gouvernement. La même année, l'armée irakienne se joint à la coalition arabe dirigée par l'Égypte contre Israël lors de la guerre israélo-arabe de 1948-1949, et conquiert les régions de Jénine et Naplouse, avant d'être repoussée par une contre-offensive qui aboutit à la victoire d'Israël.
En 1955, Nouri Said, rappelé par la monarchie au poste de Premier ministre, réaffirme la politique étrangère pro-occidentale de l'Irak en signant le pacte de Bagdad, alliance miliaire instaurée par la Grande-Bretagne et intégrant d'anciennes colonies britanniques au Moyen-Orient, ainsi que la Turquie. L'année 1956 est marquée par la crise du canal de Suez en Égypte, une intervention militaire franco-britannique qui a pour but de reprendre le contrôle de canal de Suez nationalisé par le président égyptien Gamal Abdel Nasser. Cette crise provoque une forte hostilité des populations locales envers les anciennes puissances coloniales de la région, tandis que le succès remporté par Nasser contre cette ingérence occidentale inspire les nationalistes arabes.
Le 1er février 1958, la Syrie et l'Égypte s'unissent pour créer la République arabe unie. En réaction, deux semaines plus tard, le 14 février l'Irak et Jordanie dont les rois Fayçal II et Hussein sont cousins, s'unissent à leur tour et fondent la Fédération arabe d'Irak et de Jordanie.

### La république d'Irak de 1958 à 1968
En juillet 1958, une crise politique éclate au Liban résultant de tensions entre le gouvernement pro-occidental et ses opposants politiques inspirés par Nasser, désireux de rejoindre la République arabe unie. La Jordanie voisine du Liban se sentant menacée, sollicite un appui militaire au gouvernement irakien, qui envoie en direction d'Amman la 2e division blindée de Diwaniyya. Mais l'officier nasseriste Abdel Salam Aref qui commande cette division décide de faire demi-tour dans la nuit du 13 au 14 juillet, et de retour à Bagdad, attaque le palais royal avec l'aide d'Abdel Karim Kassem, co-organisateur du coup d'État. Le Premier ministre Nouri Saïd et la famille royale sont massacrés (malgré la reddition rapide de cette dernière), à la suite de quoi les putschistes proclament la république d'Irak, et la dissolution de la Fédération arabe d'Irak et de Jordanie.

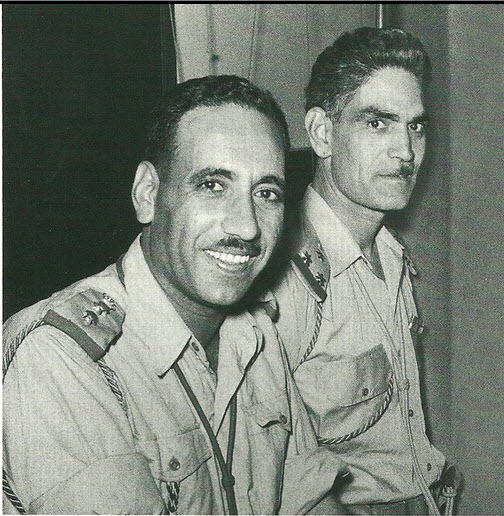
Les officiers Abdel Karim Kassim et Abdel Salam Aref, meneurs de la révolution irakienne de 1958.

Les années suivantes, la République nouvellement proclamée fonde son régime sur le socialisme arabe et réoriente sa politique étrangère vers le bloc de l'Est permettant à plusieurs pays communistes, dont l'Union soviétique et la république populaire de Chine d'ouvrir des ambassades à Bagdad. Tout en se retirant du pacte de Bagdad (dont le siège est déplacé à Ankara) en mars 1959, Abd al-Karim Kassem au pouvoir en Irak maintient des liens étroits avec Londres et les États-Unis, qui s'accommodent de son rapprochement avec l'Union soviétique. Une délégation irakienne se rend à Moscou dès le 16 mars 1959.
Sur le plan intérieur, Abd al-Karim Kassem et Abdel Salam Aref se partagent le pouvoir et les principaux ministères, mais rapidement, des tensions apparaissent dans le nouveau gouvernement irakien, entre les nationalistes favorables à l'indépendance de l'Irak, et les nasséristes favorables à son rattachement à la République arabe unie. En décembre 1958, Abdel Salam Aref (nassériste) est arrêté et emprisonné sur ordre du Premier ministre, son ancien frère d'armes Abd al-Karim Kassem (indépendantiste), provoquant des tensions avec l'Égypte de Gamal Abdel Nasser. Celles-ci accentuées en juin 1961 par un projet irakien d'annexion du Koweït, petit émirat riche en pétrole au sud-est de l'Irak, condamné par l'Égypte, le Liban, la Jordanie, la Tunisie, les États-Unis, l'Iran et le Japon. En représailles de ces condamnations internationales, Abd al-Karim Kassem rompt ses relations diplomatiques de l'Irak avec ces États. La Grande-Bretagne garde 5 000 soldats au Koweït (supposés se retirer à l'indépendance de celui-ci en 1961), remplacés les moins suivants par une force multinationales arabe initiée par Nasser, poussant Abd al-Karim Kassem à renoncer à son projet d'invasion. En février 1963, ce dernier est renversé et exécuté à la suite d'un coup d'État du parti Baas, qui place son rival Abdel Salam Aref à la présidence, poste qu'il occupe jusqu'à sa mort accidentelle trois ans plus tard. Son frère Abdel Rahmane Aref lui succède, mais ne reste au pouvoir que pendant deux ans.

### La république d'Irak de 1968 à 2003

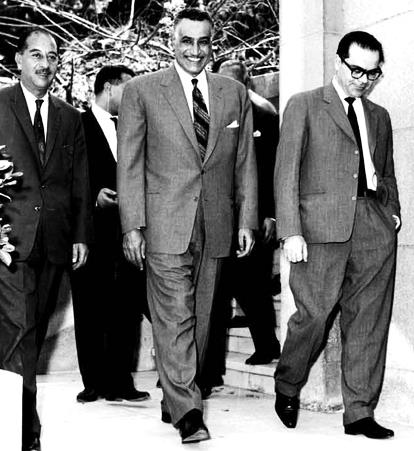
Le Premier ministre irakien Ahmed Hassan al-Bakr accompagné par les présidents égyptien et syrien Gamal Abdel Nasser et Louaï el-Atassi, 1963.

L'année 1968 est marquée un nouveau coup d'État du Parti Baas, mené par Ahmed Hassan al-Bakr, ancien Premier ministre d'Abdel Salam Aref (de février à novembre 1963) et Saddam Hussein, qui se partagent à leur tour le pouvoir, le premier à la présidence, le second à la vice-présidence. Depuis lors, Saddam Hussein reste à la tête de l'Irak (dont il devient Président en 1979) pendant 35 ans jusqu'à son renversement par l'invasion américaine en 2003. Sous sa gouvernance, l'Irak devient une puissance régionale, en partie grâce aux revenus du pétrole et aux soutiens des pays occidentaux, arabes, et du Bloc de l'Est. Car en 1973, l'Irak participe à la concertation des pays producteurs de pétrole qui provoque un quadruplement du prix du baril, tandis que cette entente facilite l'intégration du nouveau régime irakien dans le monde arabe.
En 1979, alors que Saddam Hussein accède à la présidence, l'Iran se retrouve isolée diplomatiquement après la révolution islamique, tandis que l'Irak, perçue comme une force stabilisatrice pour la région, est soutenue par la France, les États-Unis, l'Union soviétique, et des puissances arabes comme l'Arabie saoudite et l'Égypte. Bénéficiant d'un important appui financier et matériel, Saddam Hussein attaque l'Iran pour annexer une partie de son territoire et de ses ressources pétrolières en septembre 1980. Bien qu'approvisionnée en grande quantité en armes et en technologies, l'armée irakienne s'enlise et la guerre Iran-Irak prend fin au bout de huit ans en août 1988, sans faire de vainqueur, mais avec un bilan humain de plusieurs centaines de milliers de victimes. Après la guerre, Saddam Hussein poursuit sa politique extérieure en direction des États arabes, par la création d'un Conseil de coopération arabe composé de l'Irak, la Jordanie, l'Égypte et le Yémen du Nord.
Deux ans plus tard, ruinée par ses dépenses militaires et accusant le Koweït, l'un de ses principaux créanciers de lui avoir volé du pétrole par un forage horizontal, Saddam Hussein décide, à l'instar de son prédécesseur Abd al-Karim Kassem 30 ans plus tôt, d'envahir le petit Émirat. Cette invasion change les relations de l'Irak avec le monde arabe et l'Occident, qui forment une coalition militaire dirigée par les États-Unis et repoussent l'armée irakienne lors de la guerre du Golfe. De nouveau défaite militairement et isolée diplomatiquement, l'Irak se voit imposer par l'ONU des sanctions économiques qui détériorent gravement les conditions de vie de sa population, mais celles-ci sont allégées par le programme « pétrole contre nourriture » visant à satisfaire ses besoins humanitaires. À partir de mars 1997, l'Irak reprend ses relations diplomatiques et commerciales avec l'Occident et les États arabes de la région, à l'exception du Koweït et de l'Arabie Saoudite.

### La république d'Irak depuis 2003
En 2003, une offensive conjointe des États-Unis et de la Grande-Bretagne en Irak provoque le renversement de Saddam Hussein (exécuté en 2006), remplacé par un gouvernement chiite favorable à l'Iran et allié stratégique des États-Unis.

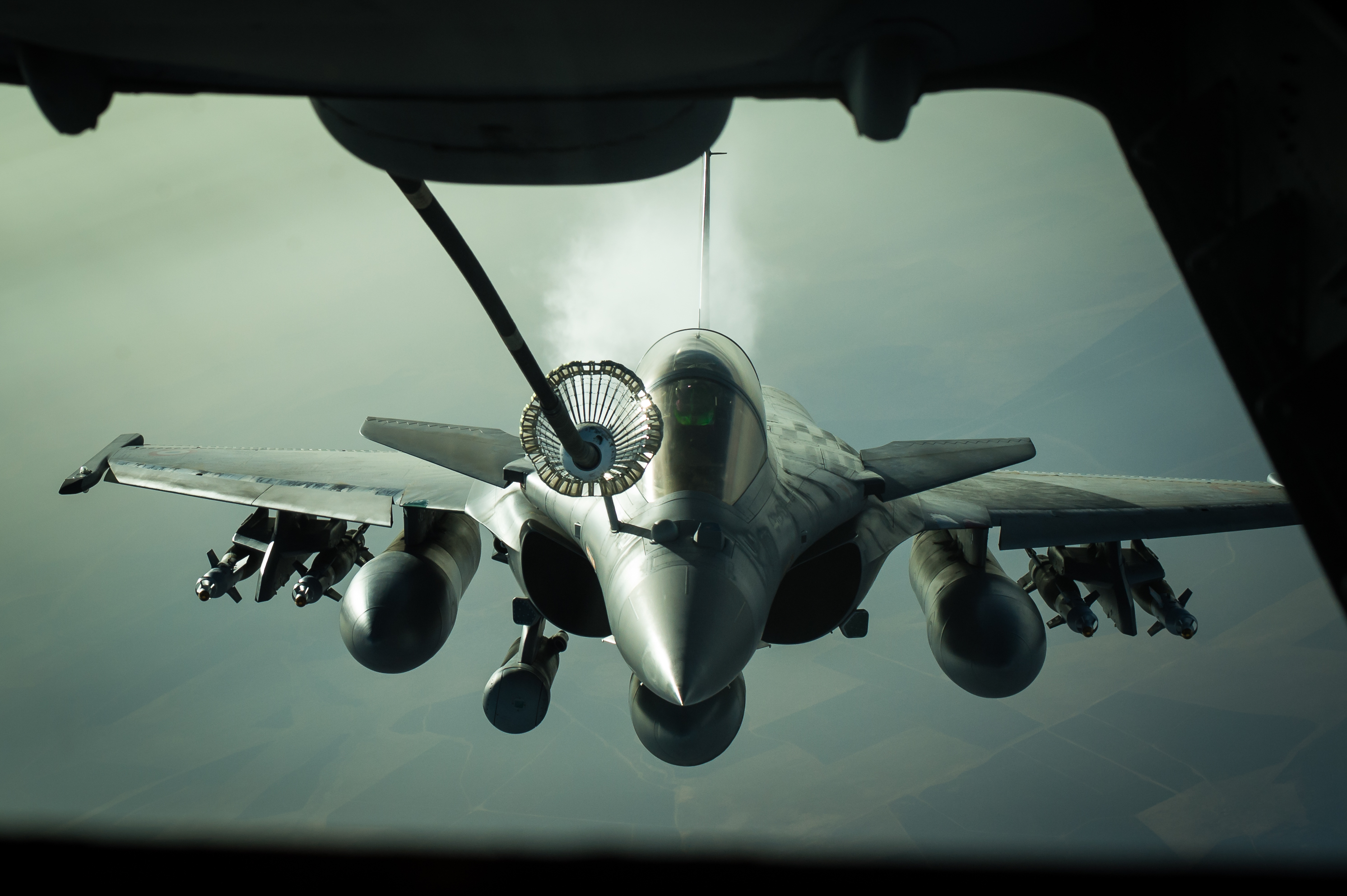
Ravitaillement d'un Rafale français au-dessus de l'Irak pendant la guerre contre l'État islamique en octobre 2016.

Ce changement de régime provoque une série d'insurrections, notamment deux guerres civiles (de 2006 à 2009 puis de 2013 à 2017), dont la deuxième, particulièrement meurtrière, est marquée par une prise de contrôle d'une large partie du territoire irakien par le groupe djihadiste « État islamique » en 2014. À la suite de cette progression fulgurante des djihadistes, une vaste coalition arabo-occidentale se forme de nouveau, cette fois-ci en appui du gouvernement irakien, et permet la reconquête de la majeure partie des territoires perdus par l'armée irakienne en fin d'année 2017. Depuis lors, l'Irak, de nouveau confrontée au défi de la pacification et de reconstruction du territoire, est tiraillée par son alliance contradictoire avec l'Iran d'une part, et les États-Unis d'autre part, ces deux pays étant ennemis depuis la révolution iranienne de 1979.
Le début de l'année 2021 est marqué par la visite historique du pape François en Irak, suivie dans le monde entier, et axée sur la réconciliation et le dialogue interreligieux. Cette visite pontificale est unanimement saluée par la classe politique irakienne, ainsi que par les États-Unis, la France, l'Iran, le Hezbollah libanais (pro-Iran), et l'ONU. En août de même année, le Premier ministre irakien Moustafa al-Kazimi organise à Bagdad un sommet régional incluant également la France, où sont conviés des représentants d’Arabie saoudite, Émirats arabes unis, Koweït, Qatar, Iran, Turquie, Égypte, et Jordanie. L’objectif affiché est de désamorcer les tensions dans la région et d’aboutir à des accords sur des questions pressantes telles que la guerre civile yéménite, la crise économique et sociale au Liban, la sécurité maritime ou encore la raréfaction de l’eau dans la région.
En novembre 2021, Mustafa al-Kazimi est victime d'une tentative d'assassinat au drone dans sa résidence de Bagdad, faisant plusieurs blessés au sein de son personnel de sécurité, dont les auteurs restent inconnus. Celle-ci déclenche une large vague de solidarité internationale, plusieurs dizaines de gouvernements étrangers, arabes,, asiatiques, et occidentaux, apportant leur soutien au Premier ministre irakien, illustrant la réintégration de l'Irak dans la communauté internationale.
En octobre 2022, le parlement irakien désigne Mohammed Chia al-Soudani nouveau Premier ministre. En politique étrangère, ce dernier déclare « ne pas vouloir adopter la politique des axes, en poursuivant plutôt une politique d’amitié et de coopération avec tout le monde » tout en ne permettant pas que « l’Irak soit une base d’où d’autres pays sont agressés ». La chercheuse Lahib Higel de l’International Crisis Group prédit que M. Soudani cherchera comme son prédécesseur « un équilibre entre l’Occident et l’Iran », d’autant plus que l’Irak, épuisée par des années de crises et de guerres, a « besoin d’investissements étrangers dans divers secteurs ». En décembre 2022, s'ouvre à Amman, capitale de la Jordanie, la deuxième « conférence de Bagdad » faisant suite à celle d'août 2021, destinées à soutenir l'Irak sur les plans économique, diplomatique et sécuritaire. Plusieurs pays arabes et occidentaux y participent : les pays du conseil de coopération du Golfe, ainsi que la Jordanie qui accueille ce sommet, l'Égypte, l'Iran, la Turquie, ainsi que la France et l'Union européenne représentée par son chef de la diplomatie Josep Borrell.

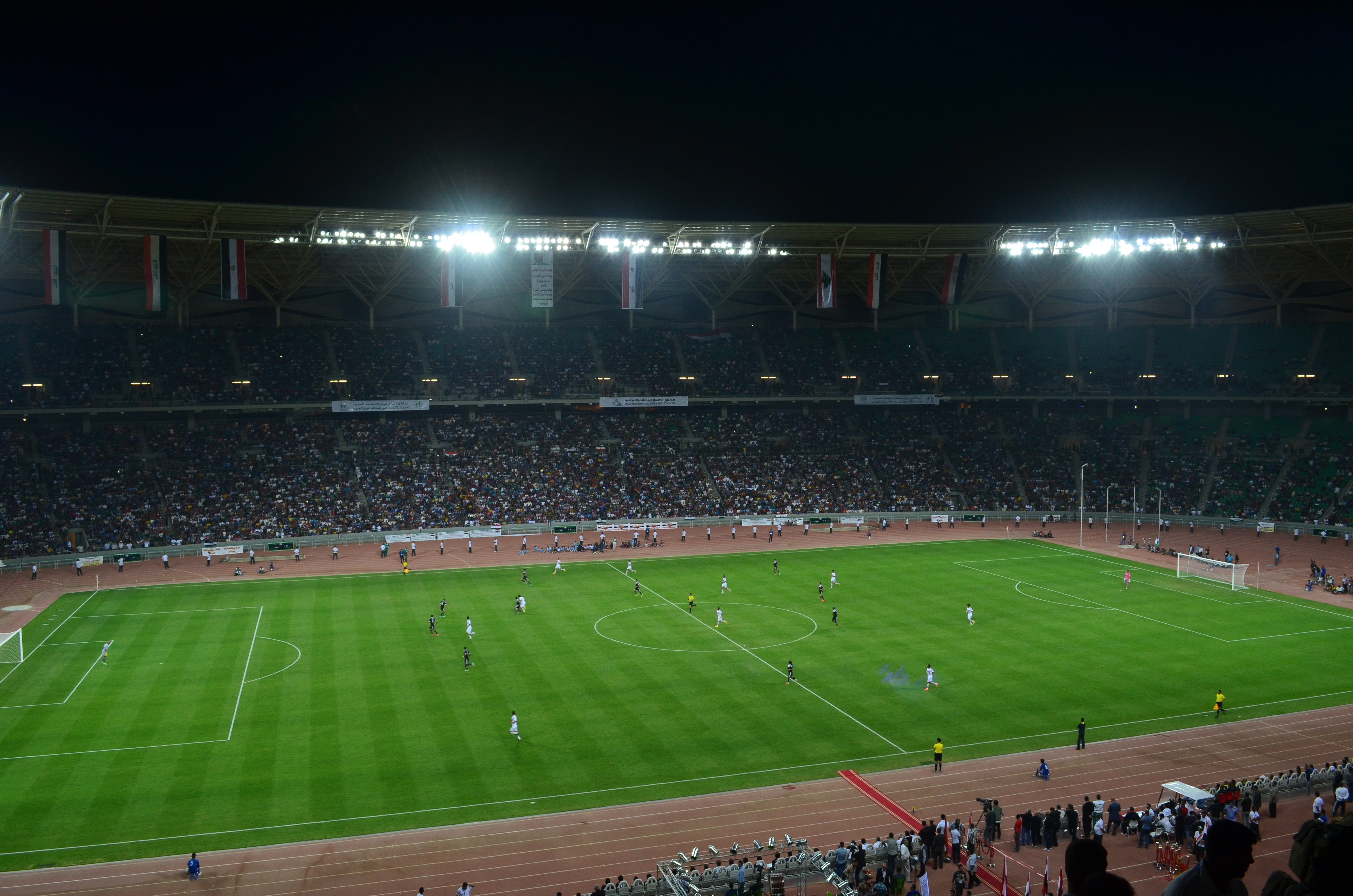
Stade international de Bassorah qui accueille la finale de la Coupe du Golfe des nations de football 2023 remportée par l'équipe d'Irak de football.

En janvier 2023, l'Irak organise et remporte la Coupe du Golfe des nations de football, dans la ville côtière de Bassorah, au sud-est du pays. Cet événement a une importance symbolique forte, alors des obstacles sécuritaires empêchaient l'Irak de l’organiser depuis 1979, l'année précédant la guerre Iran-Irak, qui a été suivie par la guerre du Golfe, l'embargo des années 1990, l'invasion américaine, et les deux guerres civiles irakiennes. À noter en outre que l'équipe irakienne de football a été, en raison de l’invasion du Koweït, exclue entre 1990 et 2004 de cette compétition à laquelle participent sept autres pays arabes : Oman, l’Arabie saoudite, le Qatar, les Émirats arabes unis, le Yémen, Bahreïn et le Koweït. À la suite de la victoire de l'équipe irakienne en finale de cette compétition (contre l'équipe d'Oman), le média irakien Kitabat déclare que ce succès doit « être un tournant dans la relation de l’Irak avec son environnement arabe » et « réduire à zéro les influences étrangères ».
En mars 2023, le secrétaire général des Nations unies Antonio Guterres se rend à Bagdad au moment où l'Irak commémore cette année les 20 ans de la chute du régime de Saddam Hussein. Il salue le rôle « central » de l'Irak pour la « stabilité régionale » et « l'engagement du gouvernement pour faire progresser le dialogue et la diplomatie ». La semaine suivante, une autre haute fonctionnaire de l'ONU, la directrice de l'Unesco Audrey Azoulay, se rend à son tour en Irak pour visiter des chantiers de reconstruction et discuter avec les responsables irakiens de la culture et à l'éducation. Elle est reçue à son arrivée à Bagdad par le président Abdel Latif Rachid et le Premier ministre Mohamed Chia al-Soudani, avant de se rendre à Mossoul, puis Erbil, alors que l'Irak, berceau de civilisations antiques, compte six sites inscrits au patrimoine mondial de l'Unesco.

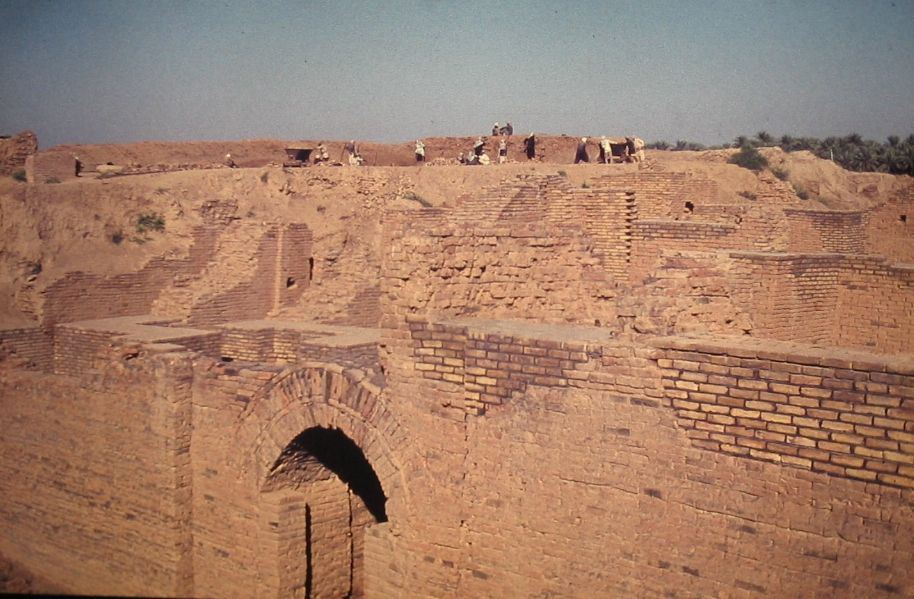
Cité antique de Babylone au centre de l'Irak, inscrite au patrimoine mondial de l'Unesco.

Au printemps et été 2023, les projets d'investissements étrangers se multiplient en Irak, principalement en provenance des pays arabes du Golfe, marquant un tournant positif pour Bagdad, dont l'économie est depuis 2003 très dépendante de l'Iran. En mai, Bagdad présente un projet de construction d'un corridor de 1 200 km comprenant une route et une voie ferrée pour relier le Golfe à la Turquie : le projet « Iraq Development Road ». Ces ouvrages sont destinés à placer l'Irak sur la route des transports mondiaux en capitalisant sur sa position géographique, et développer l'interdépendance entre les pays de la région. Son but est notamment d’acheminer des marchandises du port irakien d’al-Faw vers les marchés européens via la Turquie. Ce projet prévoit la construction d'une quinzaine de gares et devrait desservir le Qatar, les Émirats arabes unis, le Koweït, la Syrie, Oman, la Jordanie, la Turquie, l'Iran et l'Arabie saoudite. Trois mois plus tard, le Premier ministre irakien donne le coup d'envoi des travaux de construction de la première ligne de chemin de fer reliant l'Irak au réseau ferroviaire de l'Iran voisin : le « projet de connexion Bassorah-Chalamja ». En avril 2024, un protocole d'accord lançant le projet « Iraq Development Road » est signé à Bagdad par les chefs d'État irakien et turc, ainsi que les ministres des Transports de quatre pays concernés : l'Irak, la Turquie, les Émirats arabes unis, et le Qatar.
En septembre 2024, l'Irak obtient le départ d'une partie des troupes américaines stationnées sur son territoire pour lutter contre l'État islamique, à une échéance d'environ un an. Farhad Alaëddine, conseiller du Premier ministre irakien pour les Affaires étrangères, déclare : « Nous sommes maintenant sur le point de faire passer les relations entre l'Irak et les membres de la coalition internationale à un autre niveau, en nous concentrant sur les relations bilatérales dans les domaines militaire, sécuritaire, économique et culturel. ». Parallèlement, Bagdad expulse les fonctionnaires de l'ONU chargés d'enquêter sur le génocide des yézidis commis par l'organisation jihadiste.
En décembre, la chute du régime syrien favorable à Bagdad et à Téhéran, renversé par une coalition de rebelles sunnites met le gouvernement irakien dans l'embarras, alors que des combattants irakiens s'étaient portés à son secours, en vain. La fin du règne des Assad en Syrie rebat les cartes régionales (coupant notamment le corridor chiite Téhéran-Bagdad-Damas-Beyrouth), et contraint le gouvernement irakien à se positionner à l’égard de ses nouveaux interlocuteurs voisins, au risque de compromettre certains équilibres internes. En outre, les responsables irakiens ayant constaté la rapidité avec laquelle l’Iran a abandonné Bachar el-Assad et la rapidité avec laquelle son régime s’est effondré, sont incités à réévaluer leur propre dépendance à l’égard de Téhéran. L’Irak pourrait ainsi se conformer à la volonté américaine de prendre ses distances avec son voisin iranien, d’autant que le retour de Donald Trump à la présidence des États-Unis multipliera probablement la pour endiguer la force de frappes iranienne.

## Relations avec les pays du Moyen-Orient et d'Asie centrale

### Relations avec l'Iran

#### Relations antérieure à la Révolution iranienne de 1979
Marquées par des influences mutuelles et des conflits, les relations entre l'Irak et l'Iran comptent parmi les plus anciennes entre deux civilisations voisines. À l'époque sumérienne babylonienne, l'Iran était soumis aux premiers empires irakiens, et les religions antérieures aux cultes monothéistes y ont laissé une empreinte profonde. Par la suite, la montée de l'empire perse aboutit en 639 av. J.-C. à l'occupation de Babylone. Quelques années après l'Hégire, ces contrées, irakiennes d'abord, puis iraniennes, cèdent devant les premières conquêtes islamiques avant d'entrer dans le giron du califat abbasside englobant la Perse, la Péninsule arabique et le Maghreb, avec Bagdad pour capitale. La frontière entre l'Iran et l'Irak est tracée au début du XVIe siècle avec l'émergence de l'empire séfévide sur l'actuel territoire de l'Iran, tandis que l'Irak est intégrée à l'empire ottoman.

Saddam Hussein avec le shah d'Iran Mohammad Reza Pahlavi en mars 1975, au moment des accords d'Alger, destinés à régler la question frontalière entre les deux pays.

Après la Première Guerre mondiale, alors que l'Irak se sépare de l'empire ottoman, et devient un protectorat britannique, l'Iran, se sentant concurrencé par cette entité nationale nouvelle, est le seul pays à s'abstenir de reconnaître ce nouvel État établi jusqu'en 1929. À partir des années 1930, les deux pays deviennent finalement alliés, étant tous deux gouvernés par des monarchies pro-occidentales, et signataires en 1955 du pacte de Bagdad, (dont l'Irak se retire en 1959 à la suite de la révolution irakienne). Au début des années 1970, les deux États s'opposent toutefois lors de la guerre du Dhofar (1964-1976), dans laquelle l'Iran intervient massivement aux côtés du Sultan pro-britannique Qabous ibn Saïd à partir de 1973, alors que le régime baasiste irakien soutient la rébellion marxiste.
La frontière qui sépare actuellement l'Irak et l'Iran en tant qu'États indépendants mesure 1 458 kilomètres et a été approuvée par les accords d'Alger signés en 1975. L'objectif de ce traité est pour l'Irak de convaincre l'Iran de cesser son soutien aux autonomistes kurdes, en échange d'une reconnaissance par l'Irak des frontières du Chatt al-Arab (favorables à l'Iran). Privés du soutien iranien, les Kurdes d'Irak déposent les armes et acceptent un accord de paix proposé un an auparavant par le gouvernement.
En 1979, la monarchie iranienne est à son tour renversée par un soulèvement populaire à la suite de quoi Saddam Hussein décide de revenir sur les accords d'Alger et d'envahir l'Iran.

#### La guerre Iran-Irak (1980-1988)
Lorsque Saddam Hussein attaque l'Iran en septembre 1980, il a trois objectifs de conquête :
- occuper le Chatt-el-Arab (delta du Tigre et de l'Euphrate), le « fleuve des Arabes », qu'il avait dû partager avec l'Iran en 1975 ;
- faire du Khalidj al-Farsi, le golfe Persique, le Khalidj al-Arabi, le « golfe arabique », en chassant les Iraniens des îlots qui contrôlent l'accès au détroit d'Ormuz ;
- s'emparer de la province pétrolifère du Khouzistan, nommé par les nationalistes arabes, l'Arabistan.

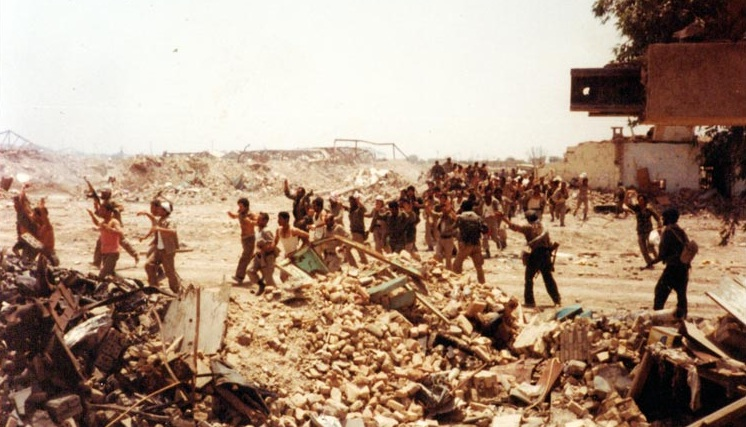
Capture de soldats irakiens après la reprise par les Iraniens de Khorramshahr.

On peut ajouter à cela la crainte de Saddam Hussein de voir la révolution des Chiites d'Iran se propager en Irak, où les musulmans chiites représentent 60 % de la population sans être associés au gouvernement, et sont perçus comme une menace par le pouvoir.
Dès 1982, constatant l'échec de son offensive, Bagdad tente de mettre fin au conflit, mais le cessez-le-feu n'est accepté que six ans plus tard par l'Iran sous la pression militaire des États-Unis dont la flotte est très présente dans le Golfe. La guerre prend donc fin en 1988 et résulte en un statu quo territorial, mais l'économie irakienne en sort en ruine, avec une dette extérieure de plus de 70 milliards de dollars (dont la moitié due aux États du Golfe), et un coût de reconstruction évalué à 60 milliards de dollars. Elle donne en même temps l'occasion à l'Iran d'établir une influence sur une partie de la société irakienne en accueillant, formant et enrôlant des opposants : les Kurdes, et le Conseil suprême de la révolution islamique en Irak et sa branche armée, et l'organisation Badr dont est issu aujourd'hui un gros contingent des hauts gradés de l'État irakien.
Le 15 août 1990, Saddam Hussein, à son tour isolé diplomatiquement à la suite de l'invasion du Koweït dix jours auparavant, renoue avec l'Iran, et lui propose la remise en application de l'accord d'Alger. L'année suivante, l'Iran ne participe pas à la guerre du Golfe, mais héberge sur son territoire de nombreuses organisations politiques chiites irakiennes hostiles à Saddam Hussein. Jusqu'au renversement de Saddam Hussein en 2003, la frontière entre l'Iran et l'Irak reste officiellement fermée bien qu'à partir de 1991, l'embargo imposé à l'Irak par l'ONU augmente la contrebande avec l'Iran créant déjà une interdépendance commerciale forte entre les deux États pourtant toujours officiellement ennemis.
En 2003, la guerre d'Irak provoquant la chute de Saddam Hussein, permet aux deux voisins ennemis de se rapprocher et d'officialiser des relations économiques, politiques et commerciales très fortes.

#### De fortes relations politiques et économiques depuis 2003
Après 2003, la très faible productivité de l'Irak détruite par la guerre, permet à l'Iran d'y trouver un débouché commercial inespéré alors que son économie est étouffée à son tour par les sanctions économiques américaines imposées à partir de 1995. Ainsi, entre 2006 et 2016, les échanges commerciaux annuels entre l'Iran et l'Irak passent de 1,6 milliard à 18 milliards de dollars, avec une balance commerciale largement favorable à l'Iran, faisant de l'Irak son « poumon économique ». L'Irak exporte vers l'Iran des dattes, du cuir et du soufre et importe d'Iran des voitures, du matériel médical, des légumes, des matériaux de construction,, ainsi que du carburant, gaz et électricité (dont les importations d'Iran représentent un tiers de la consommation irakienne),,.

Parallèlement, après le renversement de Saddam Hussein en 2003, les gouvernements à dominante chiite favorables à l'Iran se succèdent à Bagdad, ce qui crée les conditions d'un rapprochement politique entre les deux pays. Le réchauffement des relations entre les deux pays se concrétise officiellement en mars 2008 avec la visite du président iranien Mahmoud Ahmadinejad en Irak. Sur les six Premiers ministres irakiens nommés entre 2003 et 2020, trois ont passé la majeure partie des années 1980 en Iran, notamment Nouri al-Maliki qui occupe ce poste pendant huit ans de 2006 à 2014. Sa politique pro-iranienne et défavorable aux musulmans sunnites est considérée en 2014 par de nombreux observateurs comme l'une des raisons principales de l'éclatement de la seconde guerre civile irakienne en 2013, qui le pousse à démissionner en septembre 2014. 

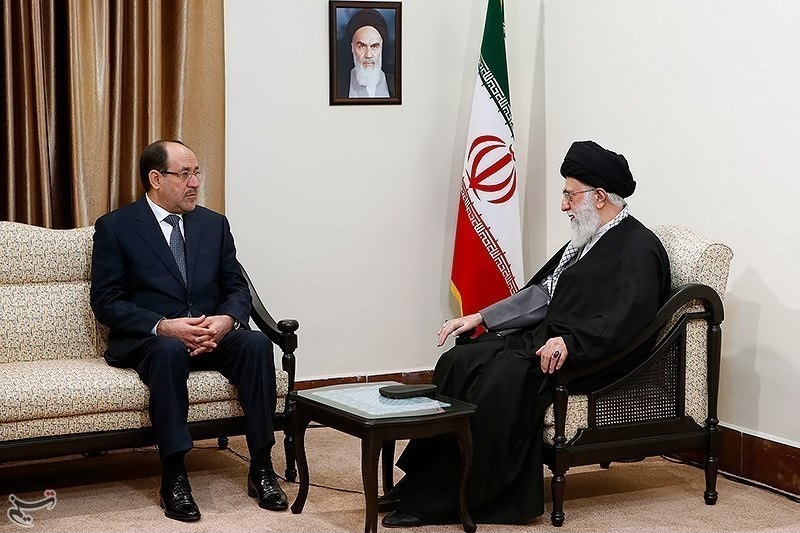
Rencontre entre le Premier ministre irakien Nouri al-Maliki et le guide suprême iranien Ali Khamenei à Téhéran en 2013.

En 2011, le retrait des Américains d'Irak donne à Téhéran un accès aux institutions irakiennes, notamment les services de renseignements qui auparavant, travaillaient avec les américains. L'Iran dispose alors en Irak de dix-huit bureaux et de 5 700 logements loués pour faciliter le travail des agents de renseignements iraniens.
En 2014, alors que l'instabilité politique et économique en Irak s'aggrave avec la guerre civile, l'Iran se charge d'approvisionner l'Irak en matériel et en armes et participe à la reconstruction des villes endommagées par la guerre. Les forces iraniennes al-Qods profitent également de cette guerre civile pour accroître leur influence en appuyant les combattants kurdes, l'armée irakienne, et les milices chiites qui lui sont favorables. La reprise de Tikrit en mars 2015 met en évidence le rôle crucial des « Unités de mobilisation populaire » (Hachd al-Chaabi), qui se poursuit jusqu'à la victoire du gouvernement irakien sur les djihadistes de l'État islamique en décembre 2017. Le général iranien et commandant des forces al-Qods Qassem Soleimani dirige personnellement des offensives dans plusieurs grandes batailles du conflit, notamment lors du siège d'Amerli (2014), les batailles de Tikrit (2014-2015). Baïji (2014-2015), et Fallouja (2016).

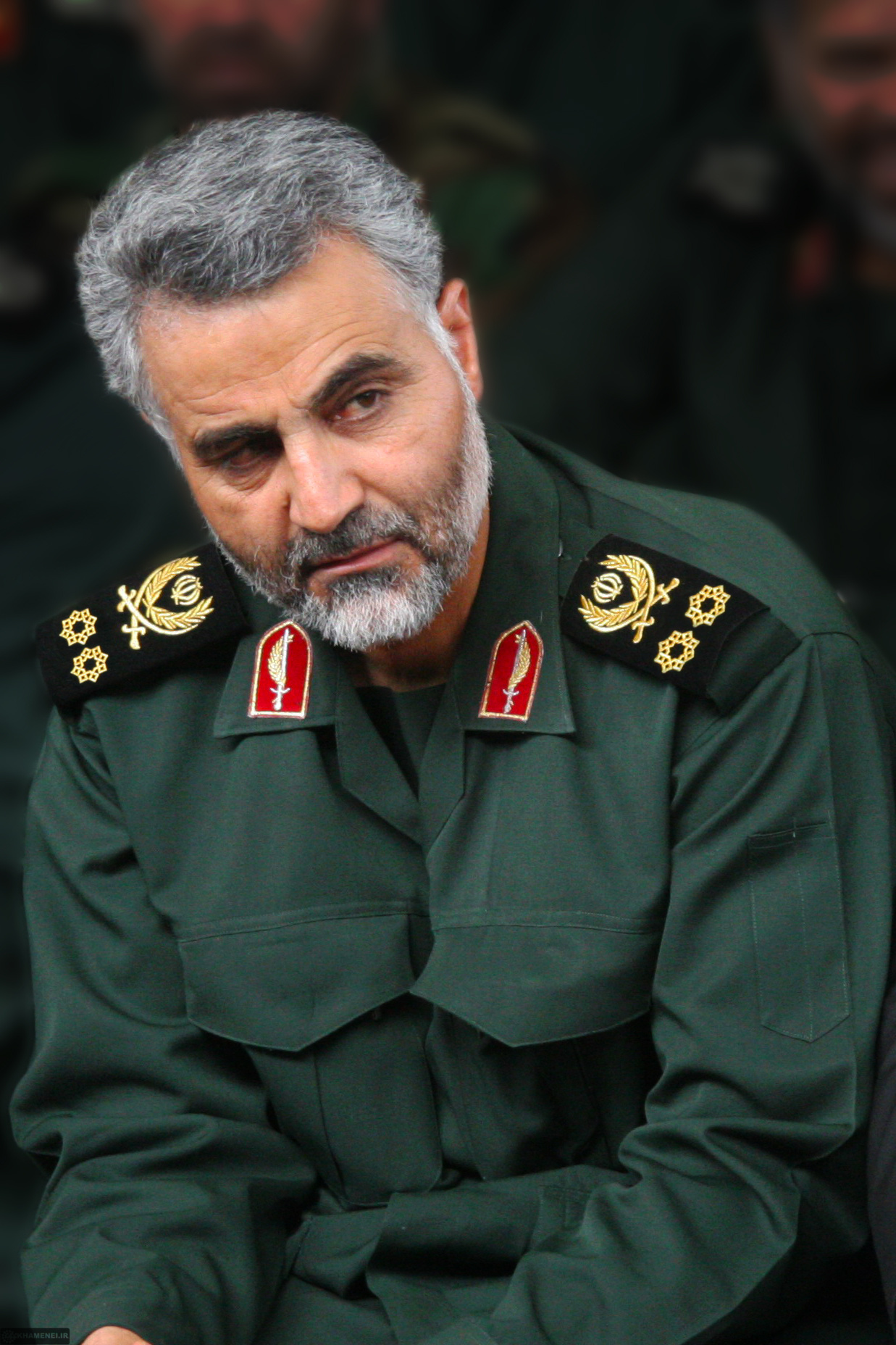
Le général iranien Qassem Soleimani (1957-2020).

À la fin de la seconde guerre civile en décembre 2017, le gouvernement irakien est de nouveau confronté comme après la guerre de 2003 au défi de reconstruire le pays et son économie, et accroît davantage sa dépendance économique à l'égard de l'Iran avec qui il multiplie les accords commerciaux. Le 11 mars 2019, un an après la fin de la guerre civile, le président iranien Hassan Rohani se rend à Bagdad pour une visite de trois jours, au cours de laquelle des accords sont conclus entre l'Iran et l'Irak dans plusieurs domaines : le pétrole, le commerce, la santé, l'enseignement, et le transport avec la construction d'une voie ferroviaire entre Shalamcheh en Iran et Bassorah en Irak. En outre, ces accords prévoient la construction de villes industrielles conjointes à la frontière pour une production manufacturière en commun, ainsi que le transport direct des marchandises. Enfin, un volet symboliquement fort de ces accords est la réaffirmation des accords d'Alger de 1975 sur la frontière entre les deux États, dont la remise en cause par Saddam Hussein avait été la cause de la guerre Iran-Irak entre 1980 et 1988.

En juin 2020, le nouveau Premier ministre irakien Moustafa al-Kazimi effectue son premier voyage à l'étranger en Iran, où il rencontre l'ayatollah Ali Khamenei et le président Hassan Rohani. Leurs discussions portent sur les moyens de renforcer les liens commerciaux, la lutte contre la pandémie de Covid-19 (alors que l'Iran est l'un des pays les plus touchés), et sur les efforts destinés à assurer la stabilité de la région. Hassan Rohani déclare lors d'une conférence de presse conjointe : « Les deux gouvernements souhaitent élargir les relations bilatérales pour atteindre 20 milliards de dollars [d'échanges commerciaux par an] ». Ce volume d'échanges, deux fois supérieur celui de 2019, serait possible en cas de levée des sanctions américaines sur l'Iran, un perspective envisageable avec la fin prochaine du mandat de Donald Trump.

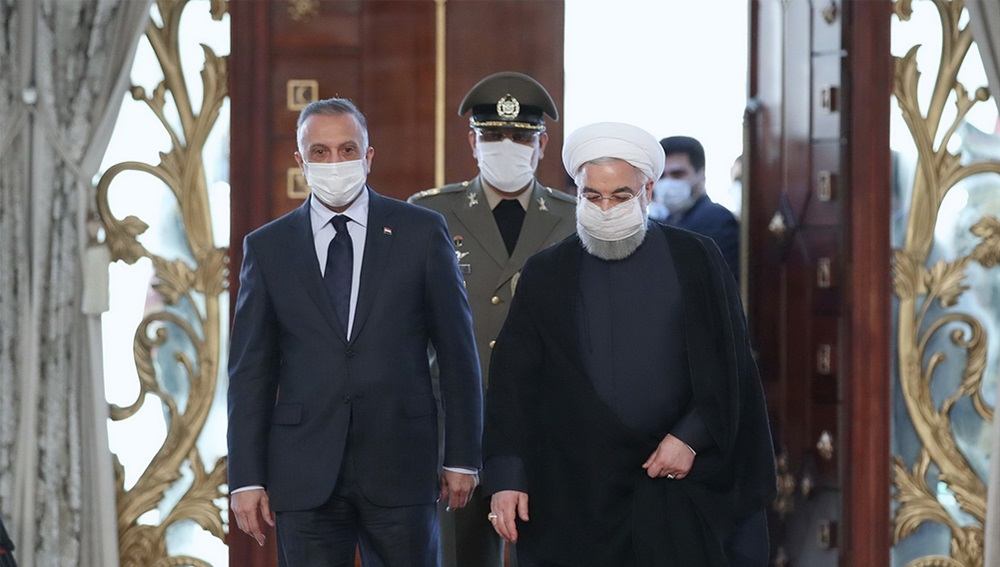
Rencontre entre le Premier ministre irakien Moustafa al-Kazimi et le Président iranien Hassan Rohani en juillet 2020.

En février 2021, les ministres des Affaires étrangères des deux pays Javad Zarif et Fouad Hussein se rencontrent à Téhéran, en présence d'Hassan Rohani et du secrétaire du Conseil suprême iranien de la sécurité nationale, Ali Chamkhani. Les représentants iraniens demandent à leurs homologues irakiens d'expulser de leur territoire les troupes américaines, qualifiant leur présence de « préjudiciable », un an après l'élimination à Bagdad par une frappe américaine du général iranien Qassem Soleimani et du leader des milices chiites irakiennes soutenues par l'Iran, Abou Mahdi al-Mouhandis. Javad Zarif remercie la justice irakienne d'avoir délivré le 7 janvier 2021, un mandat d'arrêt contre Donald Trump dans le cadre de l'enquête sur l'élimination d'Abou Mahdi al-Mouhandis. Dans un contexte marqué par l'éventualité d'une reprise du dialogue entre Washington et Téhéran après l'élection de Joe Biden à la présidence américaine en novembre 2020, les responsables discutent également du renforcement des liens économiques, notamment des accords sur les marchés frontaliers, le commerce, le transport des marchandises, les dettes et questions bancaires.
En novembre 2022, le Premier ministre irakien Mohammad Chia al-Soudani se rend à Téhéran un mois après sa prise de fonction pour renforcer la coopération bilatérale dans tous les domaines. Il y est accueilli en grande pompe à Téhéran par le président iranien Ebrahim Raïssi ainsi que par l’ayatollah Ali Khamenei, qui n'avait pas reçu son prédécesseur Moustafa el-Kazimi, jugé proche de Washington et de Riyad lors de ses deux visites à Téhéran. Un contrat de 4 milliards de dollars est signé lors de cette visite pour permettre à Téhéran d’exporter des services techniques et d’ingénierie à l’Irak, tandis que le ministère iranien du Pétrole annonce l’ouverture d’un bureau à Bagdad. Parallèlement, le nouveau gouvernement irakien a approuvé la création d’une entreprise de travaux publics gérée par les Hachd el-Chaabi, coalition paramilitaire de milices pro-Iran.
Randa Slim, chercheuse émérite au Middle East Institute, estime que « Téhéran est plus positivement orienté envers ce Premier ministre que son prédécesseur, ce qui pourrait se traduire par davantage d’engagement économique ». En septembre 2024, le nouveau président iranien Massoud Pezechkian se rend en Irak pour sa première visite à l'étranger depuis son élection, et rencontre Mohammad Chia al-Soudani. Lors de cette rencontre, 14 protocoles d'accord sont signés pour renforcer la coopération entre les deux pays voisins.

#### Limites de ce rapprochement
En dépit de ces interactions croissantes entre l'Iran et l'Irak la proximité entre ces deux pays doit en même temps être nuancée pour plusieurs raisons :
- L'Irak est un pays arabe contrairement à l'Iran, un pays d'histoire et de culture perse, incarnée notamment dans sa langue, le persan[65].
- Ces deux pays sont concurrents sur la scène internationale en tant que producteurs et exportateurs de pétrole[65] (mais pas pour le gaz, l'Iran étant un fournisseur indispensable pour l'Irak[63]).
- Les affinités entre leurs gouvernements ne reflètent pas celles entre leurs populations, pour qui malgré le changement de contexte géopolitique depuis le renversement de Saddam Hussein, la guerre entre l'Iran et l'Irak de 1980 à 1988 continue de marquer les mémoires. En outre, l'influence politique et économique de l'Iran est très mal vécue par la majorité de la population irakienne[49]. En 2019, au cours des manifestations irakiennes d'octobre, les protestataires expriment leur mécontentement en surnommant les dirigeants irakiens « les tentacules de l'Iran »[52].
- Le chiisme irakien concurrence le chiisme iranien, et malgré des intérêts convergents, l'ayatollah Sistani, plus haute autorité religieuse du chiisme irakien, n'est pas aligné sur la position de l'ayatollah Khamenei, bien qu'étant lui-même d'origine iranienne[65]. Son rival chiite irakien Moqtada al-Sadr, particulièrement populaire au sein de la population irakienne, est clairement apprécié pour son « chiisme nationaliste » considéré comme un rempart aux influences étrangères, américaines comme iraniennes[66].
- Téhéran a des liens privilégiés avec le Kurdistan irakien (particulièrement avec « l'Union patriotique du Kurdistan »[67]), qui a plusieurs fois manifesté des volontés sécessionnistes de l'Irak[65]. De son côté, le nord de l'Irak sert de refuge à des groupes d'opposition iraniens : le PJAK, « filiale » iranienne du Parti des travailleurs du Kurdistan (PKK), les combattants du Parti démocratique du Kurdistan d’Iran, et de l’organisation communiste iranienne Komala[68].

En septembre 2022, les Gardiens de la Révolution, l'armée idéologique du régime iranien, bombardent le nord de l'Irak accusé de servir de refuge aux groupes séparatistes kurdes iraniens, dans un contexte de manifestations de grande ampleur en Iran après le meurtre d'une civile kurde par la « police de la moralité » islamique d'Iran. Si les opposants iraniens armés installés dans le nord de l'Irak ne prennent pas part à ces manifestations, beaucoup de manifestants, en revanche, traversent la frontière irakienne pour s'enrôler dans ces organisations. Un moins et demi plus tard, le nord de l'Irak est de nouveau bombardé par des missiles et des drones iraniens supposés viser des groupes d'opposition kurdes iraniens,. A la mi-juillet 2023, le ministère de l'Intérieur irakien annonce le déploiement d'une brigade à la frontière avec l'Iran au Kurdistan irakien, d'un budget de plus de sept millions de dollars, comptant quelque 50 tours de surveillance et 40 caméras, pour empêcher les infiltrations et la contrebande.
En janvier 2024, l'Iran bombarde de nouveau le Kurdistan irakien en représailles de l'attentat dans la ville iranienne de Kerman revendiqué par l'État islamique qui fait 84 morts la semaine précédente. Ces frappes iraniennes, dont la cible semble particulièrement hasardeuse, tuent au moins 4 personnes à Erbil, dont un homme d’affaires kurde proche du Premier ministre kurde irakien Masrour Barzani. Cette attaque suscite la colère en Irak, même parmi les chiites qui sont d’ordinaire plutôt alignés sur la république islamique. L'Irak rappelle son ambassadeur à Téhéran Nassir Abdel Mohsen et dépose une plainte au Conseil de sécurité de l'ONU, marquant les plus fortes tensions diplomatiques entre Bagdad et Téhéran depuis le renversement de Saddam Hussein.

### Relations avec la Turquie

#### Histoire des relations turco-irakiennes
Les relations entre la Turquie et l'Irak sont marquées par l'Empire ottoman qui incluait les deux États actuels jusqu'à son démantèlement après la Première Guerre mondiale,. Après la Seconde Guerre mondiale, les deux États étaient de proches alliés, ayant notamment fait partie du pacte de Bagdad en vigueur entre 1955 et 1978 (bien que l'Irak s'en retire en 1959). En 1973, Bagdad et Ankara concluent un accord au sujet des exportations pétrolières irakiennes destinées à la Turquie.
L'oléoduc Kirkouk-Ceyhan, mis en service en 1977 pour contourner une tentative syrienne d'embargo sur ses exportations pétrolières, permettait à l'Irak en 2014 de livrer jusqu'à 400 000 barils de pétrole par jour via la Turquie, soit un quart de ses exportations pétrolières. Après la seconde guerre civile irakienne (2013-2017), l'Irak décide de construire un deuxième oléoduc vers le port turc de Ceyhan (en provenance de Baïji), en raison des dégâts causés par l'État islamique sur le premier.

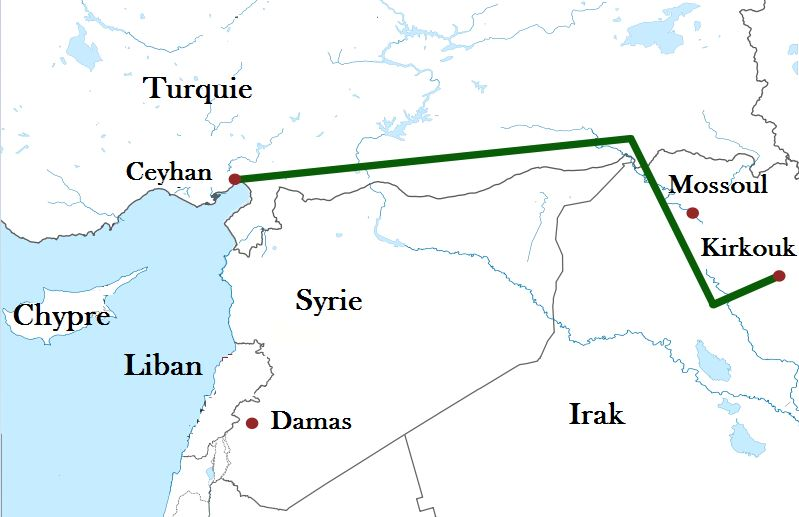
Tracé de l'oléoduc Kirkouk-Ceyhan, par lequel transite un quart des exportations pétrolières irakiennes.

Pendant les conflits opposant l'Iran à l'Irak, puis l'Irak au Koweït, la Turquie membre de l'OTAN et candidate à l'Union européenne prend le parti des Occidentaux soutenant l'Irak en 1980 puis le Koweït en 1990, mettant la base aérienne d'Incirlik à disposition des armées américaines et britanniques. En 1991, la résolution 687 du Conseil de sécurité des Nations unies met fin à la guerre du Golfe et ouvre la voie à l'autonomie du Kurdistan irakien, qui devient un refuge pour le Parti des travailleurs du Kurdistan (PKK) contre qui le gouvernement turc est en guerre depuis le début des années 1980. Dès lors, le gouvernement turc se rapproche des autorités irakiennes et du Kurdistan pour sécuriser sa frontière et mener des opérations militaires contre le PKK dans le nord de l'Irak. Mais cela n'empêche pas la Turquie de servir à son tour de refuge à des centaines de milliers de Kurdes irakiens réprimés par le gouvernement lors de l'insurrection irakienne de mars 1991, tandis que la base d'Incirlik sert de point de rotation pour l'acheminement d'aide humanitaire.
En mars 2003, la Turquie s'oppose à l'intervention américaine en Irak, lors de laquelle les députés turcs refusent aux soldats américains l'accès à la base d'Incirlik. Le gouvernement accepte toutefois six mois plus tard de revenir sur cette interdiction, en contrepartie de quoi, le président américain George W. Bush accepte de fournir à la Turquie des informations sur la localisation des rebelles kurdes du PKK dans le nord de l'Irak.
En novembre 2007 et décembre 2008, le Premier ministre irakien Nouri al-Maliki se rend en Turquie où il évoque la coopération sécuritaire entre les deux États appelant le PKK à « abandonner la lutte armée et rejoindre le processus démocratique », ainsi que des projets de coopération énergétiques. En avril 2009, le leader chiite irakien Moqtada al-Sadr est à son tour reçu par le Premier ministre turc Recep Tayyip Erdogan. Entre 2014 et 2018, la Turquie ferme son consulat à Mossoul à cause de la prise en otage de ses diplomates dans cette ville par le groupe État islamique.
En mars 2023, le Premier ministre irakien Mohammed Chia al-Soudani se rend à Ankara où il rencontre le président turc Recep Tayyip Erdogan au sujet de la sécheresse en Irak et du partage des eaux des fleuves Tigre et Euphrate qui prennent tous deux leur source en Turquie. Alors que Bagdad accuse régulièrement la Turquie de réduire le débit des cours d'eau vers l'Irak à cause des barrages construits en amont, le président turc lui promet de libérer libérer davantage d'eau dans le Tigre. La semaine suivante, toujours dans une tendance de rapprochement et de collaboration avec Bagdad, Ankara annonce son intention de stopper les importations pétrolière du Kurdistan Irakien, alors que ce dernier était en conflit avec le gouvernement central irakien sur le partage des revenus pétroliers. Cette décision turque a été prise à la demande de l'Irak pour forcer les autorités kurdes à négocier avec le gouvernement irakien. La semaine suivante, un accord est trouvé entre le gouvernement régional du Kurdistan et celui de Bagdad pour reprendre les exportations de pétrole via la Turquie.
En août 2023, le ministre turc des Affaires étrangères Hakan Fidan se rend à Bagdad où il rencontre son homologue irakien Fouad Hussein. Les dossiers abordés entre les deux hommes sont la répartition des eaux du Tigre et de l'Euphrate, la reprise des exportations du pétrole du Kurdistan d'Irak vers la Turquie, et la lutte contre les bases du PKK, combattu par la Turquie dans le nord de l'Irak, même si Hakan Fidan déclare à ce sujet « notre ennemi commun ne doit pas empoisonner nos relations bilatérales ».
Hakan Fidan se rend de nouveau à Bagdad, et rencontre de nouveau son homologue irakien Fouad Hussein en mars 2024. Une délégation de hauts responsables turcs l'accompagne pour des échanges bilatéraux sur les thèmes de la sécurité et de l'énergie. Le mois suivant, le président turc Recep Tayyip Erdogan à Bagdad pour sa première visite d'État en Irak depuis plus d'une décennie, et rencontre son homologue irakien Abdel Latif Rachid et le Premier ministre Mohamed Chia al-Soudani. Sa visite est axée sur des discussions économiques et sécuritaires, portant notamment sur la lutte contre le PKK dans le nord d' l'Irak et le partage des eaux des fleuves Tigre et Euphrate (qui prennent leur source en Turquie avant de traverser le territoire irakien. À l'ordre du jour également, la « Route du développement », un projet de corridor constitué de route et de voie ferrée de 1 200 km devant relier d'ici 2030 le Golfe à la Turquie en passant par l'Irak.
Le 17 mars, la Turquie annonce un accord avec l’Irak pour doubler ses exportations d’électricité.

#### Ambitions expansionnistes turques sur l'Irak
L'ancienne domination ottomane sur le territoire actuel de l'Irak explique des volontés expansionnistes régulièrement affirmées par les différents gouvernements turcs sur le nord de l'Irak. La ville irakienne de Mossoul est particulièrement l'objet de ces revendications territoriales, notamment :
- en 1925, le vote de la Société des Nations qui rattache le vilayet de Mossoul à l'Irak plutôt qu'à la Turquie est aussitôt contesté par Mustafa Kemal Atatürk (premier président de la république de Turquie), puis ses successeurs[67] ;
- en 1958, la Turquie le réclame de nouveau lorsque l'Irak et la Jordanie unissent leurs deux pays dans la Fédération arabe d'Irak et de Jordanie[67] ;
- en 1983, en pleine guerre Iran-Irak, le Premier ministre turc Turgut Ozal revendique la ville de Mossoul dans la zone d'influence de la Turquie[88] ;
- en 1990, au moment de l'invasion du Koweït par l'Irak, la Turquie membre de la coalition militaire internationale conte Saddam Hussein tente d'en profiter pour annexer les régions de Mossoul et de Kirkouk, mais Washington s'y oppose[89],[67] ;
- en 1994, le président Süleyman Demirel évoque son désir de voir « la frontière suivre le pied des montagnes », ce qui, de fait, incluait Mossoul dans la Turquie[89] ;
- en 2004, Ankara réclame à nouveau le vilayet de Mossoul, profitant cette fois-ci de l'invasion de l'Irak par l'armée américaine. Elle ne l'obtient pas, mais, trois ans après, obtient le droit de mener des opérations militaires dans le nord du pays[67] ;
- en 2016, le président turc Recep Tayyip Erdogan tente d'imposer une participation de l'armée turque à la bataille de Mossoul pour défendre ses « compatriotes turkmènes, arabes, kurdes »[90], rejetée par le Premier ministre irakien Haider al-Abadi, qui assimile une telle intervention à une « occupation » du territoire irakien[91].

Par ailleurs, une contestation des frontières délimitant les États issus de l'Empire ottoman existe aussi du côté de l'Irak, celle-ci ayant revendiqué à plusieurs reprises sa souveraineté sur le Koweït (1937, 1961, et 1990) car celui-ci faisait partie du vilayet de Bassora.

#### Incursions de l'armée turque dans le nord de l'Irak
En 2003, bien qu'opposée à la guerre d'Irak, la Turquie profite de l'affaiblissement du gouvernement irakien pour mener des interventions ciblées contre le PKK dans le nord de l'Irak,,.
Lorsque la seconde guerre civile irakienne éclate, le PKK joue un rôle décisif dans la lutte contre l'État islamique dans le nord de l'Irak, en portant notamment secours aux minorités yézidis, massacrées et asservies par les djihadistes dans la région de Sinjar. Avoir libéré la région de la présence djihadiste, des combattants du PKK aident à la constitution de milices yézidis autonomes, et restent dans le Sinjar notamment sur le mont Qandil.

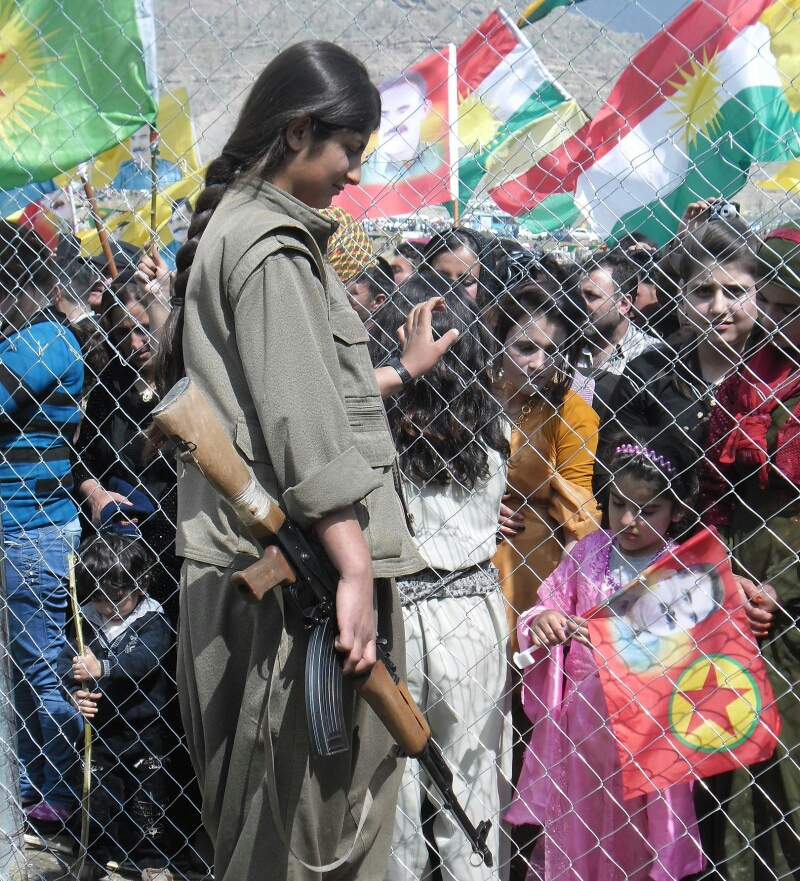
Une combattante du PKK dans les montagnes de Qandil, en Irak, 2014.

Alors que les menaces d'Ankara se multiplient, le chef du gouvernement irakien Haider el-Abadi avertit la Turquie en novembre 2016 qu'elle serait traitée en ennemie si elle provoquait un affrontement dans le nord de l'Irak, après le déploiement de chars turcs à la frontière turco-irakienne. En janvier 2019, des manifestants irakiens attaquent une base de l'armée turque à Cheladzi, dans l'ouest du Kurdistan irakien, qu'ils accusent d'avoir tué quatre civils dans un bombardement. Une note de protestation est remise à l'ambassadeur turc dénonçant des bombardements répétés en Irak et une « violation de sa souveraineté ».
En août 2020 trois soldats irakiens dont deux officiers sont tués par un drone turc dans le nord de l'Irak, poussant Bagdad à convoquer l'ambassadeur turc pour la troisième fois en deux mois. À la suite de cet incident, Bagdad sollicite l'appui diplomatique de la Ligue arabe pour obtenir le retrait des troupes turques de son territoire, sans succès. De son côté, la milice chiite irakienne soutenue par l'Iran « Achab Al-Qahf » exige que la Turquie cesse ses actes hostiles et achève son retrait du territoire irakien.
En janvier 2021, le ministre turc de la Défense Hulusi Akar se rend dans les deux capitales, Bagdad et Erbil, pour tenter d'améliorer la coopération sécuritaire bilatérale. Le 10 février 2021, l'armée turque lance un raid dans le nord de l'Irak pour libérer des prisonniers du PKK (militaires et de membres des services secrets turcs), mais cette tentative tourne au fiasco et se conclut par la mort des 13 prisonniers.
En avril 2022 l'armée turque lance une nouvelle opération militaire dans le nord de l'Irak contre le PKK, qui s'est entre-temps rapproché de milices pro-iraniennes rejetant la présence de forces turques dans le nord du pays au nom de la souveraineté de l'Irak. Plusieurs soldats trucs sont tués lors de cette opération. En novembre 2022, à la suite d'un attentat à la bombe à Istanbul attribué par le gouvernement turc au PKK (qui conteste cette accusation), l'aviation turque bombarde de nouveau de le nord de l'Irak et de la Syrie.
Selon des sources irakiennes, la Turquie posséderait en 2022 une centaine de points d’appui militaires au Kurdistan, avec la présence d’un contingent permanent d’au moins 4 000 militaires. Le gouvernement irakien et celui de la région autonome du Kurdistan irakien sont régulièrement accusés d’ambivalence en tolérant les opérations militaires de la Turquie afin de préserver leurs liens économiques étroits avec Ankara. En mars 2024, dans la foulée d'une rencontre entre les ministres des Affaires étrangères irakien et turc, le gouvernement irakien interdit officiellement le PKK.
En juillet, le gouvernement irakien dénonce de nouvelles incursions de l'armée turque au Kurdistan irakien après un regain des opérations militaires d'Ankara contre le PKK. En août 2024, la Turquie annonce un accord de coopération militaire avec l'Irak avec l'installation de centres de commandement et d'entrainement communs contre les combattants du PKK.

### Relations avec la Jordanie
L'Irak et la Jordanie sont séparés par une frontière de 181 kilomètres, les deux pays ayant précédemment fait partie de l'Empire ottoman jusqu'à son démantèlement après la Première Guerre mondiale, avant de devenir des protectorats britanniques, le mandat britannique de Mésopotamie et l'émirat de Transjordanie, et d'obtenir finalement petit à petit leur indépendance (proclamé en 1946 pour la Jordanie). Lorsque les Britanniques reçoivent de la Société des Nations un mandat pour administrer ces deux territoires, deux frères de la dynastie des Hachémites originaires de La Mecque, sont placés pour les gouverner : Abdallah Ier de Jordanie, et son frère Fayçal Ier d'Irak.

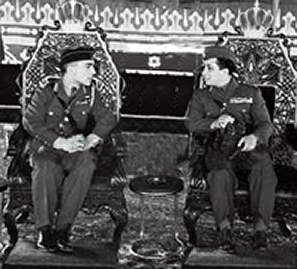
Le roi Hussein de Jordanie et son cousin le roi Fayçal II en 1958.

Les deux États sont membres et cofondateurs de la Ligue arabe et de l'Organisation de la coopération islamique. En 1948 et 1967, ils sont avec l'Égypte et la Syrie les principaux contributeurs de la coalition arabe constituée contre Israël lors de la guerre israélo-arabe de 1948-1949 et lors de la guerre des Six Jours (la Jordanie refuse toutefois, contrairement à l'Irak, de participer à la guerre du Kippour en 1973),.
Le 14 février 1958, le roi Fayçal II d'Irak et son cousin le roi Hussein de Jordanie, décident de réunir leurs deux royaumes en un seul État, la Fédération arabe d'Irak et de Jordanie, mais celle-ci est dissoute cinq mois plus tard après la révolution qui met fin à la monarchie irakienne. À noter d'ailleurs que c'est à la suite d'une demande d'aide militaire du roi Hussein à son cousin Fayçal II que la révolution a lieu, les unités irakiennes en route vers la Jordanie décidant de faire demi-tour dans la nuit du 13 au 14 juillet et de renverser le monarque irakien.
En 1968, l’arrivée au pouvoir du parti Baas en Irak est suivi d'un rapprochement entre l'Irak et la Jordanie, alors que les affinités entre leurs populations restent fortes. Sous le régime de Saddam Hussein, des dizaines de milliers d'étudiants jordaniens des diplômes dans des universités irakiennes grâce à des bourses offertes par l'Irak. En outre, le soutien de Saddam Hussein à la cause palestinienne est favorablement perçue par la Jordanie qui accueille de très nombreux réfugiés palestinien.
La Jordanie ne s'implique dans aucun des conflits armés de grande ampleur qui touchent l'Irak en 1980, 1990 et 2003, mais s'oppose aux deux interventions américaines contre Saddam Hussein, et accueille d'importantes vagues de réfugiés,.
En février 1990, le président irakien Saddam Hussein se rend à Amman, où il est accueilli par le roi Hussein II. Quelques mois plus tard, au début de la guerre du Golfe, le roi Hussein déclare dans son adresse à la nation que l'intervention occidentale est contre « tous les Arabes et tous les musulmans » et évoque des objectifs visant à « détruire l'Irak et à réorganiser la zone d'une manière plus dangereuse pour notre peuple que les accords Sykes-Picot ». Sa rhétorique est essentiellement populiste à l'adresse de sa population jordanienne d'origine palestinienne en grande partie acquise à Saddam Hussein et économiquement intéressée en raison de la dépendance jordanienne au pétrole irakien. Mais sur le fond, l'invasion du Koweït met le roi Hussein très en colère, il ne le pardonnera jamais à Saddam Hussein et leur dégradation se dégrade.
En août 2003, en pleine guerre d'Irak, alors que le nouveau roi Abdallah II de Jordanie, au pouvoir depuis 1999, décide de soutenir l'intervention américaine de 2003 (contrairement à son père en 1990), l'ambassade de Jordanie à Bagdad est ciblée par un attentat à la voiture piégée. S'agissant de la population jordanienne, les années suivants la chute et l'exécution de Saddam Hussein, l'ancien dictateur irakien continue de susciter l'admiration de nombreux Jordaniens, qui voient en lui un héros des causes arabe et palestinienne. Alors que ses portraits et les symboles associés à son règne disparaissent, de la vie publique en Irak, son visage reste omniprésent en Jordanie, sur les autocollants ornant les vitres des voitures ou les coques de téléphones portables à son effigie.
En 2008 le roi Abdallah II est le premier chef d'État arabe à se rendre à Bagdad depuis la mise en place des nouvelles autorités, dominées par les chiites. En 2014, la Jordanie se joint à la coalition internationale contre l'État islamique en mettant des moyens militaires à disposition de l'Irak, et menant une série de frappes aériennes notamment après l'exécution d'un de ses pilotes par le groupe djihadiste. En août 2017, la Jordanie et l'Irak annoncent la réouverture leur unique poste-frontière fermé depuis 2014, après avoir sécurisé la route qui relie leurs deux capitales.

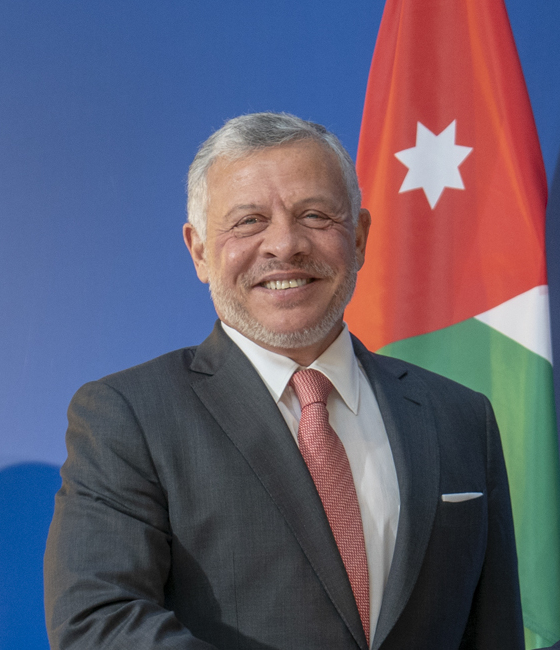
Abdallah II, fils d'Hussein, roi de Jordanie depuis 1999

Le roi Adballah II se rend à nouveau à Bagdad en janvier 2019 pour améliorer la coopération économique et énergétique entre les deux pays. Cette visite est encouragée par les États-Unis, qui cherchent à inciter les autorités irakiennes à réduire leur dépendance économique et commerciale à l'égard de l'Iran. Celle-ci est couronnée par la signature d'accords sur le commerce, la finance, l'agriculture, la santé, les transports, le secteur de l'énergie, avec l'extension de l'oléoduc de Bassorah en Irak vers Aqaba en Jordanie, et la création d'une zone industrielle commune de 24 kilomètres carrés.
En avril 2021, à la suite d'un complot présumé contre le roi Abdallah II, le Premier ministre irakien Moustafa al-Kazimi affirme « se tenir aux côtés du royaume jordanien », dont il doit rencontrer le souverain prochainement à Bagdad.
Le roi Abdallah II se rend pour la troisième fois à Bagdad le 27 juin 2021, dans la cadre d'un sommet tripartite entre leurs l'Irak, la Jordanie, et l'Égypte, portant sur la coopération politique et économique, les investissements, et la lutte contre le terrorisme. Une alliance entre l’Égypte qui dispose de capacités militaires importantes, l’Irak qui possède des ressources pétrolières considérables et la Jordanie riche de son capital humain est prometteuse si ces pays capitalisent sur leur complémentarité. Plusieurs accords de coopération ont ainsi été signés dans les secteurs de l’énergie, de la santé et de l’éducation, alors que Bagdad a renouvelé son contrat d’approvisionnement pétrolier à l’Égypte de 12 millions de barils en 2021, et prévoit de construire un oléoduc visant à exporter 1 million de barils par jour de brut depuis la ville irakienne de Bassora vers le port jordanien de Aqaba.
Mais celle-ci est également motivée par des intérêts géopolitiques partagés par les trois pays : contrebalancer l’influence de l’Iran, de la Turquie et des monarchies pro-américaines du Golfe (principalement l'Arabie saoudite) dans les affaires régionales. En effet, ces trois pays ont en commun de vouloir regagner une influence régionale après avoir été mis à l'écart par la politique de Donald Trump au Moyen-Orient, ultra-favorable à Israël, à la Turquie (via l'OTAN et les relations amicales entre Trump et Erdogan) et aux monarchies du Golfe.
Abdel Fattah al Sissi, Moustafa al-Kazimi et le roi Abdallah II se rencontrent de nouveau à Bagdad en août 2021 lors d'un sommet élargi au Moyen-Orient incluant la France, axé sur la sécurité et le développement économique régional.
En décembre 2022, Amman accueille la deuxième conférence internationale de Bagdad destinée à soutenir l'Irak et promouvoir le dialogue entre pays de la région. Le roi Abdallah II souligne dans une allocution « rôle pivot de l’Irak dans le maintien de la stabilité régionale ».

### Relations avec le Koweït
Séparés par une frontière de 240 kilomètres, le Koweït et l'Irak ont subi les mêmes influences, ayant été tour à tour sous la domination ottomane (le « vilayet de Bassora ») et britannique, et auraient pu former un seul pays. Son tracé est défini par les accords d'Uqair de 1922-1923.

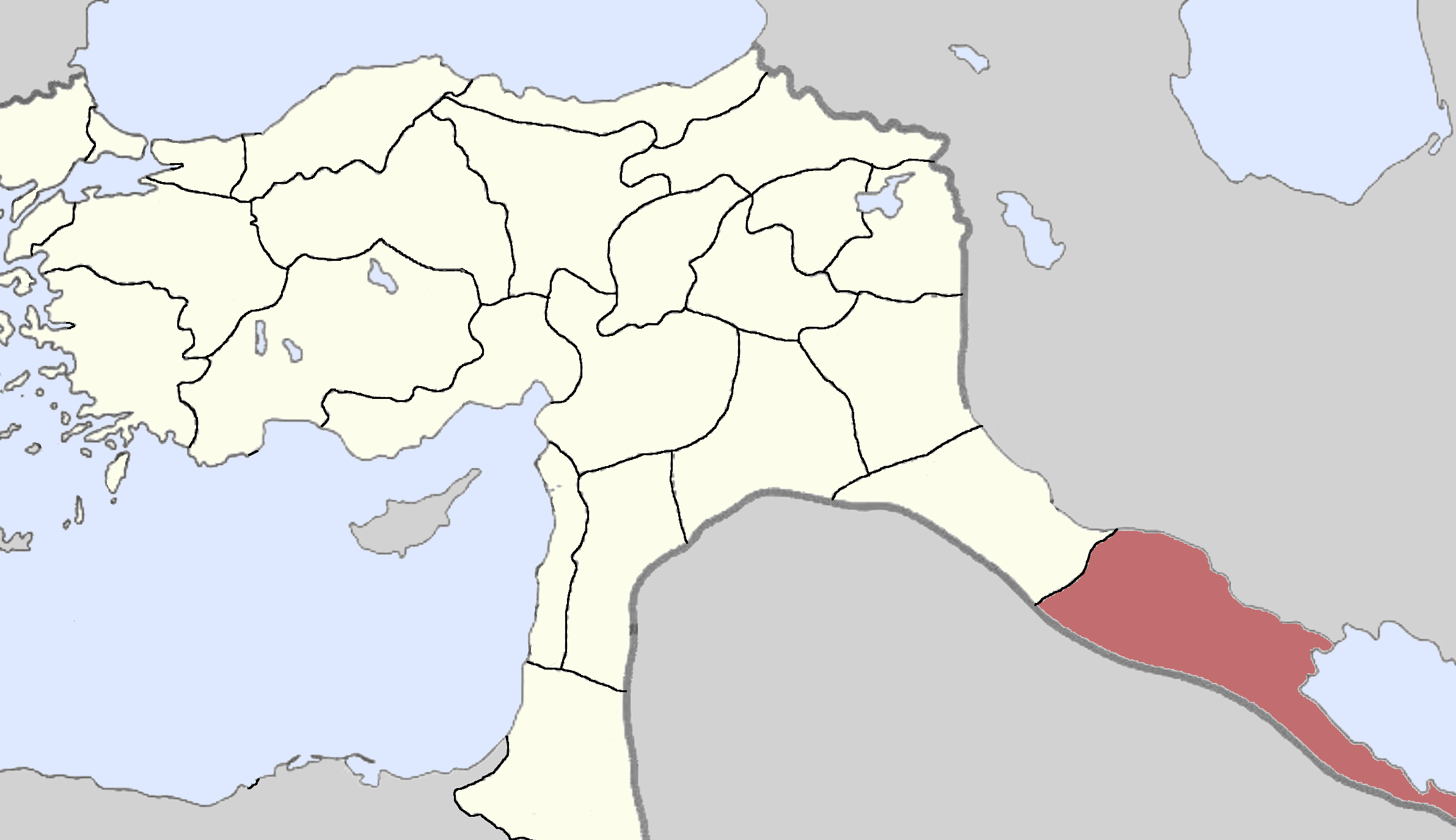
Vilayet de Bassora sous l'Empire ottoman.

Les relations entre l'Irak et le Koweït ont toujours été plus intenses qu'avec les autres pays du Golfe, caractérisée par une alternance entre tension et coopération. De grandes familles koweïtiennes étaient implantées dans la région de Bassorah où elles possédaient d'importantes plantations de dattes et l'émirat dépendait étroitement de l'Irak pour ses approvisionnements en produits agricoles et surtout en eau provenant du Chatt Al-Arab. Les premières revendications officielles de l'Irak remontent à 1937-1938, à la suite des premières découvertes de pétrole dans l'Émirat. Depuis, tous les régimes irakiens du XXe siècle réclamant ce dernier. La mort du roi Ghazi en 1939, met fin à ce premier épisode de tensions, mais la délimitation de la frontière reste impossible en raison des réticences de l'Irak à reconnaître la légitimité d'une entité koweïtienne séparée.
En juin 1961, à la suite du retrait britannique officialisant l'indépendance du Koweït, le général Abd Karim Kassem, Premier ministre irakien depuis la révolution de 1958, revendique le territoire du Koweït comme « partie intégrante de l'Irak ». Pour faire pression sur l'Émirat, il gèle ses fonds placés dans des banques irakiennes, et bloque les navires koweïtiens stationnés à Bassorah. En réaction, le cheikh du Koweït présente une plainte au Conseil de sécurité de l'ONU contre cette menace d'annexion, dépose sa candidature à la Ligue arabe et fait appel à l'aide diplomatique et militaire de la Grande-Bretagne. 5 000 soldats britanniques stationnent dans l'Émirat, poussant Abd al-Karim Kassem à renoncer à ses ambitions expansionnistes. À l'initiative du président égyptien Nasser ces forces sont remplacées par une forces multinationale arabe, dans le même objectif de contrer une invasion irakienne.

Le remplacement en 1963 d'Abd al-Karim Kassem par Abdel Salam Aref ouvre la voie à une normalisation des relations : l'Irak accepte de reconnaître la souveraineté du Koweït (le 4 octobre 1963) en échange d'un renoncement par ce dernier à son traité de défense avec la Grande-Bretagne.

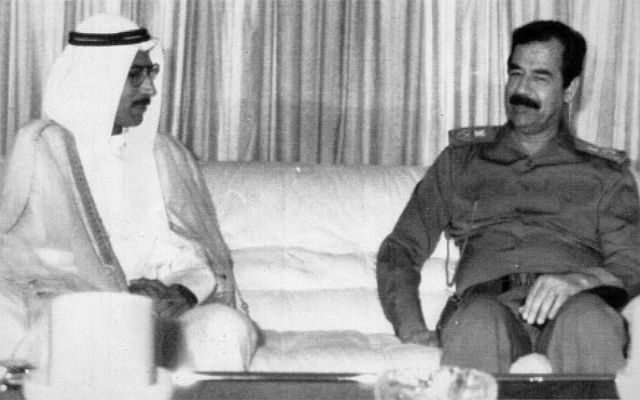
Alaa Hussein Ali (nommé à la tête du gouvernement fantoche du Koweït) avec Saddam Hussein en 1990.

Entre 1980 et 1988, le Koweït soutient l'Irak lors de la guerre Iran-Irak. Mais deux ans plus tard, ruiné par ses dépenses militaires et accusant le Koweït, l'un de ses principaux créanciers de lui avoir volé du pétrole par un forage horizontal, Saddam Hussein décide d'envahir le petit Émirat. Après une victoire rapide, celui-ci y installe un gouvernement fantoche favorable à l'Irak, dirigé par l'officier koweïtien Alaa Hussein Ali.
Après une série de négociations internationales infructueuses, les États-Unis déclarent la guerre à l'Irak en janvier 1991. La guerre du Golfe regroupant contre l'Irak une large coalition internationale dure jusqu'à la fin février 1991, date à laquelle le Koweït est libéré. Le 15 mars 1991, l'émir du Koweït, Jaber al-Ahmad al-Sabah, rentre au pays après avoir passé plus de 8 mois en exil.
Début 1993, Saddam Hussein mène à nouveau des incursions au Koweït et installe des missiles dans la zone d'exclusion aérienne, provoquant la riposte des États-Unis (des raids aériens au sud le 13 janvier et contre Bagdad le 17 janvier), avant finalement de reconnaître officiellement le Koweït en novembre 1994.

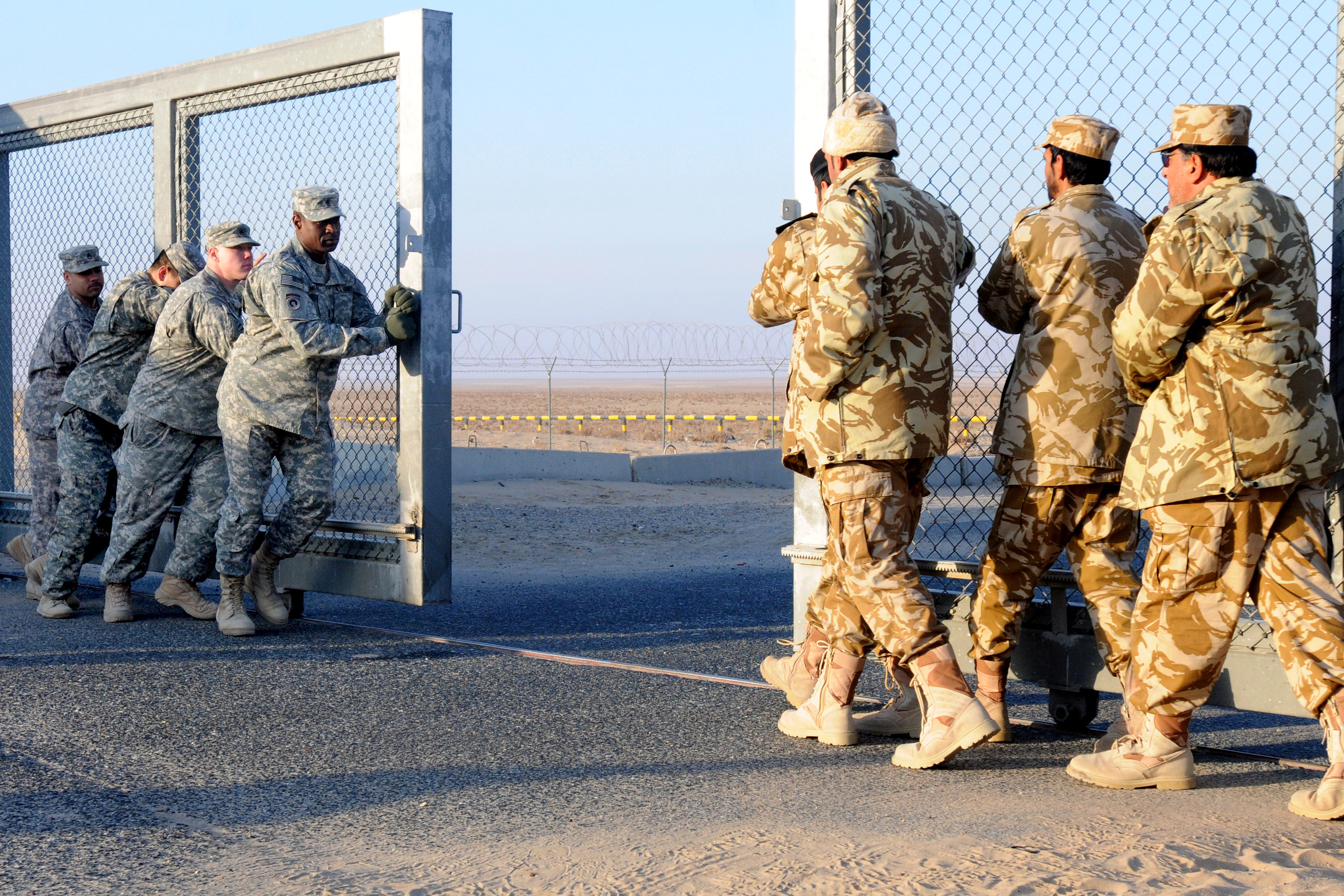
Des soldats américains et koweïtiens ferment le portail à la frontière entre l'Irak et le Koweït marquant la fin de l'opération New Dawn, 18 décembre 2011.

Lors de la guerre d'Irak de 2003, le Koweït se joint à la coalition internationale menée par les États-Unis et la Grande-Bretagne, tandis qu'une grande partie des forces de cette coalition stationnent sur le territoire de l'Émirat, depuis lequel ils lancent l'invasion de l'Irak le 20 mars 2003.
En 2014, pendant la guerre contre l'État islamique, le Koweït met de nouveau son territoire à disposition de la coalition internationale, cette fois-ci en appui au gouvernement irakien. En représailles, le groupe djihadiste commet un attentat à la bombe contre une mosquée chiite au Koweït en 2015. En 2018, après la fin de la guerre civile, signe fort de rapprochement entre les deux États, le Koweït est l'hôte d'une conférence internationale sur la reconstruction de l'Irak. L'année suivante, un projet de raccordement électrique entre le Koweït et l'Irak est signé avec le Conseil de coopération du Golfe, mais ce projet peine à se concrétiser.
En 2021, soit trente ans après la guerre du Golfe, l'Irak a payé plus de 50 milliards de dollars de compensations au Koweït, et restitué plusieurs tonnes d'archives pillées par l'armée irakienne durant ses sept mois d'occupation de ce pays. Le gouvernement irakien déclare officiellement avoir fini de payer les indemnités dues au Koweït le 23 décembre 2021. Les deux pays n'ont cependant toujours pas délimité leurs frontières maritimes tandis que le dossier des disparus koweïtiens reste toujours ouvert. Des conflits demeurent entre les deux États quant au partage de leurs ressources pétrolières et la concurrence entre leurs infrastructures portuaires. Des gardes-côtes koweïtiens saisissent régulièrement des bateaux de pêche irakiens et interpellent des pêcheurs irakiens pour entrée illégale dans leurs eaux territoriales.
En juillet 2023, le chef de la diplomatie koweïtienne Salem Al-Sabah se rend à Bagdad où il rencontre son homologue irakien Fouad Hussein, pour une rencontre axée sur « la résolution des questions frontalières ». Bagdad annonce pour le mois suivant une nouvelle réunion d'un comité juridique engagé sur ce dossier.

### Relations avec la Syrie
L'Irak et la Syrie partagent une frontière de 600 kilomètres, ainsi que des liens historiques et culturels forts. Les deux pays ont fait partie de l'Empire ottoman avant son démantèlement après la Première Guerre mondiale, et la frontière qui les sépare a été tracée par les accords Sykes-Picot en 1916. Tous deux sont membres et cofondateurs de la Ligue arabe et de l'Organisation de la coopération islamique, mais la Syrie a été suspendue de ces deux organisations en 2011 et 2012 en raison de la répression du régime qui a mené à la guerre civile syrienne,.

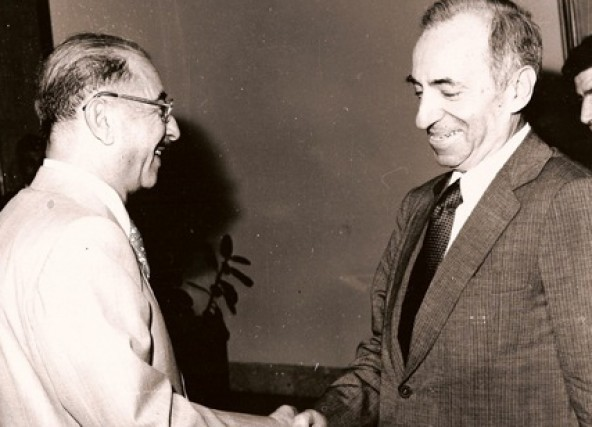
Le Président irakien Ahmed Hassan al-Bakr et le fondateur syrien du Parti Baas Michel Aflak, en 1968

Les deux États participent à la guerre israélo-arabe de 1948-1949, mais leurs intérêts deviennent divergents les années suivantes lorsque la Syrie se rapproche de l'Égypte de Nasser, alors que l'Irak est gouvernée par une monarchie pro-britannique. En février 1958, la Syrie et l'Égypte fusionnent dans la République arabe unie, à la suite de quoi l'Irak et la Jordanie s'unissent à leur tour dans la Fédération arabe d'Irak et de Jordanie. Mais aucune de ces deux fédérations ne dure : l'Irak fait sécession au bout de quelques mois, tandis que la Syrie quitte la République arabe unie en septembre 1961,.
En 1963, le « Parti socialiste de la résurrection arabe » (dit « Parti Baas »), panarabe et laïc d'origine syrienne (fondé par l'écrivain syrien Michel Aflak), arrive au pouvoir en Syrie par un coup d'État, et mène une tentative similaire en Irak, mais n'y parvient véritablement qu'en 1968. Paradoxalement, cette prise de pouvoir par un même parti dans deux pays voisins contribue à fortement détériorer leurs relations, chacun étant gouverné par deux branches rivales du parti, auxquelles s'ajoute une rivalité religieuse entre le régime sunnite de Bagdad et le régime alaouite de Damas.

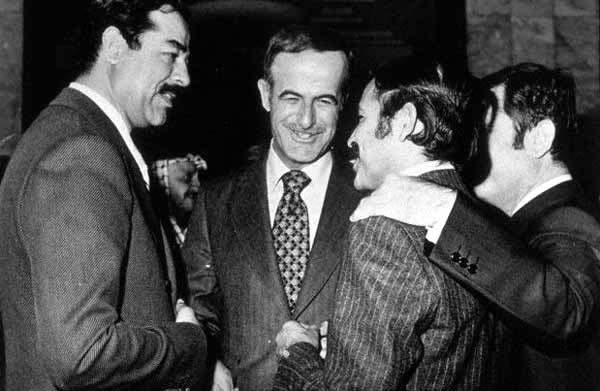
Les chefs d'État irakien, syrien, et algérien au sommet de la ligue arabe de Bagdad (1978) : Saddam Hussein, Hafez el-Assad, et Abdelaziz Bouteflika.

Cela ne les empêche pas de rester des alliés objectifs contre Israël contre qui tous deux se battent lors de la guerre du Kippour en 1973. Mais en 1979, Saddam Hussein rompt ses relations diplomatiques avec Damas en raison du soutien syrien à l'Iran, avec lequel il est en guerre. En effet, pendant la guerre Iran-Irak, le gouvernement syrien fait livrer des armes à Téhéran, et ferme l'oléoduc reliant Kirkouk au port syrien de Baniyas, avec des conséquences limitées pour l'Irak grâce à la mise en service du pipeline Kirkouk-Ceyhan en 1977.
En 1990, la Syrie rejoint la coalition internationale contre l'Irak pendant la guerre du Golfe, Hafez el-Assad cherchant à resserrer les liens avec Washington, après l'effondrement de l'URSS. Celui-ci accueille le président américain Bill Clinton à Damas en 1994, alors qu'au même moment, l'Irak est sous embargo imposé par les États-Unis. Toutefois, dix ans plus tard, le renversement de Saddam Hussein à la suite de la guerre d'Irak et son remplacement par un gouvernement chiite (dont l'alaouisme est une branche) permet un rapprochement syro-irakien, à l'instar des relations entre l'Irak et l'Iran, alliée de Damas. Entre temps, à son arrivée au pouvoir en 2000, Bachar Al-Assad avait engagé un réchauffement diplomatique entre Bagdad et Damas, mais leurs relations ne sont normalisées qu’en 2006.
En 2011, Bagdad s'abstient lors du vote qui mène à sa suspension de Damas de la Ligue arabe, en raison de la répression du régime de la révolution syrienne. Bagdad est également l’une des rares capitales arabes à conserver son ambassade à Damas.

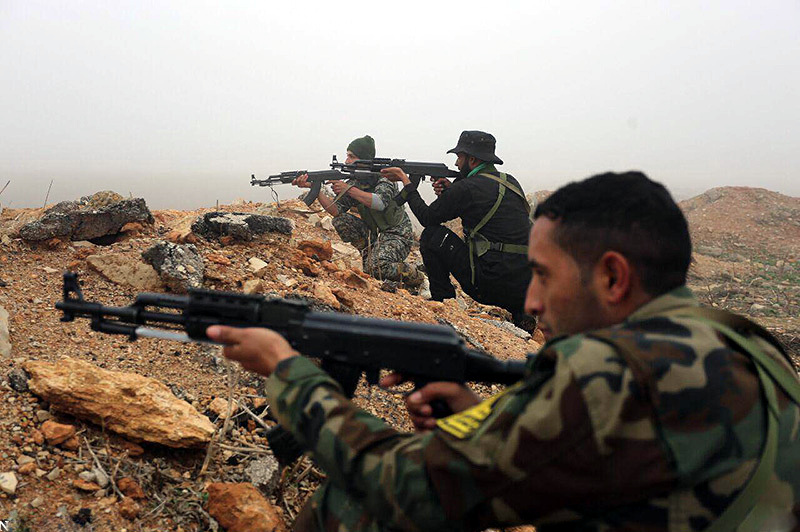
Des miliciens chiites irakiens de Saraya al-Khorasani dans la région d'Alep, en janvier 2016.

À partir de 2013, l'Irak et la Syrie sont simultanément en guerre civile, et combattent le même groupe extrémiste sunnite, l'État islamique, qui instaure un « califat » recouvrant une importante superficie de ces deux pays. Les deux gouvernements chiites collaborent sur plusieurs fronts face à cet ennemi commun. L'aviation irakienne mène plusieurs frappes dans l'est de la Syrie avec l'aval du gouvernement syrien,,,,, tandis qu'à l'instar du Hezbollah libanais, des milices chiites irakiennes combattent aux côtés de l'armée syrienne. Mais l'implication irakienne dans la guerre civile syrienne ne se limite pas à la guerre contre l'État islamique, des milices chiites irakiennes participant aussi activement à la répression du régime contre les rebelles, notamment lors de la bataille d'Alep,. Parallèlement, l'Irak accueille entre 2011 et 2021 environ 250 000 réfugiés syriens ayant fui la guerre civile, principalement dans des camps de réfugiés situés au Kurdistan irakien.
En octobre 2018, le poste-frontière situé entre les villes d'Irak et Syrie Boukamal, et Al-Qaim est rouvert à la suite de la reprise de ces deux villes à l'État islamique par les armées irakiennes et syriennes. Ce poste constituait avant le déclenchement de la guerre en Syrie en 2011 l'une des artères stratégiques pour le passage de marchandises, de touristes et de la main-d'œuvre.
Les années suivantes, Bagdad milite activement pour la réintégration de la Syrie au sein de la Ligue arabe, qui y est officiellement réintégrée le 7 mai 2023, et participe au sommet de la ligue de Djeddah le 19 mai. Le mois suivant, le ministre syrien des Affaires étrangères Fayçal al-Moqdad se rend à Bagdad et rencontre son homologue irakien Fouad Hussein pour évoquer le renforcement la coopération syro-irakienne en matière d'aide humanitaire et de lutte contre le trafic de drogue. Fayçal Mokdad s'entretient également avec le Premier ministre Mohammad Chia el-Soudani et le président Abdel Latif Rachid, qu'il remercie pour leur aide après le séisme de 2023 en Turquie et en Syrie. Deux mois plus tard, le Premier ministre irakien Mohamed Chia al-Soudani se rend à Damas où il est reçu par le président syrien Bachar el-Assad, une rencontre axée sur le renforcement des relations bilatérales syro-irakiennes, notamment sécuritaires.
En décembre 2024, à la veille de de l'offensive lancée au nord-ouest de la Syrie par le groupe rebelle islamiste syrien Hayat Tahrir al-Cham, des factions irakiennes sont encore présentes sur le territoire syrien, particulièrement dans le gouvernorat de Deir Ezzor Lorsque cette offensive est lancée, Mohammad Chia al-Soudani déclare que « la sécurité et la stabilité de la Syrie sont directement liées à la sécurité nationale de l’Irak », et appelle son homologue turc Recep Tayyip Erdogan, soutient de HTC, pour lui affirmer que « l’Irak ne sera pas un simple spectateur des graves répercussions des événements qui ont lieu en Syrie ». Une intervention massive de l'Irak apparaît alors probable si le régime syrien était menacé, mais cela pourrait exacerber les tensions déjà vives entre Bagdad et Ankara. Ainsi, le soutien irakien au régime Assad est minime, se limitant à environ 300 combattants irakiens envoyés en renfort pour protéger le sanctuaire chiite de Sayyida Zaynab, près de Damas, et à un renforcement de la sécurité le long de la frontière syro-irakienne,. La plupart des milices irakiennes favorables à l'Iran se montrent également réticentes à intervenir, par crainte que l'aviation israélienne en profite pour les bombarder.
Le 8 décembre, la chute du régime syrien provoque la fuite de plusieurs milliers de soldats syriens pro-régime vers l'Irak, et met le gouvernement irakien dans l'embarras. Cette fin du règne des Assad en Syrie rebat les cartes régionales (coupant notamment le corridor chiite Téhéran-Bagdad-Damas-Beyrouth), et contraint le gouvernement irakien à se positionner à l’égard de ses nouveaux interlocuteurs voisins. Le chef du groupe HTC Ahmed al-Charaa, emprisonné plusieurs années en Irak pour son appartenance à Al-Qaïda, devient chef d'État syrien après sa victoire lors de la guerre civile syrienne. À la suite de son arrivée au pouvoir, il s'adresse dans une vidéo au Premier ministre irakien et lui assure sa volonté d’établir des relations politiques et économiques renouvelées avec l’Irak. En avril 2025, les deux chefs d'État se rencontrent pour la première fois au Qatar, chacun y étant en visite à l'invitation de l'émir Tamim ben Hamad Al-Thani.

### Relations avec le Liban
L'Irak et le Liban sont tous deux membres et fondateurs de la Ligue arabe, et membres de l'Organisation de la coopération islamique. L'Irak et le Liban sont proches culturellement et partagent la même langue, malgré quelques différences dialectales.

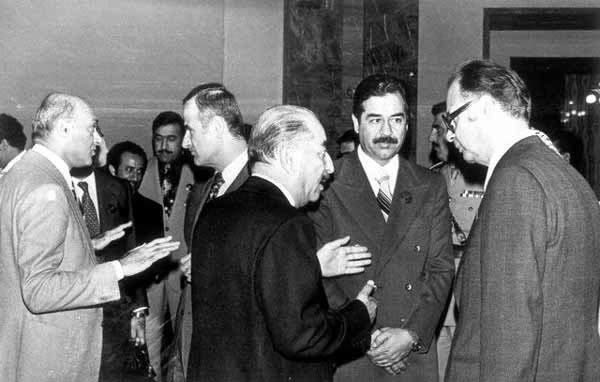
Conversation entre le président irakien Ahmad Hasan al-Bakr (à gauche), son vice-président Saddam Hussein (au centre), et le Premier ministre libanais Salim el-Hoss (à droite) lors du sommet de la Ligue arabe à Bagdad en 1978.

Pendant les guerres israélo-arabes de 1948 et 1967, l'Irak et le Liban participent tous deux aux coalitions arabes constituées contre Israël bien que la participation libanaise soit très inférieure à celle des autres armées arabes. Le Liban ne prend pas partie lors des conflits armés de grande ampleur qui touchent l'Irak en 1980 et 1990, étant lui-même confronté à une guerre civile entre 1975 et 1990, pendant laquelle le général Michel Aoun, reçoit des armes de Saddam Hussein pour lutter contre l'intervention de l'armée syrienne sur son sol.
En 1990, le président syrien Hafez el-Assad se range aux côtés de Washington dans la guerre du Golfe, et reçoit en retour, le feu vert américain pour prendre le contrôle du Liban. En 2003, l'ancien Président libanais Amine Gemayel (1982-1988) se rend à Bagdad pour une médiation afin de tenter, sans succès, d'empêcher l'invasion de l'Irak par les États-Unis.
Pendant la seconde guerre civile irakienne (2013-2017), le Hezbollah libanais participe au conflit dans le camp loyal au gouvernement irakien, aux côtés des autres milices chiites soutenues par l'Iran. En février 2018, Michel Aoun se rend à Bagdad en tant président de la République libanaise (un an après son élection en octobre 2016) marquant la première visite en Irak d'un chef d'État libanais en exercice depuis des décennies. Il y rencontre son homologue Fouad Massoum et le Premier ministre irakien Haider al-Abadi. Le sujet principal de leurs échanges porte sur une participation libanaise à la reconstruction de l'Irak après la fin de la seconde guerre civile, auxquels s'ajoutent des sujets de coopération sécuritaire contre le terrorisme islamiste, mais aussi contre la Israël contre qui les deux États sont toujours ennemis.
En avril 2021, le ministre libanais de la Santé Hamad Hassan et son homologue irakien Hassan al-Tamimi se rencontrent à Beyrouth et signent un accord cadre entre les deux pays qui comprenant la fourniture par l'Irak de 3,5 millions de barils de pétrole par an au Liban, en échange de services médicaux et hospitaliers. Le Liban attire un tourisme médical important, chaque année, des milliers de patients irakiens qui viennent y chercher des soins désormais inexistants dans leur pays.
Plus de 15 000 Libanais vivent en Irak, dont environ 5 000 au Kurdistan irakien, tandis que de nombreux Libanais chiites se rendent chaque année en Irak, aux lieux saints de Nadjaf et la ville de Kerbala. Depuis la fin de la seconde guerre civile irakienne, l'Irak est devenue une destination attractive pour les Libanais qualifiés en manque d'opportunité dans leur pays en crise. En 2021, environ 900 entreprises libanaises sont installées en Irak, principalement dans les domaines du tourisme, de la restauration ou de la santé. Selon les autorités irakiennes, plus de 20.000 Libanais se sont rendus en Irak entre juin 2021 et février 2022, sans compter les pèlerins visitant les villes de Najaf et Kerbala.
Le volume total des exportations libanaises vers l'Irak est toutefois assez limité, franchissant rarement le seuil de 150 millions de dollars par an, en raison de la concurrence de l'Iran et de la Turquie et des frais logistiques que les deux pays pauvres ont du mal à prendre en charge.

### Relations avec l'Arabie saoudite
L'Irak et l'Arabie saoudite sont séparés par une frontière de 814 kilomètres, les deux pays ayant précédemment fait partie de l'Empire ottoman jusqu'à son démantèlement après la Première Guerre mondiale. Tous deux membres et cofondateurs de la Ligue arabe, de l'Organisation des pays exportateurs de pétrole, et de l'Organisation de la coopération islamique.
Après la révolution irakienne de 1958, bien que n'ayant que peu d'affinités avec la monarchie pro-occidentale d'Arabie Saoudite, le gouvernement irakien cherche à trouver avec elle un modus vivendi régional et à la rassurer sur le fait qu'il n'a aucune intention de s'ingérer dans ses affaires, ni d'y exporter sa révolution. En 1961 toutefois, l'Arabie saoudite, solidaire du Koweït l'autre monarchie pro-occidentale de la région, est l'un des principaux contributeurs à la force multinationale arabe déployée dans ce pays pour empêcher l'Irak de l'annexer.

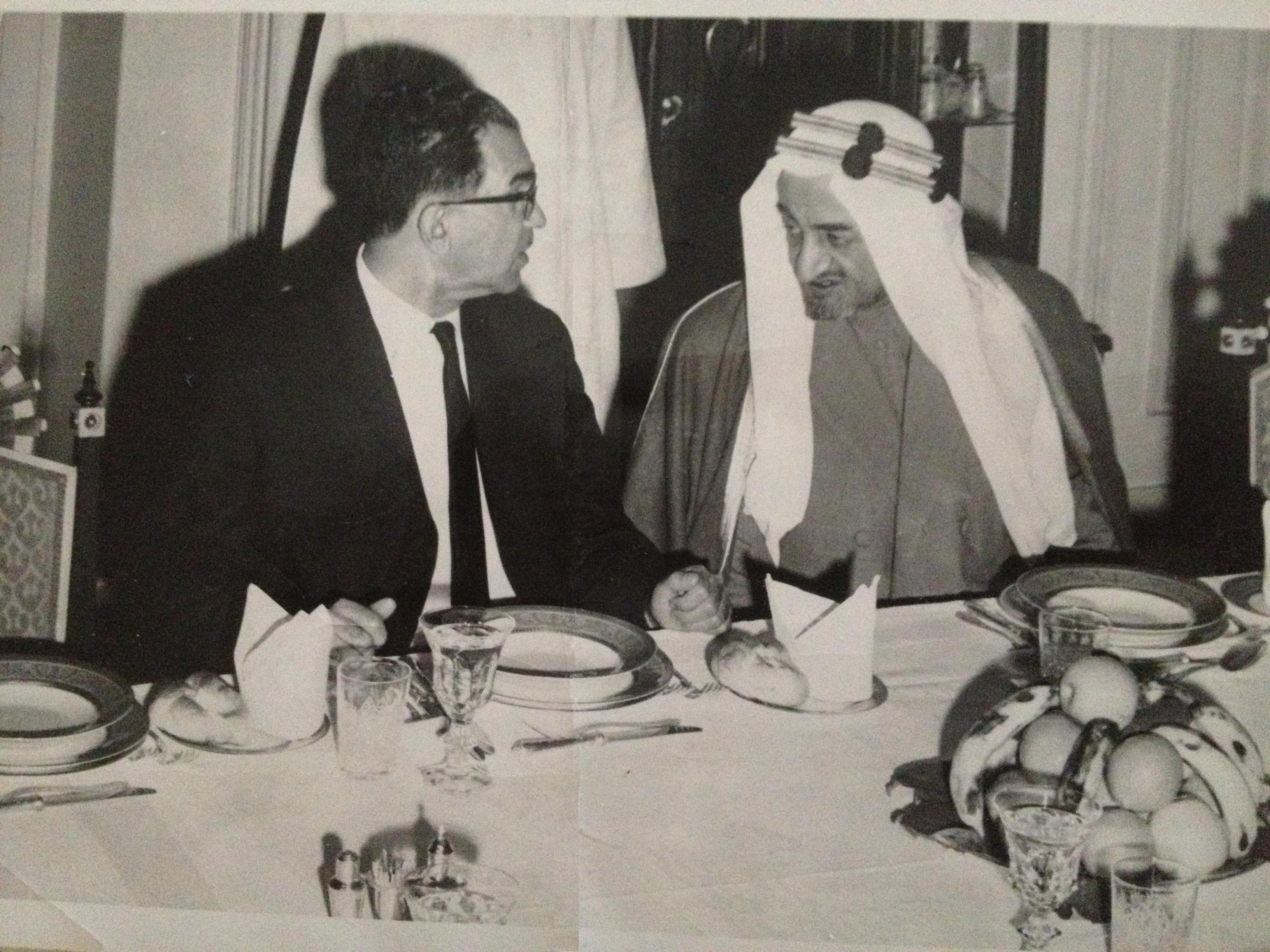
Rencontre entre le roi saoudien Fayçal ben Abdelaziz Al Saoud et le Premier ministre irakien Abd al-Rahman al-Bazzaz en 1966.

Une véritable détente entre l'Irak et l'Arabie saoudite s'instaure en 1975 après la signature d'un accord sur la délimitation des frontières, qui permet par ailleurs une détente des relations entre l'Irak et l'Iran, autre pilier de la stratégie américaine dans le Golfe. Les deux pays se rapprochent davantage à la suite de la révolution iranienne de 1979 qui déclenche une forte inquiétude en Arabie saoudite qui voit l'émergence d'une théocratie chiite dans un pays voisin. La famille royale saoudienne, souhaitant nouer contre l'Iran une alliance avec l'Irak, alors principale puissance militaire du Moyen-Orient, décide de recevoir Saddam Hussein en visite officielle durant l'été 1980, marquant la première visite d'un président irakien dans le royaume. Les deux pays s'accordent sur le fait qu'il est dans leur intérêt commun que l'Irak attaque l'Iran : cela satisferait les ambitions expansionnistes de Saddam Hussein en élargissant son accès à la mer et en lui donnant le contrôle de régions pétrolifères, et cela neutraliserait une menace importante pour l'Arabie saoudite.
Ainsi, lorsque la guerre Iran-Irak commence en septembre 1980, l'Arabie saoudite est l'un des principaux soutiens étrangers de l'Irak. En 1981, à la suite de la destruction par l'armée de l'air israélienne du réacteur nucléaire Osirak, le roi Khaled d'Arabie Saoudite déclare que Riyad financera la reconstruction de la centrale. L'Irak, de son côté, se lance dans la construction de deux importants pipelines pour acheminer 2 millions de barils de pétrole jour jusqu'aux ports saoudiens sur la mer Rouge, acceptant ainsi de lier ses intérêts les plus vitaux à sa coopération avec le royaume. Au printemps 1990, un pacte de non-agression est conclu entre Riyad et Bagdad, tandis que l'Arabie saoudite accepte d'effacer la dette de l'Irak que celle-ci avait accumulé pendant sa guerre contre l'Iran.

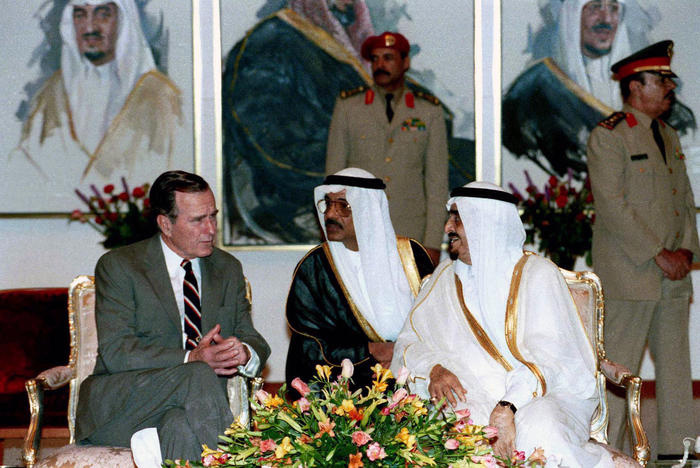
Le Roi saoudien Fahd ben Abdelaziz Al Saoud (au premier plan) au pouvoir de 1982 à 2005, reçu en 1990 par le Président américain George H. W. Bush pour évoquer la situation en Irak. Aligné sur la politique étrangère américaine, le roi Fahd soutient Saddam Hussein lors de la guerre Iran-Irak, puis participe à la coalition internationale contre l'Irak lors de la guerre du Golfe.

Ces relations se détériorent à la suite de l'invasion du Koweït par l'Irak en 1990, à la suite de laquelle Riyad rompt ses relations avec Bagdad, ferme sa frontière terrestre avec l'Irak et participe à la guerre du Golfe au sein de la coalition internationale. Une large part des forces de la coalition stationne en Arabie saoudite, et leurs positions sont bombardées à plusieurs reprises par l'armée irakienne.
Les tensions irako-saoudiennes s'accentuent après que la guerre d'Irak de 2003 qui modifient le système politique irakien ; Riyad est accusée par le gouvernement irakien désormais chiite, de soutenir les mouvements d'oppositions politiques sunnites. L’Iran, de son côté consolide son influence politique et place des milices chiites qui lui sont affiliées en Irak, éloignant davantage le pays de son autre voisin saoudien.
Ce n'est qu'en 2015 que les deux États rétablissent leurs relations diplomatiques, sous l'influence des États-Unis qui cherchent une unité arabe dans le cadre de la lutte contre l'État islamique. Après avoir été absente du pays après la chute de Saddam Hussein, ce qui crée un vide rempli par l’Iran, l’Arabie saoudite se tourne de nouveau tournée vers Bagdad, et y nomme son premier ambassadeur en janvier 2016. Mais celui-ci est rappelé quelques mois plus tard pour des propos controversés sur l'action de milices chiites Hachd al-Chaabi dans les combats contre les djihadistes de l'État islamique dans des zones sunnites. En août 2017, l'Arabie saoudite et l'Irak annoncent leur décision de rouvrir le passage frontalier d'Arar, dans le nord de l'Arabie saoudite, fermé depuis la guerre du Golfe, pour faciliter les échanges commerciaux. En avril 2018, l'Arabie saoudite annonce son intention d'offrir un stade de football à l'Irak, construit à Bagdad, d'une capacité d'accueil de 100 000 spectateurs.
En avril 2019, les relations diplomatiques reprennent officiellement entre les deux pays avec l'inauguration de deux consulats saoudiens à Bagdad et à Najaf, lieu important de pèlerinage pour la communauté chiite. La même année, le Premier ministre irakien, Adel Abdel-Mehdi se rend en Arabie saoudite et conclut treize accords politiques et économiques. L'Irak signe notamment avec le Conseil de coopération du Golfe un accord pour importer de l'électricité, afin d'alléger une pénurie qui prive les Irakiens de courant parfois jusqu'à 20 heures par jour.

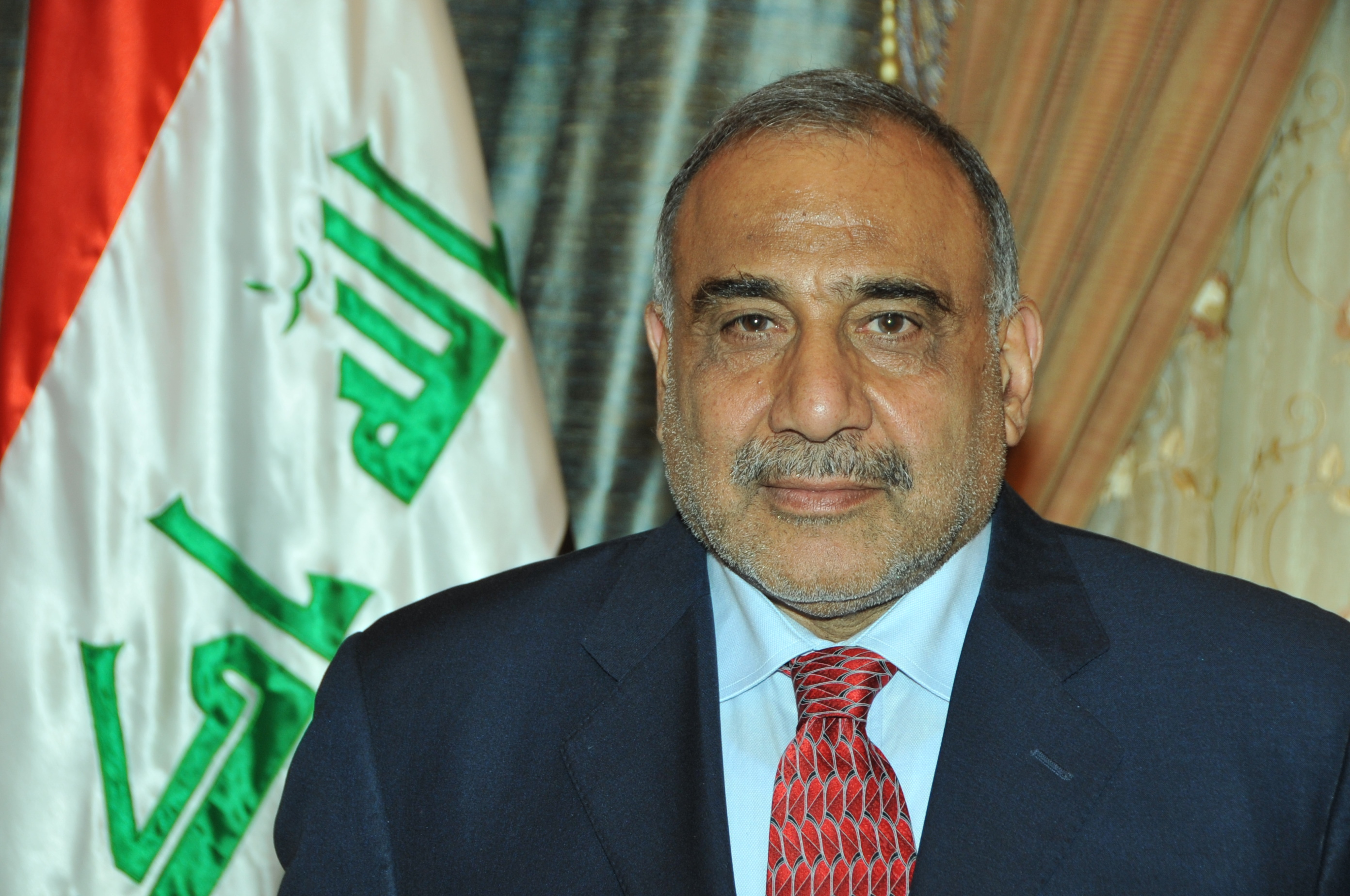
Adel Abdel-Mehdi, Premier ministre irakien de 2018 à 2020

Le 7 mai 2020, l'arrivée au poste de Premier ministre de Moustafa al-Kazimi, pro-américain, est favorablement perçu par la monarchie saoudienne, entretenant elle-même des relations bilatérales très fortes avec Washington. Le nouveau gouvernement irakien affirme, dans un discours nationaliste, vouloir replacer l'Irak dans son environnement arabe en cohérence avec sa population majoritaire. Deux semaines plus tard, le ministre irakien des Finances et du Pétrole, Ali Allaoui se rend en Arabie saoudite. Un accord est conclu avec des entreprises saoudiennes pour investir dans les gisements de gaz d'Okaz, dans la province irakienne d'al-Anbar, tandis que Riyad annonce le retour à Bagdad d'un nouvel ambassadeur saoudien. Le vice-ministre saoudien de la Défense, le prince Khaled ben Salmane déclare sur Twitter : « Nous attendons avec impatience que l'Irak renaisse de ses cendres pour retrouver son statut en tant que l'un des piliers forts et résilients du monde arabe ».

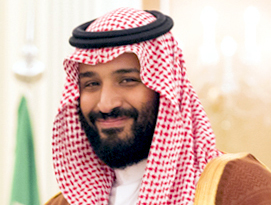
Le prince saoudien Mohammed ben Salmane

Une rencontre entre Moustafa al-Kazimi et le prince Mohammed ben Salmane en Arabie saoudite est toutefois annulée le mois suivant, en raison de problèmes de santé de ce dernier. En novembre 2020, l'Irak et l'Arabie saoudite annoncent la réouverture officielle du poste-frontière d'Arar, fermé depuis 1990. Moustafa al-Kazimi et Mohammed ben Salmane se rencontrent finalement à Riyad en mars 2021, lors d'une visite destinée à renforcer les liens commerciaux entre les deux États, ainsi que la coopération économique et les investissements dans l'énergie et des transports. Les délégations signent cinq accords dans les domaines financier, commercial, économique, culturel et médiatique et conviennent d'établir un fonds commun avec un capital estimé à trois milliards de dollars. Elles prévoient également d'achever un projet d'interconnexion électrique, et de maintenir leur coopération pour maintenir la stabilité sur le marché mondial du pétrole, alors que l'Irak et l'Arabie saoudite sont les deux principaux producteurs d'or noir au sein de l'OPEP.
En décembre 2022, à l’occasion de la visite en Arabie saoudite du président chinois Xi Jinping, le nouveau Premier ministre irakien Mohammed Chia al-Soudani représente son pays au sommet sino-arabe organisé par Mohammad ben Salmane. Il y déclare son intention de « renforcer ses liens avec les pays arabes », tout en « équilibrant ses relations avec ses autres voisins ». Dix jours plus tard, le ministre saoudien des Affaires étrangères Fayçal ben Farhane se rend en Jordanie qui organise la deuxième « conférence de Bagdad », et assure que son pays se tenait « aux côtés de l’Irak pour préserver sa stabilité et sa souveraineté ».
En mai 2023, le fonds souverain du royaume (saoudien) (PIF) crée une unité dotée de 3 milliards de dollars pour investir dans plusieurs secteurs irakiens – les mines, les infrastructures, la finance, l’immobilier et l’agriculture – dans le cadre d’un plan de 24 milliards de dollars destiné à six pays de la région. Dans la foulée, la compagnie pétrolière Saudi Aramco entame des pourparlers avec le gouvernement irakien pour investir massivement dans le gisement de gaz d'Akkas dans la province irakienne d'Al-Anbar.
En avril 2024, l'Arabie saoudite et l'Irak annoncent l'ouverture d'une ligne aérienne directe entre les villes de Dammam, à l’est du royaume saoudien où se concentre sa communauté chiite minoritaire, et Najaf, ville sainte chiite au sud de Bagdad. Le mois suivant, l’ambassadeur saoudien en Irak, Abdelaziz al-Chammari, rencontre le gouverneur de la province de Karbala Nassif al-Khattabi dans la ville de Kerbala, elle aussi ville sainte chiite. Ces événements ont une valeur symbolique forte, alors que les chiites, majoritaires dans la population irakienne, ont longtemps été opprimés, voire persécutés, en Arabie saoudite.

### Relations avec les Émirats arabes unis
L'Irak et Émirats arabes unis sont tous deux membres de la Ligue arabe, et de l'Organisation de la coopération islamique. Seul l'émirat d'Abou Dhabi est adhérent l'Organisation des pays exportateurs de pétrole, les autres émirats de cette fédération ayant une production beaucoup plus faible et en déclin.
Pendant la guerre du Golfe, les Émirats arabes unis intègrent et participent activement à l'intervention de la coalition internationale contre l'armée irakienne, mais pas lors de la guerre d'Irak de 2003.
En 2008, quelques années après la chute de Saddam Hussein, les Émirats arabes unis décident d'annuler la dette irakienne qu'ils détiennent, d'un montant un peu moins de 7 milliards de dollars, afin d'aider le gouvernement irakien à engager la reconstruction de son pays en guerre. La même année, les Émirats arabes unis nomment un ambassadeur à Bagdad, Abdallah Ibrahim al-Shehi, alors que la plupart des pays arabes avaient retiré leur personnel diplomatique de la capitale irakienne en raison de l'insécurité. L'ambassadeur des Émirats à Bagdad est brièvement rappelé début 2014 pour protester contre la politique confessionnelle du Premier ministre irakien Nouri al-Maliki, qu'ils jugent responsable de la guerre civile en Irak.
En 2014, les Émirats arabes unis intègrent également la coalition internationale constituée contre l'État islamique en menant des frappes aériennes et en hébergeant des avions français sur leur sol. Les Émirats décident néanmoins de suspendre leur participation aux frappes aériennes à la suite de l'exécution d'un pilote jordanien par l'État islamique. En septembre 2018, l'Unesco lance une initiative destinée à rassembler des fonds pour reconstruire la ville irakienne de Mossoul, largement détruite durant sa libération par l'armée irakienne en 2016-2017. Quatre mois plus tard, sur les 100 millions de dollars réunis pour cette initiative, plus de la moitié viennent d'une donation de 50,4 millions de dollars des Émirats arabes unis.
En 2023, Abou Dhabi s'engage à investir 500 millions de dollars dans un projet hydraulique à Sinjar.

### Relations avec le Qatar
L'Irak partage a en commun avec le Qatar des affinités avec l'Iran, rares pour des pays dont les populations sont majoritairement arabes. Comme pour l'Irak, la position géographique du Qatar explique cette proximité diplomatique avec Téhéran : le petit émirat a une frontière maritime avec l'Iran où se trouve le gisement offshore de North Dome, exploité conjointement par les deux pays. Ainsi, leur proximité simultanée avec l'Iran, les pays arabes du Golfe, et les pays occidentaux (depuis le renversement de Saddam Hussein) crée des affinités naturelles entre Bagdad et Doha.
Avant la chute de Saddam Hussein, le Qatar participe à la coalition constituée contre l'Irak lors de la guerre du Golfe ; mais ne prend pas partie dans les guerres Ira-Irak, ni dans la guerre d'Irak de 2003.
En juin 2023, le Qatar dévoile un plan d’investissement de 5 milliards de dollars, en plus des 9,5 milliards de dollars d’accords que des entreprises privées qataries ont signés dans la construction de deux centrales électriques dans le pays. Qatar Energy est un important investisseur et exploitant de gisements d'hydrocarbures en Irak. Fin août, Mohamed Chia al-Soudani assiste au coup d'envoi de la construction du luxueux hôtel et complexe résidentiel Rixos, premier investissement qatari à Bagdad.

### Relations avec Oman
L'ouverture diplomatique d'Oman au début des années 1970 est froidement accueillie par l'Irak, qui reproche au sultanat sa proximité avec la Grande-Bretagne, ancienne puissance coloniale dont l'Irak s'est libérée comme l'Égypte à la fin des années 1950. Le régime baasiste irakien vote contre l'admission du sultanat à la Ligue arabe en 1971 Le Sultanat qui intègre tout de même l'organisation cette année-là, ainsi que l'Organisation de la coopération islamique en 1970. Entre 1964 et 1976, l'Irak soutient la rébellion marxiste contre la famille régnante omanaise pro-britannique pendant la guerre du Dhofar.
En juin 1980 un accord militaire signé entre Oman et les États-Unis accentue l'animosité du régime baasiste irakien, mais le sultan Qabous joue l'apaisement, privilégiant la stabilité et la sécurité dans le Golfe. Oman se distingue de ses voisins par sa neutralité lors de la guerre Iran-Irak en raison de ses bonnes relations avec l'Iran, tout en ne pouvant pas aller à l'encontre du conseil de coopération du Golfe dont la majorité des États membres étaient favorables à l'Irak.
Lors de l'invasion du Koweït par Saddam Hussein en 1990, Oman se distingue à nouveau en gardant des relations diplomatiques avec l'Irak, alors même que, paradoxalement, le sultanat appuie la coalition menée par les États-Unis contre l'armée irakienne pendant la guerre du Golfe. En 2003, une partie des bases aériennes d'Oman est également utilisée par l'armée britannique pendant la guerre d'Irak qui provoque le renversement et l'exécution de Saddam Hussein. Le 12 mai 2019, Oman annoncé la réouverture de son ambassade à Bagdad, fermée depuis 1990.

### Relations avec le Yémen
L'Irak et le Yémen sont tous deux membres de la Ligue arabe, et de l'Organisation de la coopération islamique.
En 1990, l'année de son unification en un seul pays, le Yémen est, avec la Jordanie, le seul pays du Moyen-Orient à s'opposer au déclenchement de la guerre du Golfe. Son président Ali Abdallah Saleh apporte un soutien diplomatique et militaire à Saddam Hussein, mais tente néanmoins, sans succès de le convaincre d’évacuer le Koweït afin d'éviter la guerre. Les années suivantes, le Yémen est déchiré par une série de guerres civiles en 1994 puis dans les années 2010, lors desquelles, à l'instar de l'Irak, des groupes extrémistes sunnites comme Al-Qaïda et l'État islamique tentent de s'implanter et commettent de nombreux attentats.
En juillet 2023, le ministre des Affaires étrangères irakien Fouad Hussein reçoit à Bagdad son homologue yéménite Ahmed Awad Ben Moubarak, à qui il propose son aide, comme médiateur, pour mettre fin à la guerre civile yéménite en cours depuis 2015. En avril 2025, le gouvernement irakien s'engage à empêcher toute activité non civile des houthis au pouvoir au Yémen sur son territoire, après avoir accueilli ces derniers dans le cadre de « l’axe de la résistance » mené par l’Iran. Cette décision est prise sous l'influence de Washington qui craint que les houthis ne lancent des attaques contre ses bases en Irak en représailles aux frappes américaines visant leurs forces au Yémen.

### Relations avec le Turkménistan
En octobre 2023, l'Irak signe avec le Turkménistan un protocole d'entente pour importer du gaz naturel de ce pays d'Asie centrale, via les gazoducs iraniens. Cet accord a pour objectif de sécuriser les importations de cet hydrocarbure crucial pour les centrales électriques irakiennes.

### Relations avec l'Arménie
Les populations d'Arménie et l'Irak ont des relations très anciennes remontant à l'époque antique de la Mésopotamie, puis ayant tous deux fait partie de l'Empire ottoman entre le XVe siècle et le XXe siècle. Après la conquête de l'Arménie par l'Union soviétique, la politique étrangère de l'Arménie est intégrée à celle de l'Union soviétique, dont l'Irak se rapproche après la révolution de 1958 qui renverse la monarchie pro-occidentale.
L'Arménie et l'Irak établissent des relations lorsque l'Arménie déclare son indépendance de l'Union soviétique en 1992. L'Arménie ouvre une ambassade à Bagdad en 2000 et l'Irak ouvre la sienne à Erevan un an plus tard. En 2003, l'Arménie s'oppose à l'invasion américaine de l'Irak, mais envoie des troupes pour aider la mission américaine dans le pays.
Dans les années 2010, l'Irak est l'un des partenaires commerciaux les plus importants de l'Arménie. En 2016, le commerce entre ces deux pays s'élève à plus de 140 millions de dollars, tandis que le commerce entre ces deux pays augmente de 30%.
En février 2021, le vice-ministre arménien des Affaires étrangères Artak Apitonian et son homologue irakien Nizar Kheyrallah se rencontrent à Bagdad, et signent un accord permettant l’entrée sans visa du personnel diplomatique, ainsi qu’un protocole d’accord sur les consultations politiques entre les deux pays Lors de sa visite en Irak, Artak Apitonyan rencontre également le ministre irakien de l’Agriculture Mohammed al-Khafaji. le président de la Commission intergouvernementale arménienne-irakienne Rehan Hanna Ayoubi, et le primat du diocèse apostolique arménien en Irak, l’archevêque Avak Assadourian.

### Relations avec Israël

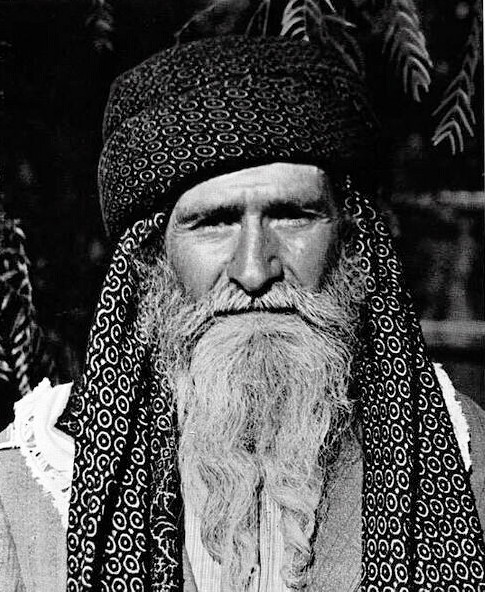
Juif irakien dans les années 1930.

Avant la fondation de l'État d'Israël en mai 1948, la communauté juive d'Irak comptait environ 120 000 personnes, la majorité étant concentrée au Kurdistan irakien et à Bagdad où ils représentaient un tiers de la population. Leur présence remonte au VIe siècle av. J.-C., lorsque le prophète du judaïsme Ezéchiel suit son peuple en exil à Babylone après la conquête de royaume de Juda (qui correspond à l'actuel territoire d'Israël) par Nabuchodonosor II en 597 av. J.-C..
Le début du XXe siècle voit simultanément se former au Moyen-Orient un nationalisme arabe contre l'Empire ottoman, et sioniste porté par les Juifs désireux d'établir un État hébreu indépendant en Palestine. En janvier 1919, dans la foulée de la défaite des Empires centraux à la Première guerre mondiale, l'émir Fayçal ibn Hussein, futur roi d'Irak, rencontre à Londres Chaim Weizmann, président de l'Organisation sioniste mondiale, avec qui il signe un accord régissant les relations entre Juifs et Arabes au Proche et Moyen-Orient. Cet accord devait entamer une coopération judéo-arabe pour le développement d'un foyer national juif dans l'État de Palestine (passé sous contrôle du Royaume-Uni) et d'une nation arabe sur la plus grande partie du Moyen-Orient. Mais cette grande nation arabe ne voit jamais le jour, les territoires pris par les alliés à l'Empire ottoman étant divisés en zones sous contrôle des Français et Britanniques (qui placent Fayçal Ier à la tête de leur protectorat sur l'Irak) ; l'accord Fayçal-Weizmann de 1919 reste donc lettre morte.

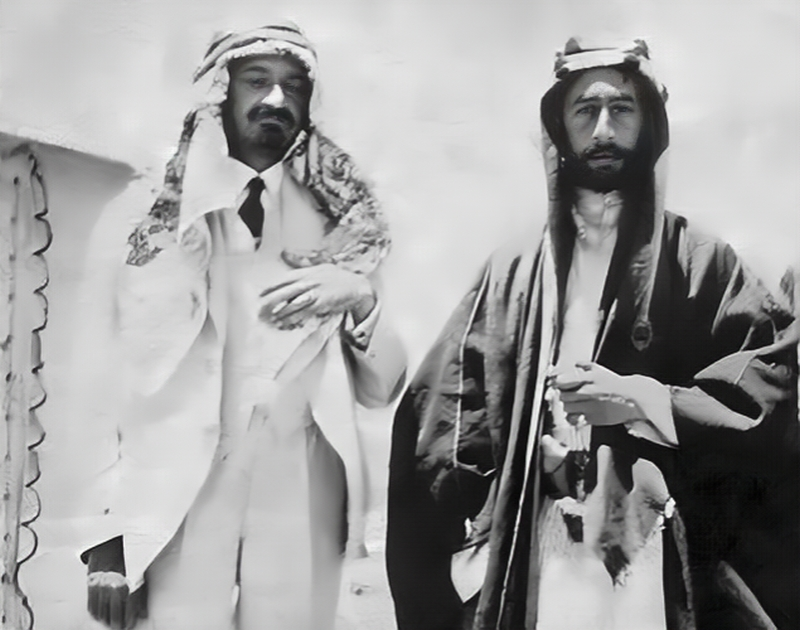
L'émir Fayçal Ier et Chaim Weizmann (à gauche), portant aussi une tenue arabe en signe d'amitié.

Pendant la Seconde Guerre mondiale, à la suite du renversement par les troupes britanniques du Premier ministre putschiste favorable à l'Allemagne nazie Rachid Ali al-Gillani, des pogroms ont lieu contre les juifs à Bagdad et font des centaines de victimes.
En octobre 1947, c'est donc contre la volonté des populations arabes et des pays limitrophes que l'ONU vote le plan de partage de la Palestine, prévoyant la création d'un État juif, officiellement fondé en mai 1948. Se sentant menacée et souhaitant étendre ses frontières en Palestine après le départ des troupes britanniques, la Transjordanie attaque l'État hébreu nouvellement créé, avec le soutien de l'Irak gouvernée par la même famille hachémite (le roi Fayçal II étant âgé de 13 ans, son oncle Abdelilah ben Ali el-Hachemi assure la régence). En 1951, deux ans après la défaite de la coalition arabe lors de guerre de 1948-1949, la monarchie irakienne chasse les juifs du territoire ; la quasi-totalité est évacuée vers Israël lors de l'opération Ezra et Néhémie ,.
Parallèlement, le Premier ministre israélien David Ben Gourion, à la recherche d' « alliés périphériques » non-arabes au Moyen-Orient (ce pour quoi il se rapproche de l'Iran et de la Turquie), s'intéresse aux Kurdes d'Irak, opposés au gouvernement central nationaliste. Mustafa Barzani, fondateur du Parti démocratique du Kurdistan, mène dans les années 1960 et 1970 une série de guérillas contre le gouvernement de Bagdad, et se rend plusieurs fois en Israël pour obtenir un soutien militaire.

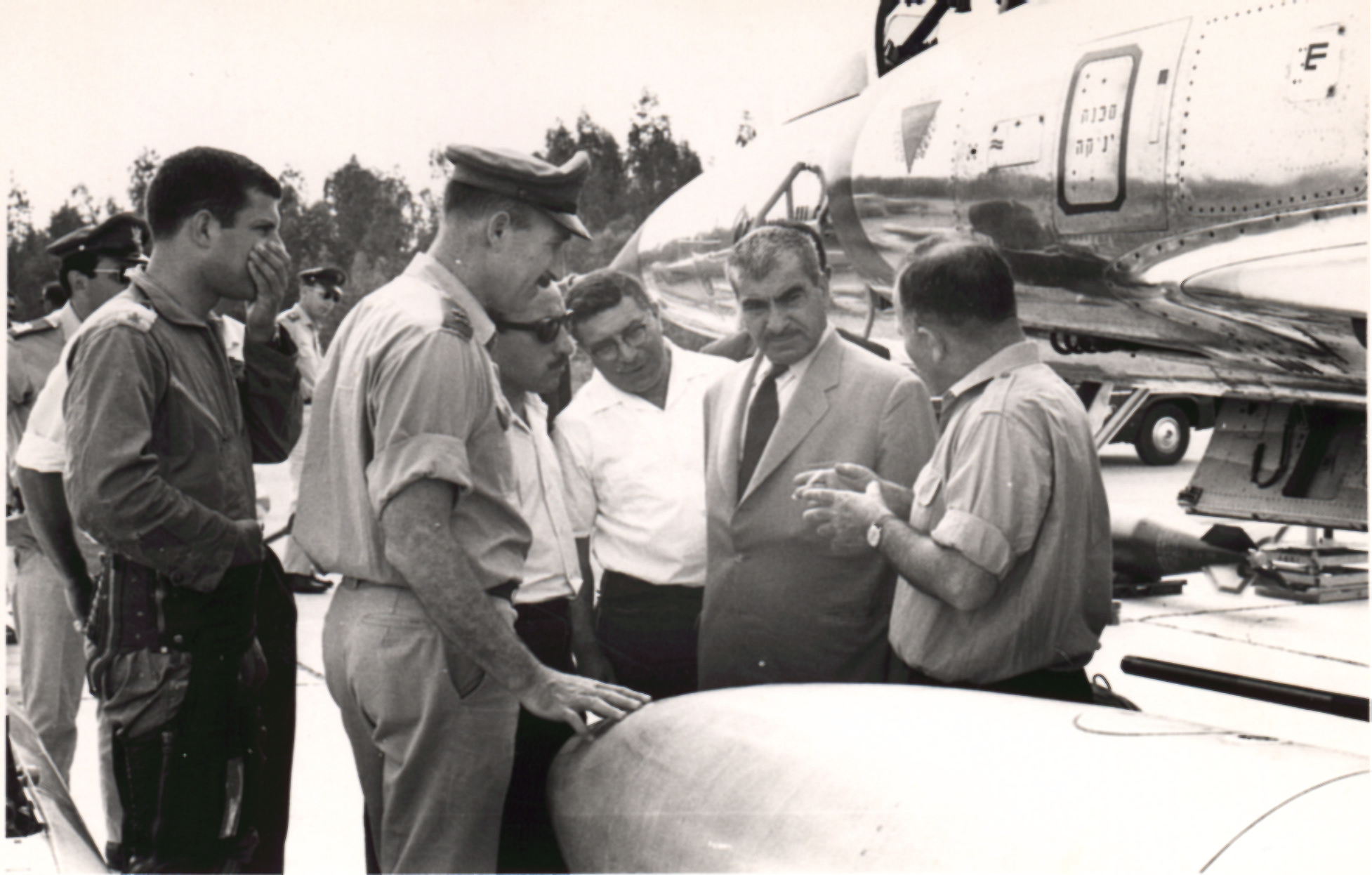
Mustafa Barzani (à droite, de face) reçu en Israël (date inconnue).

L'Irak participe aux guerre israélo-arabes des Six Jours en juin 1967, puis et du Kippour en octobre 1973, tandis que le parti Baas arrivé au pouvoir en 1968, exerce une forte répression sur les juifs irakiens encore présents dans le pays, provoquant de nouvelles vagues d'exil vers Israël. Depuis ces deux conflits, contrairement à Égypte et la Jordanie qui font la paix avec Israël en 1978 et 1994, l'Irak, à l'instar de la Syrie, continue de défendre une « ligne dure », refusant de reconnaître l'État hébreu, et s'oppose à toute tentative de parvenir à un règlement pacifique au conflit israélo-arabe. La monarchie irakienne comme les régimes qui lui ont succédé font de leur hostilité à l'égard d'Israël un outil idéologique pour rester au pouvoir, tandis que le code pénal irakien de 1969 évoque que tout citoyen qui établit des liens avec Israël est passible de poursuites judiciaires, voire de la peine de mort.
En 1978, les accords de paix de Camp David entre l'Égypte et Israël provoquent la rupture des relations diplomatiques entre Bagdad et Le Caire. À son arrivée à la présidence en 1979, Saddam Hussein place la lutte contre Israël au cœur de sa rhétorique nationaliste et panarabe. De son côté, Israël attaque et détruit le réacteur de recherche nucléaire irakien Osirak en construction, lors de l'opération « Opéra » en 1981.
Pendant la guerre Iran-Irak, Israël, très hostile aux deux belligérants qui souhaitent tous deux sa destruction (l'Iran étant devenue ennemie depuis la révolution de 1979), se satisfait de ce conflit et l'alimente en fournissant des armes et des munitions à l'Iran, espérant en même temps regagner une influence dans cet État encore allié d'Israël deux ans auparavant. Dans le même temps, le ministre israélien de la Défense Yitzhak Rabin, déclare : « Israël aspire à ce qu'il n'y ait pas de vainqueur dans cette guerre », faisant échos aux propos du Premier ministre Yitzhak Shamir : « Une victoire iranienne ou irakienne dans la guerre du Golfe représentera une menace pour la sécurité d'Israël. ».
Pendant la guerre du Golfe, Israël décide de rester neutre, mais est quand-même identifiée comme alliée de la coalition par Saddam Hussein, et bombardée par l'armée irakienne avec des missiles Scud en janvier 1991. Parallèlement, dans les années 1980 et 1990, Israël envoie de l’aide humanitaire et militaire aux Kurdes en lutte contre Saddam Hussein.
Depuis le renversement de Saddam Hussein en 2003, en dépit d'un revirement de la politique étrangère irakienne marquée par un rapprochement avec plusieurs anciens ennemis de l'Irak comme les États-Unis, l'Iran et la Syrie, les relations israélo-irakiennes restent au point mort. En 2003, une querelle agite même les autorités irakiennes en raison de la proposition d'un nouveau drapeau irakien (dans le but de tourner la page de l'époque de Saddam Hussein), jugé par certains opposants trop proche de celui de l'État hébreu. Parallèlement, les derniers juifs présents en Irak sont peu à peu évacués vers Israël, fuyant les violences interconfessionnelles faisant suite au renversement de Saddam Hussein.
En 2014, des partisans de l'indépendance du Kurdistan irakien sollicitent à nouveau un appui d'Israël dans leur projet autonomiste, provoquant la colère du gouvernement de Bagdad. Cette prise de contact attire l'attention du Financial Times dont une enquête révèle en 2015 les exportations pétrolières du Kurdistan irakien vers Israël (via l'oléoduc reliant Kirkouk à Ceyhan, d'où le pétrole est transporté par tankers au port d'Haïfa), et qui couvriraient plus de 75 % des besoins en pétrole de l'État hébreu,. À noter que le port d'Haïfa a déjà été pendant une douzaine d'années, avant la création d'Israël, une destination pour l'exportation du pétrole irakien via l'oléoduc de Mossoul à Haïfa en service entre 1935 et 1948.
À la suite de ces révélations, Massoud Barzani, chef du Parti démocratique du Kurdistan fondé par son père (Mustafa Barzani) est qualifié de « traître » par un député irakien. À noter néanmoins que selon le chercheur Ahmad Tabaqchali, le pétrole du Kurdistan irakien n'est pas directement exporté à destination de l'État hébreu, mais vendu à des intermédiaires qui le revendent à des destinataires sans consulter le gouvernement kurde.
En septembre 2017, Israël est le seul pays à apporter, par la voix de son Premier ministre Benyamin Netanyahu, son soutien à la tenue du référendum d'indépendance du Kurdistan irakien, largement rejeté au Moyen-Orient et au-delà. Dans un rassemblement à Erbil, des drapeaux israéliens sont brandis en soutien au référendum, qui se déroule le 25 septembre 2017 malgré de multiples condamnations et protestations, en Irak et à l'international. À la suite d'une large victoire du « oui » (pour l'indépendance) de la part des votants, le gouvernement irakien prend par la force le contrôle des principaux gisements pétroliers du Kurdistan, contraignant ses autorités politiques à renoncer à leur ambition autonomiste. Les années suivantes, l'armée israélienne étend sur tout le territoire syrien sa campagne de bombardements contre les milices favorables à l'Iran, y compris très près de la frontière irakienne (notamment les villes de Mayadine et Boukamal), tuant de nombreux supplétifs irakiens de l'armée syrienne,,.

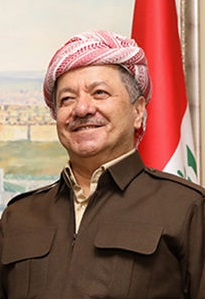
Massoud Barzani chef depuis 1979 du Parti démocratique du Kurdistan fondé par son père de Mustafa Barzani.

En 2020 et 2021, plusieurs pays arabes (Émirats arabes unis, Bahreïn, Soudan et Maroc) normalisent leurs relations avec Israël lors des « accords Abraham ». Alors que Bagdad, sous influence iranienne (ennemi juré de l'État hébreu) se garde de tout commentaire, certains Kurdes d'Irak y voient un espoir d'avoir un jour eux aussi un pays indépendant, puisqu'un État non-arabe au Moyen Orient est de plus en plus reconnu par ses voisins. Ainsi, en septembre 2021, environ 300 chefs de tribus, intellectuels et militaires venus de six gouvernorats (Bagdad, Mossoul, Salaheddine, Al-Anbar, Diyala et Babylone), participent à Erbil à un colloque, organisé par le think-tank américain Center for Peace Communications, afin de discuter d'une normalisation des relations avec Israël. L'Israélien Chemi Peres, fils du défunt président Shimon Peres, s'y exprime par vidéo. Un communiqué de clôture déclare : « Nous demandons notre intégration aux accords d'Abraham. Nous aussi nous voulons des relations normales avec Israël. Aucune force n'a le droit de nous empêcher de lancer un tel appel. ». L'importance de cette réunion n'est toutefois que symbolique puisque si certains pouvoirs régaliens lui sont délégués par Bagdad, le Kurdistan irakien dépend entièrement du gouvernement central irakien dans sa politique étrangère. Sans surprise, ce dernier condamne cet appel à la normalisation.
En mars 2022, dans le contexte de l'invasion de l'Ukraine par la Russie en 2022 qui pousse les pays européens à chercher d'autres fournisseurs de gaz pour réduire leur dépendance à la Russie, une réunion est organisée au Kurdistan irakien au sujet de l’acheminement de gaz irakien vers la Turquie et l’Europe, avec l’aide d’Israël. Selon un responsable de la sécurité irakienne, il y a eu deux réunions ont lieu dans une villa appartenant à un magnat kurde du pétrole, Baz Karim Barzanji, entre des responsables et des spécialistes de l’énergie israéliens et américains.
En mai 2022, le Parlement irakien approuve une loi criminalisant toute forme de normalisation avec Israël intitulée « Criminaliser la normalisation et l’établissement de relations avec l’entité sioniste », une initiative proposée à l’origine par Moqtada Sadr. Cette loi qui change peu de chose à la posture des institutions de Bagdad restées très hostiles à Israël depuis 1948 (contrairement à celles d'Erbil), est surtout destinée à affaiblir l'influence politique de l'Iran qui tire une partie de sa légitimité en Irak en instrumentalisant la cause palestinienne.

### Relations avec la Palestine
En mai 2025, Bagdad accueille un sommet international de soutien à la bande de Gaza bombardée par l'armée israélienne, prévoyant un fonds de 50 milliards de dollars destiné à la reconstruction du territoire palestinien.

## Relations avec les pays européens et occidentaux

### Relations avec le Royaume-Uni

#### L'Irak sous influence britannique entre 1920 et 1958
L'histoire des relations entre la Grande-Bretagne et l'Irak remonte à la création de l'Irak en 1920, alors qu'à la Première Guerre mondiale, les Britanniques étaient préoccupés par le contrôle des gisements pétroliers dont dépendait la marine britannique. La campagne de Mésopotamie voit s'opposer l'armée britannique à l'Empire ottoman dans le contexte de la grande révolte arabe de 1916-1918 contre les Turcs, attisée par les Britanniques qui envoient des officiers de liaison au chérif de La Mecque Hussein ben Ali, dont T.E. Lawrence dit « Lawrence d'Arabie ». 

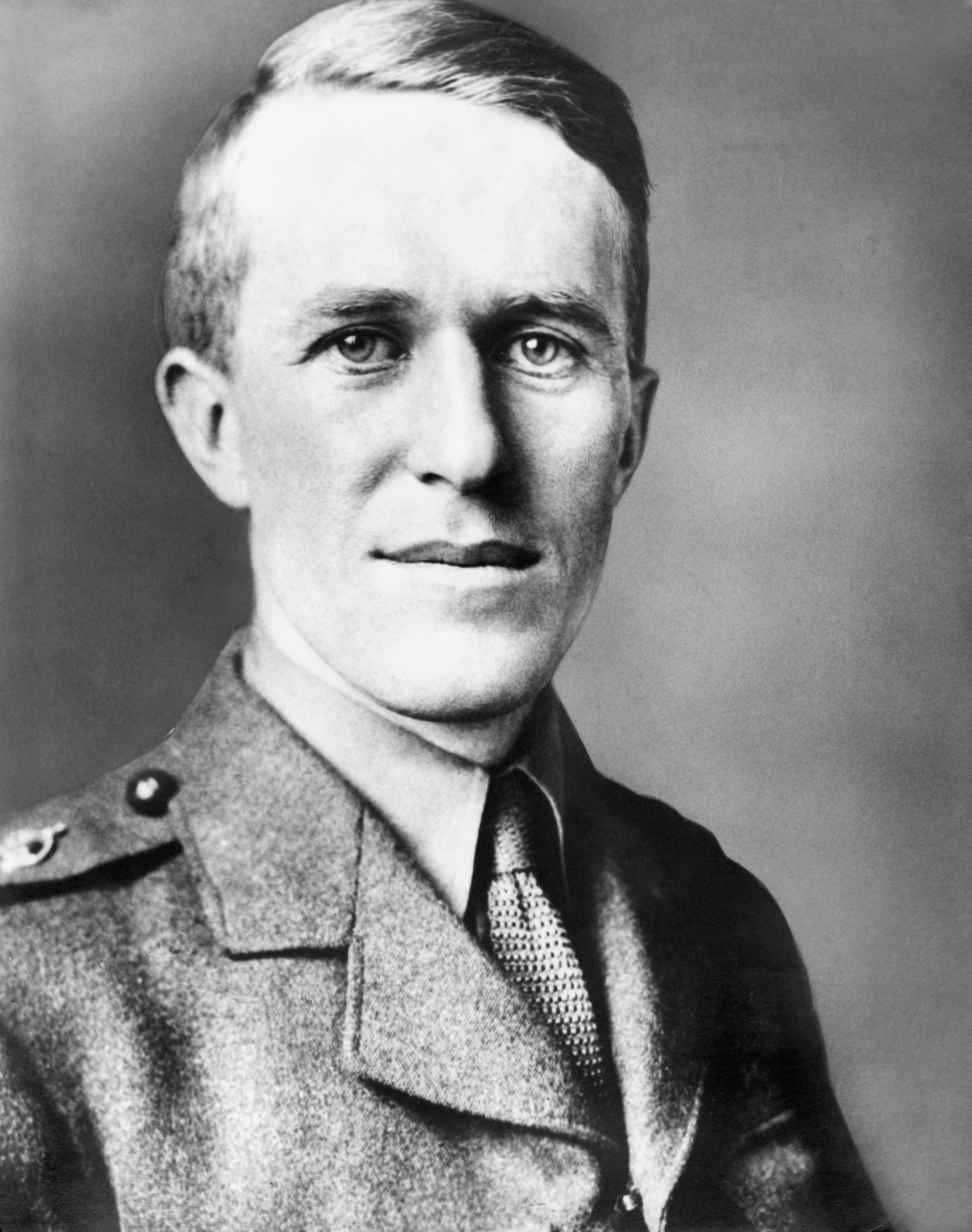
L'officier gallois Thomas Edward Lawrence, connu comme « Lawrence d'Arabie », acteur majeur de la victoire britannique au Moyen-Orient pendant la Première Guerre mondiale.

Les troupes indiennes sous le commandement britannique prennent la ville de Bassorah en novembre 1914, dont les infrastructures portuaires sont développées par les alliés pour approvisionner le front du Moyen-Orient en hommes et en matériels. La ville de Bagdad est prise en mars 1917, ce qui constitue un éclatant triomphe politique et le premier grand succès britannique de la guerre. Le contrôle britannique de la Mésopotamie est entériné par le traité de Sèvres signé après l'armistice de 1918, en août 1920. Ce traité était censé accorder aux populations kurdes un état indépendant, mais ce traité a été annulé et remplacé par le traité de Lausanne (1923), plus favorable à la Turquie, après la victoire des troupes turques lors de la guerre d'indépendance turque entre 1919 et 1922.
Après l'intronisation par les Britanniques de Fayçal Ier sur le trône de l'Irak, les Britanniques souhaitent que l'Irak reconnaisse leur mandat par un traité ; celui-ci est signé le 10 octobre 1922 puis ratifié le 10 juin 1924. Ce traité permet à la Grande-Bretagne de s'opposer aux décisions du gouvernement irakien, tandis qu'un haut-commissaire britannique contrôle la politique irakienne.
L'occupation britannique de la Mésopotamie provoque un fort ressentiment des populations arabes, à qui les Britanniques avaient promis l'indépendance en appuyant leur révolte contre les Ottomans. Le Mandat britannique de Mésopotamie dure jusqu'en 1932, date à laquelle le royaume d'Irak accède à l'indépendance (tout en restant un état satellite de la Grande-Bretagne), et intègre la Société des Nations. Au début de la Seconde Guerre mondiale, un coup d'État en Irak porte Rachid Ali al-Gillani au pouvoir en tant que Premier ministre. Celui-ci oriente la politique du royaume vers la neutralité, puis vers un rapprochement avec les forces de l'Axe, provoquant la guerre anglo-irakienne remportée par les Britanniques en 1941, qui occupent l'Irak jusqu'en 1945.

#### Révolution irakienne de 1958
L'Irak est resté un satellite de la Grande-Bretagne jusqu'à la révolution irakienne du 14 juillet 1958. En 1955 le pacte de Bagdad instaure une alliance militaire entre l'Irak, la Turquie, le Pakistan, l'Iran et le Royaume-Uni, mais l'Irak s'en retire en 1959 à la suite du changement de régime. Après 1958, bien que la révolution ait été menée avec des motivations anti-impérialistes, l'Irak sous le mandat Abd al-Karim Kassem maintient des liens étroits avec Londres, qui s'accommode de son rapprochement avec l'Union soviétique.
La prise de pouvoir du partir Baas en 1968 n'affecte non plus pas les relations entre l'Irak et le Royaume-Uni, qui apporte son soutien à Saddam Hussein lors de la guerre Iran-Irak entre 1980 et 1988. Mais celles-ci se détériorent à la suite de l'invasion de Koweït, alors que le Royaume-Uni est l'un des principaux contributeurs, en militaires et en matériels, de la coalition internationale opposée à l'armée irakienne.

#### Interventions militaires britanniques aux côtés des États-Unis
Durant la décennie qui suit la fin de la guerre du Golfe, le Royaume-Uni mène aux côtés des États-Unis une série de vols d'observations et de frappes aériennes sur des cibles irakiennes, pour lutter contre les « programmes d'armement nucléaires, chimiques et biologiques » et faire respecter la zone d'exclusion aérienne imposée par la coalition à l'armée irakienne. En 2003, l'initiative des États-Unis d'envahir l'Irak est largement contestée en Europe et au Moyen-Orient, contrairement à la guerre du Golfe qui avait réuni une large coalition.

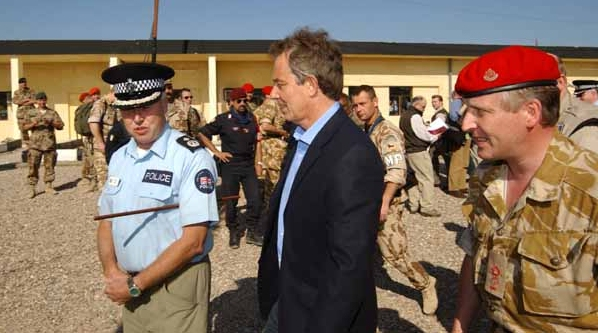
Tony Blair, Premier ministre britannique de 1997 à 2007, principal chef d'État occidental avec le président américain George W. Bush responsable de la guerre d'Irak de 2003, en visite en Irak en 2005.

Néanmoins, les chefs d'État de huit pays dont la Grande-Bretagne annoncent dans une lettre commune qu'ils se rangent derrière Washington, tandis que la France, la Russie et l'Allemagne appellent à la poursuite des inspections en Irak. Le 16 mars, Washington, Londres et Madrid annoncent une ultime tentative de faire avaliser par l'ONU un ultimatum autorisant l'usage de la force contre l'Irak. Les trois États renoncent le lendemain à mettre leur résolution aux voix à l'ONU, tandis que l'opération « Liberté irakienne » est lancée quatre jours plus tard par une coalition américano-britannique.
Au total, environ 45 000 soldats britanniques participent à la guerre entre 2003 et 2009, faisant 179 morts dans leurs rangs. Durant cette période, deux personnalités de la famille royale britannique se rendent en Irak pour y rencontrer leurs troupes déployées sur place : le prince Charles et le prince Philippe, fils et époux de la reine Élisabeth II, en 2004 et 2006. En juillet 2016, une commission d'enquête sur l'engagement du Royaume-Uni dans la guerre d'Irak publie un rapport dénonçant une intervention « prématurée » décidée « avant que toutes les alternatives pacifiques pour obtenir le désarmement (du pays) ne soient épuisées ».

#### Depuis la chute de Saddam Hussein
Lors de la seconde guerre civile irakienne, le Royaume-Uni prend part aux opérations aériennes en Irak contre l'État islamique, et envoie dans un premier temps six avions de combat Tornado stationnés à la base d'Akrotiri, au sud de Chypre. Parallèlement des opérations au sol d'ampleur limitée sont menées par les forces spéciales britanniques.
En mai 2023, la duchesse d’Édimbourg Sophie Rhys-Jones, épouse du prince Edward et belle-sœur du roi Charles III, se rend à Bagdad où elle rencontre le Premier ministre Mohammed Chia al-Soudani, le président Abdel Latif Rachid et son épouse Shanaz Ibrahim Ahmed, ainsi que des militantes féministes irakiennes.
En août 2024, le géant pétrolier britannique BP signe un accord avec l'Irak pour développer quatre champs pétroliers et gaziers dans la province de Kirkouk. En janvier 2025, un nouvel accord d'exploitation pétrolière et gazière est signé à Londres entre la compagnie britannique et le gouvernement irakien. Mohammed Chia al-Soudani, en déplacement au Royaume-Uni pour la première fois depuis le début de son mandat, est reçu par son homologue Keir Starmer, ainsi que par le roi Charles III au Palais de Buckingham . Sa visite est axée sur la coopération économique, énergétique, commerciale, et sécuritaire entre les deux pays.

### Relations avec les États-Unis

#### Pendant la Guerre froide
En 1958, le renversement de la monarchie remplacée par un gouvernement républicain provoque des tensions entre l'Irak et les États-Unis. Celle-ci s'expliquent par l'influence du Parti communiste en Irak, la politique pro-soviétique du nouveau gouvernement et l'hostilité irakienne à toute présence militaire occidentale au Moyen-Orient.
Seul l'intermède des deux gouvernements des frères Aref (1963-1968) laisse espérer que l'Irak revienne dans le giron occidental, mais la guerre israélo-arabe de juin 1967 et le soutien américain à l'État hébreu fait triompher les baasistes qui renversent Aref en 1968 et affichent leur hostilité à l'égard de Washington. En 1973, l'Irak participe à la concertation arabe provoquant le premier choc pétrolier qui pénalise durement les économies occidentales. Pendant ce temps, Washington apporte un soutien matériel et militaire non-seulement à Israël, mais aussi au projet autonomiste des Kurdes d'Irak dirigé par Mustafa Barzani.
L'année 1979 est marquée par plusieurs événements qui créent les conditions d'un rapprochement entre l'Irak et les États-Unis :
- le principal est la révolution islamique en Iran, qui passe d'allié stratégique à pire ennemi de Washington dans la région, à la suite de quoi l'Irak et les États-Unis deviennent des alliés objectifs contre la menace iranienne[13] ;
- l'arrivée de Saddam Hussein à la présidence de l'Irak, dont la répression du Parti communiste irakien éloigne l'Irak de l'Union soviétique[13]. Son arrivée s'accompagne également d'une détente des relations entre l'Irak et la monarchie saoudienne pro-américaine[13] ;
- les accords de paix israélo-égyptiens qui, s'ils provoquent une rupture des relations entre l'Irak et l'Égypte pro-américaine, diminuent la pression arabe sur Israël et font de l'Irak une menace « gérable » bien que toujours réelle pour l'État hébreu[13].

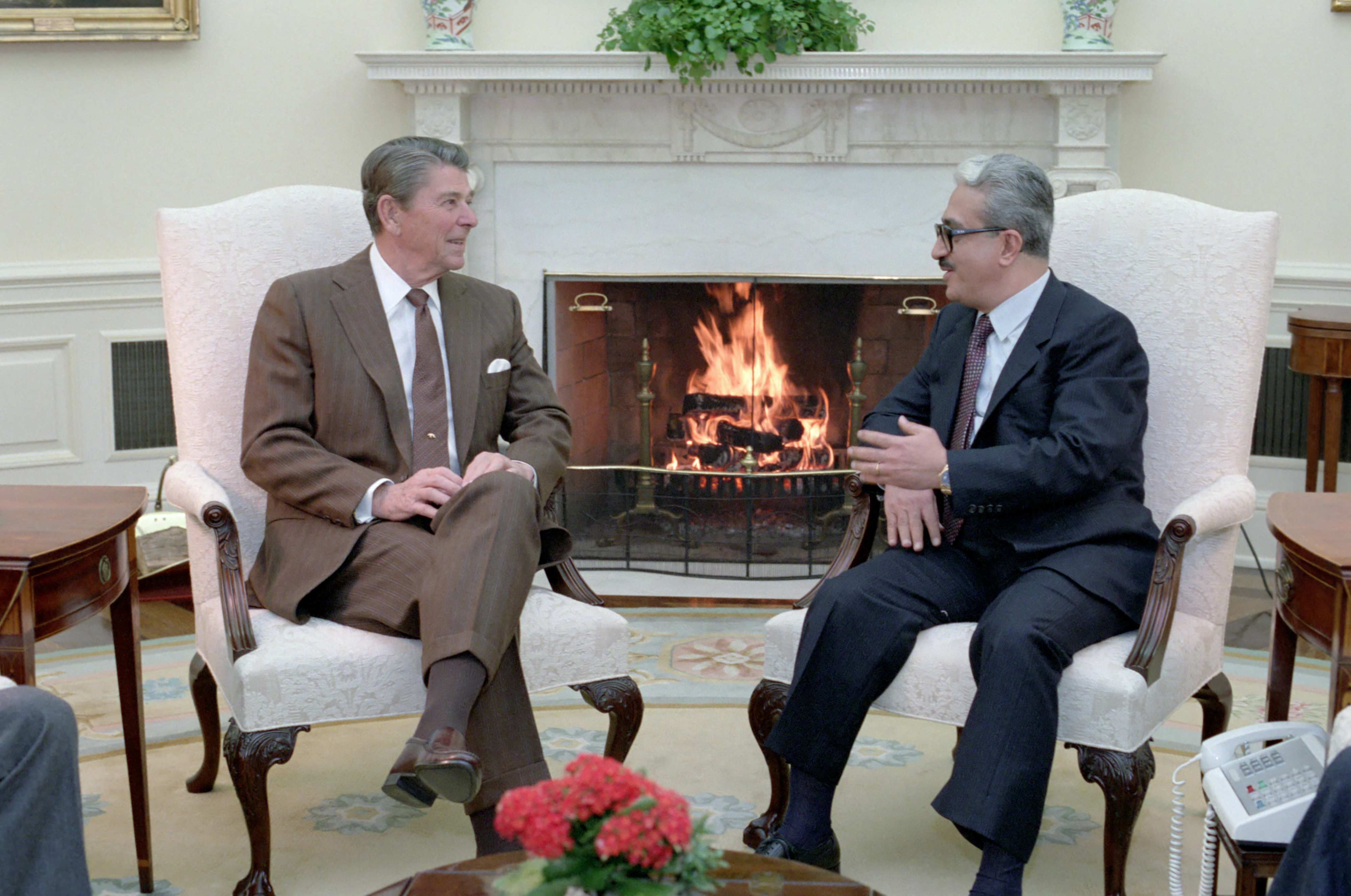
Rencontre à la Maison-Blanche en 1984 entre Tarek Aziz, ministre irakien des Affaires étrangères de 1983 à 1991 et le Président des États-Unis Ronald Reagan entre 1981 et 1989.

Ces conditions favorables à un rapprochement entre l'Irak et les États-Unis, qui se concrétisent par une reprise de leurs relations diplomatiques en 1984. La guerre Iran-Irak débutée en 1980 ne s'inscrit pas dans le cadre d'un affrontement des blocs Est-Ouest, chacun des belligérants ayant des alliés et des ennemis dans un camp et dans l'autre. Les États-Unis prennent le parti de l'Irak dans un contexte de fortes tensions avec l'Iran à la suite de la prise d'otage de l'ambassade américaine de Téhéran, et scellent en 1983 un accord de coopération militaire avec Saddam Hussein, considéré comme le seul dans la région à pouvoir s'opposer à l'Iran des mollahs. Néanmoins, le scandale de l'Irangate a depuis lors révélé que des armes et financements américains ont également été fournis à l'Iran pendant cette guerre (bien qu'à un niveau très inférieur au soutien apporté à l'Irak).

#### Guerres et embargo entre 1991 et 2011
L'image de l'Irak au sein de l'Administration de George H. W. Bush s'altère en 1989, lorsque l'Irak entreprend de se réarmer et de se placer au centre des relations inter-arabes en préconisant un système de sécurité indépendant des États-Unis. L'effondrement de l'Union soviétique, qui met fin de facto au système bipolaire rend pour Saddam Hussein, urgent d'empêcher que la région ne tombe sous le contrôle exclusif des États-Unis en même temps qu'il donne à l'Irak l'opportunité de remplir, au moins partiellement, le vide laissé par le retrait soviétique du Moyen-Orient.
Les relations entre les États-Unis et l'Irak se détériorent à la suite de l'invasion de Koweït, les États-Unis prenant la tête d'une coalition internationale opposée à l'armée irakienne, qui met fin aux ambitions expansionnistes de Saddam Hussein et facilite la naissance d'un Kurdistan irakien autonome.
Durant la décennie qui suit la fin de la guerre du Golfe, les relations entre les deux États restent rompues, et un embargo est imposé par les États-Unis à l'Irak. Les États-Unis mènent une série de vols d'observations et de frappes aériennes sur des cibles irakiennes, pour lutter contre les « programmes d'armement nucléaires, chimiques et biologiques » et faire respecter la zone d'exclusion aérienne imposée par la coalition à l'armée irakienne. En octobre 1998, le président Bill Clinton signe le « Iraq Liberation Act » voté par le Congrès américain, permettant de soutenir financièrement l'opposition irakienne, exilée à l'étranger. En décembre 1999, devant les soupçons que l'Irak détienne des armes de destruction massives, les armées américaines et britanniques bombardent des objectifs militaires.au cours de l'opération « renard du désert ».

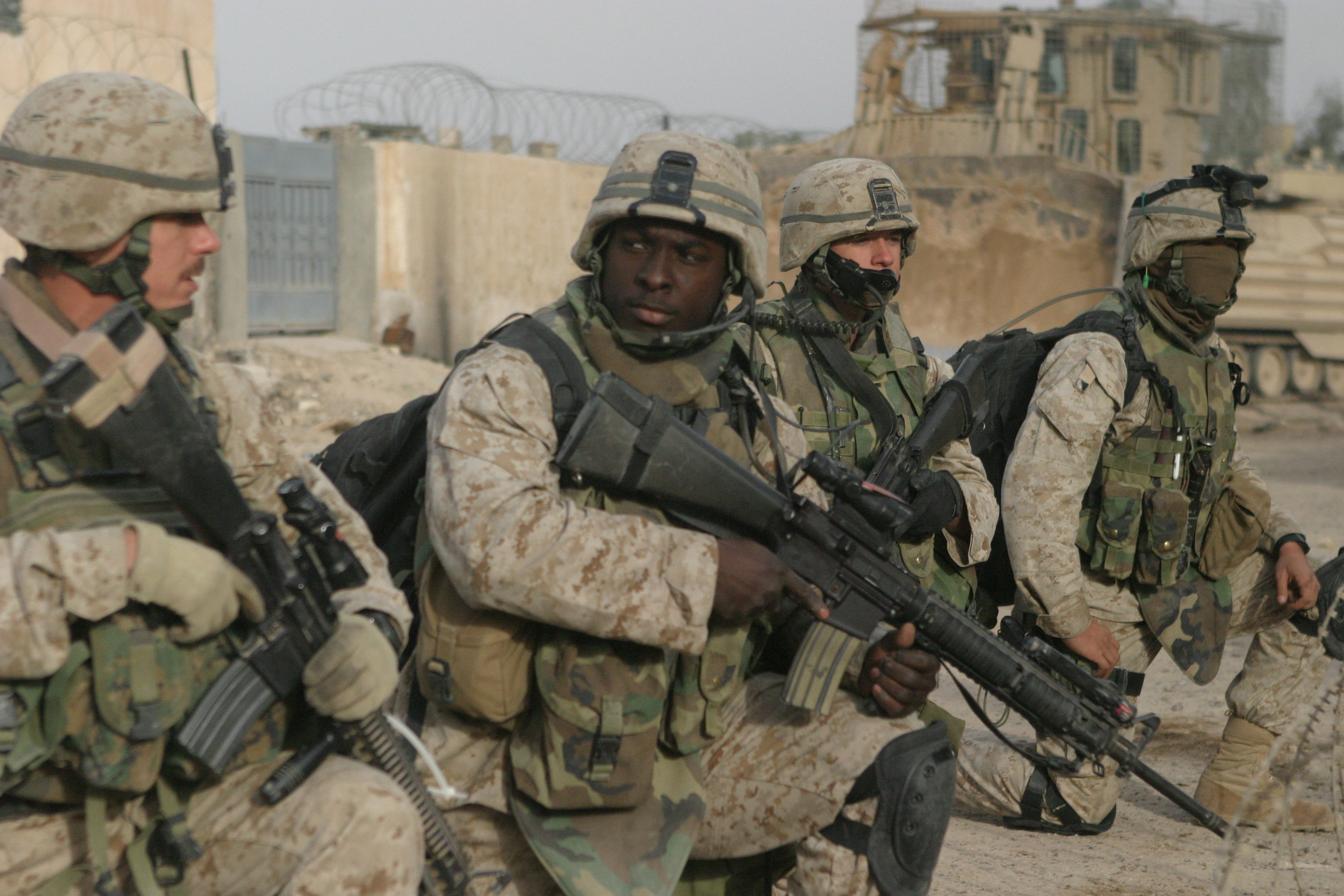
Marines américains à Falloujah, le 26 novembre 2004.

Le 29 janvier 2002, le nouveau président américain George W. Bush, fils de son prédécesseur George H. W. Bush, déclare que l'Irak, l'Iran et la Corée du Nord forment un « Axe du Mal », contre lequel il promet d'agir. L'ONU impose à l'Irak un programme de désarmement sous la menace d'une intervention armée des États-Unis. En dépit d'une soumission de l'Irak aux injonctions de l'ONU, et d'une forte opposition internationale à une intervention armée, les États-Unis leurs alliés (principalement le Royaume-Uni) attaquent l'Irak le 20 mars 2003 et renversent régime de Saddam Hussein. Après une victoire américaine éclaire sur l'armée irakienne, le général américain Jay Garner est nommé administrateur civil provisoire de l'Irak, puis remplacé un mois plus tard par le diplomate Paul Bremer, qui met en place des réformes économiques et sociales. La résolution du Conseil de sécurité de l'ONU votée le 22 mai 2003 entérine le contrôle américano-britannique de l'Irak. Saddam Hussein est exécuté le 30 décembre 2006, après avoir été condamné à mort par un tribunal irakien.

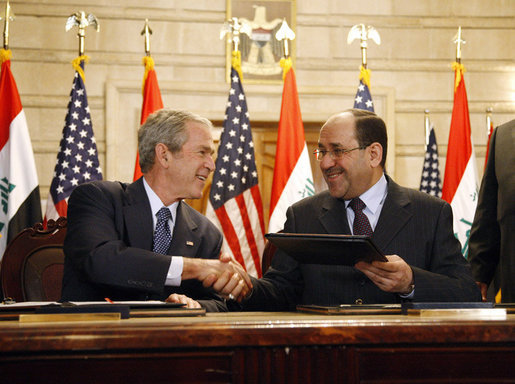
Le président américain George W. Bush et le Premier ministre irakien Nouri al-Maliki à Bagdad en 2008.

La guerre contre l'Irak se termine par l'opération « New Dawn » qui vise à stabiliser le pays avant le départ des dernières troupes américaines le 18 décembre 2011.

#### Rapprochement et coopération depuis 2011
Depuis la fin de la guerre d'Irak, les États-Unis et l'Irak se considèrent comme des partenaires stratégiques, étant donné l'implication politique et militaire américaine aux côtés des gouvernements irakiens d'après 2004. Les États-Unis fournissent chaque année des aides militaires importantes en matériel et en formation, et utilisent leurs bases militaires.
En 2014, au cours de la deuxième guerre civile irakienne, les États-Unis prennent la tête de la coalition internationale contre l'État islamique en Irak et en Syrie. Les États-Unis mènent environ 90 % des frappes aériennes de cette coalition contre le groupe djihadiste, tandis que seules 10 % sont menées par d'autres membres arabes et occidentaux. Les États-Unis envoient également 1 500 conseillers militaires en Irak en 2014, puis 450 hommes en renforts en juin 2015, montant les forces américaines en Irak à 3 500 hommes.

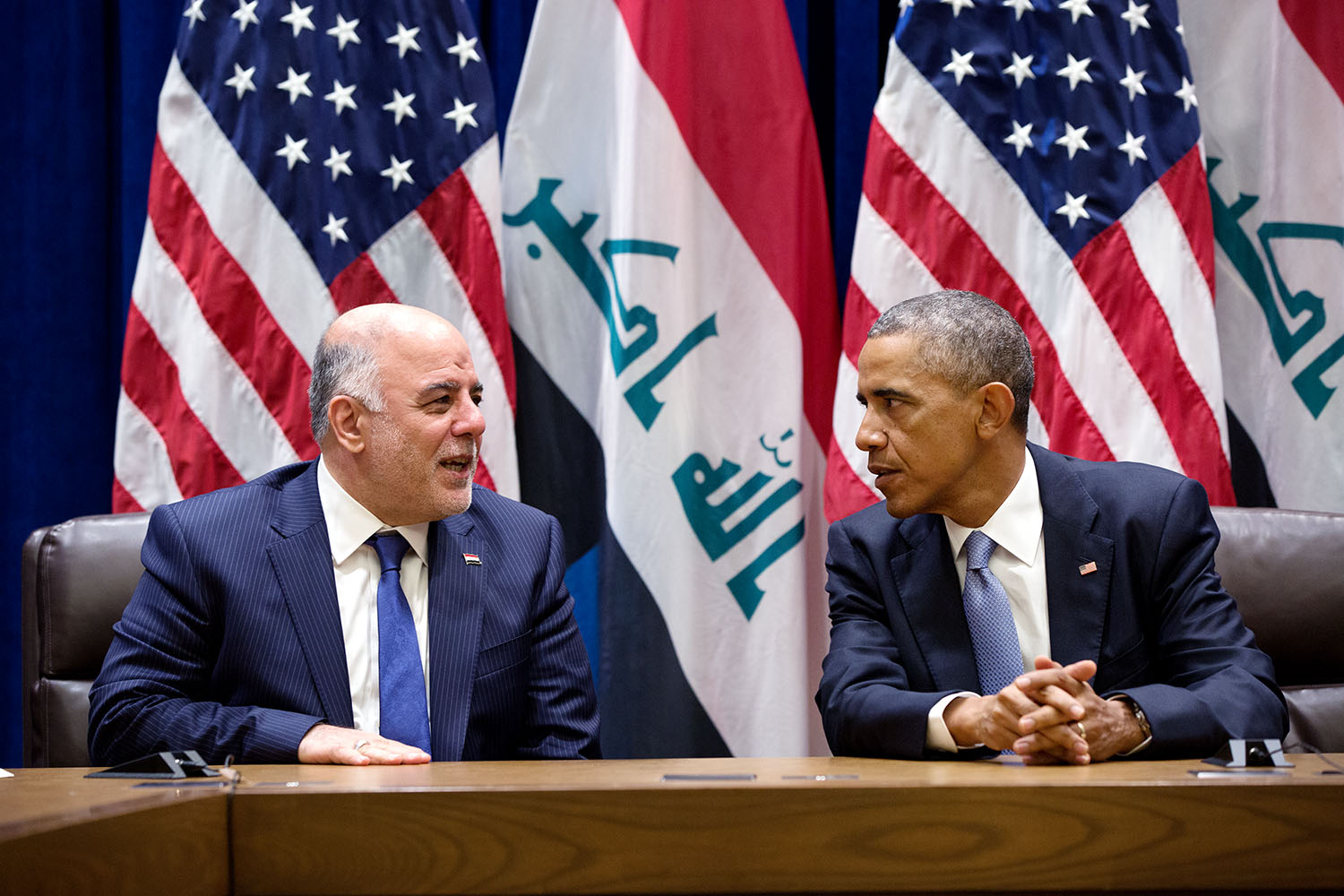
Échanges entre le Premier ministre irakien Haider Al-Abadi (de 2014 à 2018), et le Président des États-Unis Barack Obama (de 2009 à 2017) à New York en 2014.

En 2019, un an après la défaite de l'État islamique, plus de 5 000 soldats américains sont encore stationnés en Irak, tandis que les États-Unis participent à la reconstruction et la consolidation de certaines institutions officielles irakiennes. Parallèlement, les États-Unis font pression sur l'Irak pour l'obliger à appliquer l'embargo américain imposé par Donald Trump à l'Iran, mettant le gouvernement irakien en grande difficulté face à l'impassibilité de se plier à une telle injonction en raison de sa dépendance économique à l'égard de l'Iran. En octobre 2018, le Premier ministre Haïder al-Abadi, hésitant à se prononcer face au parlement irakien sur les sanctions américaines imposées à l'Iran, est renversé par une coalition de députés pro-iraniens lui reprochant son manque de fermeté face à Washington.
Les relations entre l'Irak et les États-Unis se détériorent lors de la crise américano-iranienne de 2019-2020 marquée par une série d'affrontements entre les forces américaines et pro-iraniennes sur le sol irakien, dont le point culminant est l'assassinat ciblé du général Qassem Soleimani et du leader des milices chiites irakiennes soutenues par l'Iran Abou Mahdi al-Mouhandisi par un drone américain le 3 janvier 2020.
D'importantes manifestations anti-américaines ont lieu en Irak (dont l'Iran étant aussi la cible), tandis que le Parlement irakien vote une résolution demandant au gouvernement de mettre fin à la présence des troupes étrangères en Irak. Cette décision est rejetée par le président américain Donald Trump qui déclare qu'un retrait des troupes américaines « serait la pire chose qui puisse arriver à l'Irak », et menace l'Irak de sanctions économiques en cas d'expulsion par l'Irak des troupes américaines qui y sont déployées. Cette menace de sanctions est préoccupante pour Bagdad dont les revenus pétroliers qui assurent 90 % du budget de l'État, lui sont reversés en dollars sur un compte à la Réserve fédérale des États-Unis, dont les États-Unis pourraient bloquer l'accès.

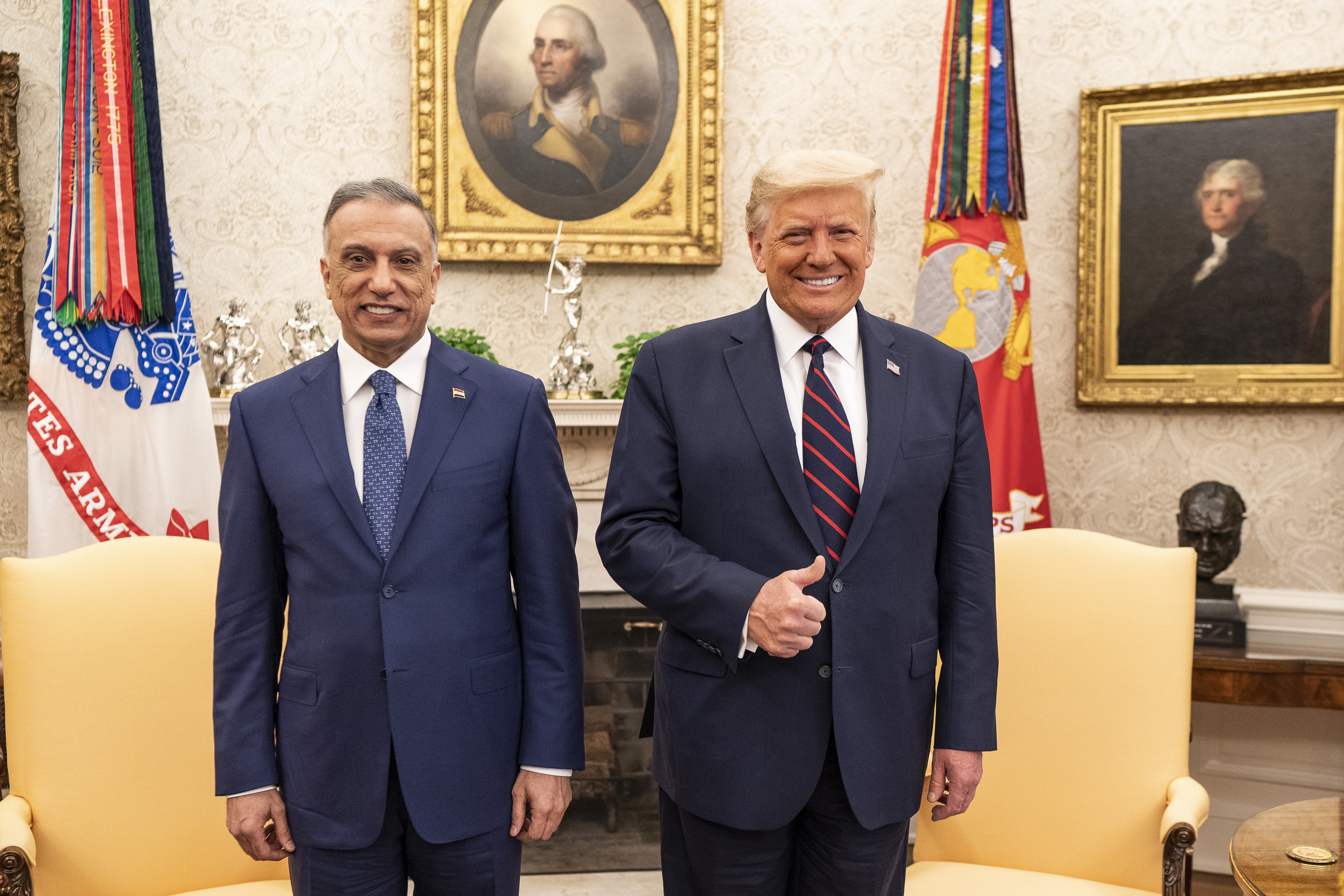
Le Premier ministre irakien Moustafa al-Kazimi reçu à la Maison-Blanche par le président américain Donald Trump en août 2020.

En mai 2020, Moustafa al-Kazimi, chef du renseignement irakien, acteur majeur et lutte contre l'État islamique en Irak et proche des États-Unis, devient Premier ministre d'Irak. Son poste et son orientation pro-américaine le rendent suspecté par des factions pro-Iran d'avoir été complice de l'assassinat de Qassem Soleimani. Mais ses talents de diplomate et de négociateur le rendent peu à peu accepté par la majorité des acteurs politiques rivaux, en Irak et à l'international.
En janvier 2021, un tribunal irakien délivre un mandat d'arrêt contre le président américain Donald Trump dans le cadre de l'enquête sur l'élimination d'Abou Mahdi al-Mouhandisi. En mars 2021, l'administration américaine de Joe Biden élu quatre mois auparavant déclare accorder un délai supplémentaire de trois mois au gouvernement irakien pour se conformer aux sanctions imposée par Washington à l'Iran, une semaine avant un « dialogue stratégique » prévu le 7 avril par visioconférence.
En juillet 2021, le Premier ministre irakien Moustafa al-Kazimi reçoit à Bagdad Brett McGurk, émissaire de la Maison Blanche pour le Moyen-Orient et ancien superviseur de la coalition militaire internationale contre l’État islamique en Irak et en Syrie. Deux semaines plus tard, celui-ci se rend aux États-Unis pour une visite de plusieurs jours, et rencontre le président Joe Biden, nouvelle phase de la présence militaire américaine en Irak, avec une fin des opérations de combat d’ici au 31 décembre 2021, remplacées par une mission de conseil et d'entraînement. Le Président américain ne précise pas combien de soldats resteront sur place, mais il apparaît en 2022 qu'environ 2 000 soldats américains sont toujours déployés sur le sol irakien. En janvier 2023, le Premier ministre irakien Mohamed Chia al-Soudani déclare, bien que davantage favorable à l'Iran qu'aux États-Unis, avoir toujours besoin des troupes américaines pour combattre l'État islamique en Irak. Il déclare en outre croire à la possibilité que l'Irak entretienne de bonnes relations « à la fois avec l'Iran et avec les États-Unis ». Le mois suivant, Mohammed Chia al-Soudani et le secrétaire d'État des États-Unis Antony Blinken se rencontrent à la Conférence de Munich sur la sécurité.

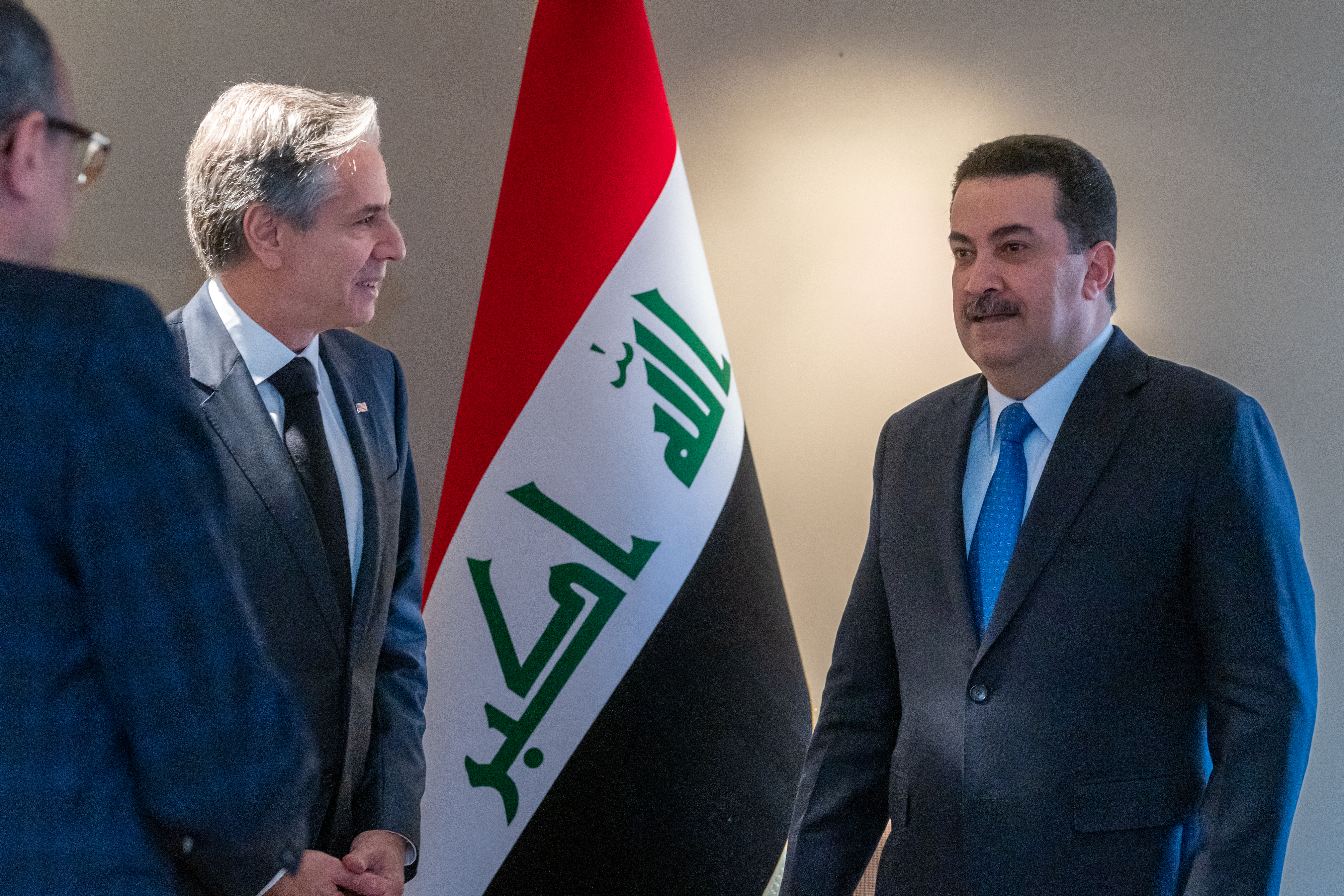
Rencontre entre le Premier ministre irakien Mohammed Chia al-Soudani et le secrétaire d'État des États-Unis Antony Blinken à Munich en février 2023.

En mars, ce dernier reçoit le secrétaire de la Défense des États-Unis Lloyd Austin à Bagdad en présence de son homologue irakien Thabet al-Abbassi, et lui affirme sa volonté de « renforcer et consolider » ses liens avec Washington. Le secrétaire à la Défense, tout en faisant part de son optimisme dans la suite des relations bilatérales entre Washington et Bagdad, déclare de son côté que les militaires américains déployés en Irak pourraient y rester si le gouvernement irakien le demande. Ce sujet est encore délicat et clivant au vu de l'histoire récente des deux pays, cette rencontre marquant les 20 ans de la guerre d'Irak qui débute en mars 2003.
En octobre 2023, la reprise de la guerre entre Israël et le Hamas refroidit les relations irako-américaines, Bagdad reprochant à Washington son soutien inconditionnel à l'État hébreu, tandis que les affrontements se multiplient entre les soldats américains déployés au Moyen-Orient et les milices pro-iraniennes, notamment en Irak. Le mois suivant, Antony Blinken se rend à Bagdad, sa première visite en Irak en tant que chef de la diplomatie américaine, et rencontre Mohammed Chia al-Soudani, pour un entretien axé sur les tensions aux Moyen-Orient et la nécessité d'en préserver l'Irak.
En avril 2024, Mohammed Chia al-Soudani se rend à Washington pour la première fois depuis sa prise de fonction en octobre 2022, avec pour objectif principal de favoriser l’engagement économique américains en Irak. Il rencontre le président Joe Biden, le ministre de la Défense Lloyd Austin, le secrétaire d’État américain Antony Blinken, et le conseiller principal du président pour l'Énergie et les Investissements Amos Hochstein. Si aucun responsable militaire ne fait partie de la délégation irakienne, la coopération militaire est aussi à l’ordre du jour, notamment une vente potentielle pour 140 millions de dollars comprenant un soutien logistique et une aide à la formation de pilotes sur les avions irakiens C-172 et AC/RC-208. En novembre, à la suite de l'élection de Donald Trump pour un deuxième mandat à la présidence des États-Unis, Mohamed Chia al-Soudani lui adresse un message de félicitation dans lequel il lui fait part de son souhait de « consolider les relations bilatérales » avec Washington « sur la base du respect mutuel et des intérêts communs ».
En avril 2025, l'Irak signe un mémorandum d'entente avec le géant de l'énergie américain GE Vernova pour des centrales électriques au gaz et la production de 24 000 mégawatts d'électricité. Mohamed Chia al-Soudani se félicite du « projet le plus grand et le plus moderne de l'histoire de l'Irak, avec la possibilité d'obtenir des financements extérieurs de banques internationales ».

### Relations avec la Russie

#### Influence soviétique sur l'Irak pendant la guerre froide
Le Parti communiste irakien fondé en 1934 a été un acteur important du rapprochement entre l'Irak et l'URSS (bien que ce parti n'ait jamais gouverné en Irak), dont les relations bilatérales étaient, pendant la guerre froide, largement influencées par celles entre ce parti et le gouvernement irakien. Dans les années 1930, la population irakienne constitue un terreau favorable à la diffusion du communisme. D'une part, le sud de l'Irak abrite des milieux ruraux défavorisés réceptifs à un discours sur l'égalité et le progrès social ; d'autre part, les idéologies du chiisme et du communisme ont plusieurs idées communes : l'égalité, la lutte contre l'injustice, l'opposition à la monarchie, et la défense de l'opprimé.

La révolution irakienne de 1958 met fin au règne de la monarchie pro-occidentale, porte au pouvoir le général Abd al-Karim Kassem, militant communiste (bien que non-membre du PCI) et entraîne le retrait irakien du pacte de Bagdad, alliance militaire constituée contre l'Union soviétique. Naziha al-Dulaimi militante féministe et cadre du PCI, intègre le gouvernement républicain irakien, devenant ainsi la première femme ministre dans le monde arabe. Après avoir établi des relations diplomatiques avec l'URSS,, Bagdad envoie une délégation à Moscou le 16 mars 1959, reçue par Nikita Khrouchtchev, qui déclare :

« Il est naturel que nous accordions plus d'attention aux gouvernements et aux pays qui font des intérêts de leur peuple une priorité. Du plus profond de notre cœur, nous saluons Abd al-Karim Kassem, le Premier ministre irakien qui dirige son pays dans la voie du progrès pour renforcer la république d'Irak, et nous lui souhaitons beaucoup de succès. »

Néanmoins, l'attitude de la jeune république d'Irak vis-à-vis du communisme à fin des années 1950 reste ambivalente. D'une part, le clergé chiite irakien (dont fait partie Mohammed Bakr al-Sadr, beau-père de Moqtada al-Sadr), inquiet de la diffusion d'idées non religieuses dans la population, lance une fatwa contre le communisme. D'autre part, le gouvernement irakien s'inquiète de la montée en puissance du PCI qu'il perçoit comme une menace pour son pouvoir. En mars 1959 à Mossoul, des tensions dégénèrent en affrontements entre l'armée irakienne et des militants du PCI qui demandent davantage de participation au gouvernement. Les groupes armés kurdes se rallient aux communistes, et Mossoul est bombardée par l'armée irakienne.
Lorsque le parti Baas arrive au pouvoir en 1968, celui-ci réprime dans un premier temps lui aussi les militants communistes. Mais en 1970, la mort de Nasser éloigne l'Égypte de l'Union soviétique (Anouar el-Saddate la fait officiellement passer dans le camp américain en 1976), poussant celle-ci à chercher de nouveaux alliés arabes, et dans le même temps, à sécuriser son approvisionnement en pétrole. Conscient de cette opportunité et en quête de légitimité sur la scène internationale, le nouveau gouvernement irakien fait la paix avec le PCI, et Saddam Hussein, vice-président d'Irak se rend à Moscou pour réaffirmer les liens entre l'Union soviétique et l'Irak. Méfiante dans un premier temps, la Pravda accepte finalement cette main tendue, et en janvier 1971, envoie en Irak des délégations économiques, syndicales, culturelles, scientifiques, et politiques. En février 1972, Ahmad Hassan al-Bakr et Saddam Hussein se rendent de nouveau en URSS, et s'engagent à approfondir leurs rapports avec Moscou, qui annonce pour l'Irak une aide dans le secteur pétrolier et un soutien à la « lutte des peuples arabes dans le golfe arabique ». Ahmad Hassan al-Bakr signe un traité d'amitié et de coopération avec son homologue soviétique Alexis Kossyguine. Avec cet accord, Moscou ambitionne de substituer l'Irak à l'Égypte comme pilier de son influence au Moyen-Orient.

Signature en 1972 d'un traité d'amitié entre l'Irak et l'URSS par les présidents Ahmad Hassan al-Bakr (à droite) et Alexis Kossyguine (à gauche).

Sur le plan national, un pacte réunissant le parti Baas, le parti communiste et le parti démocratique kurde est signé en 1973, et permet à deux ministres communistes d'entrer au gouvernement, bien que seuls les baasistes détiennent le pouvoir au sein du Conseil de Commandement de la révolution. Les communistes, dénonçant cet état de fait, sont exclus du gouvernement en 1977, et subissent une nouvelle répression en mai et juillet 1978. Celle-ci provoque un nouveau refroidissement de ses relations avec l'Union soviétique, que l'Irak compense par un rapprochement avec la France de Valéry Giscard d'Estaing.
Deux ans plus tard, l'attaque de l'Iran par l'Irak place la Pravda dans une position délicate. Bien que liée à l'Irak par les traités de 1972, l'utilisation d'armes russes pour bombarder l'Iran pousse l'Union soviétique à réduire ses livraisons, s'attirant de violentes critiques de la part de Saddam Hussein, qui dans le même temps, condamne l'invasion soviétique de l'Afghanistan (1979-1989). L'objectif des Soviétiques au Moyen-Orient est alors de nouer des relations avec les gouvernements « anti-impérialistes », ce qui incluait les pays arabes socialistes (dont la république démocratique d'Afghanistan), mais aussi l'Iran, devenue ennemie des États-Unis après la révolution de 1979.

#### Décennie entre la dislocation de l'URSS et la guerre d'Irak
L'année 1991 est simultanément marquée par la guerre du Golfe et par la dislocation de l'Union soviétique, qui fait de la Russie un État indépendant avec une zone d'influence fortement réduite. Les années suivantes, l'attitude de la Russie est caractérisée par un attentisme et un scepticisme en matière de sécurité et défense, dans un « nouvel ordre mondial » très largement dominé par les États-Unis et l'OTAN.
Mais la Russie post-soviétique se montre toujours coopérative avec l'Irak, qu'elle soutient politiquement contre les États-Unis, après l'imposition de sanctions économiques américaines en 1995. La Russie participe notamment au programme « pétrole contre nourriture ». Entre 1990 et 1997, plusieurs compagnies russes signent avec l'Irak des accords pour la livraison de 25,2 millions de barils de brut irakien. En début d'année 2000, après la désignation de Vladimir Poutine à la présidence de la Russie par intérim (avant son élection en mars), Saddam Hussein lui adresse dans une lettre sa volonté de maintenir et développer les « traditionnelles bonnes relations d'amitié et de coopération entre l'Irak et la Russie ».

#### Relations Russie-Irak depuis 2003
En 2003, la Russie de Vladimir Poutine fait partie avec la France et l'Allemagne de « l'Axe de la paix », opposé à une intervention armée contre l'Irak tant que tous les moyens pacifiques pour négocier Saddam Hussein n'ont pas tous été exploités. Cet axe Paris Berlin-Moscou dénie aux États-Unis la légitimité de la thèse de « l'auto défense » et d'une « nécessaire organisation solidaire de la sécurité mondiale », considérant cette invasion comme un rejet de l'ONU, du multilatéralisme, et des convenions internationales. Paradoxalement, c'est l'intervention militaire américaine menant au renversement de Saddam Hussein qui permet au Parti communiste irakien de renaître et de redevenir actif sur la scène politique irakienne.
L'année suivante, la Russie offre à l'Irak une assistance humanitaire, sous forme de médicaments et d'équipements médicaux, de couvertures et de tentes, d'équipements de chauffage et d'éclairage, ainsi que des livres en russe destinés à l'université de Bagdad. Les grandes pétrolières russes Lukoil et Rosneft sont en outre parmi les principaux investisseurs étrangers dans le pays. En 2005, la Russie devient un État observateur (mais non-membre) de l'Organisation de la coopération islamique.
Entre 2004 et 2017, la Russie suspend ses liaisons aériennes commerciales avec l'Irak en raison de la dégradation de la sécurité dans le pays en proie à deux guerres civiles successives,. Mais dans le même temps, la Russie et l'Irak établissent une importante collaboration militaire, qui atteint son apogée au cours du deuxième mandat de Premier ministre Nouri el-Maliki à qui les États-Unis hésitent à livrer des F-16. En 2015, l'Irak et la Russie s'allient pour mettre sur pied un centre de renseignement à Bagdad pour lutter contre l'État islamique, tandis que la Russie intervient militairement en Syrie voisine en guerre contre le même groupe djihadiste.

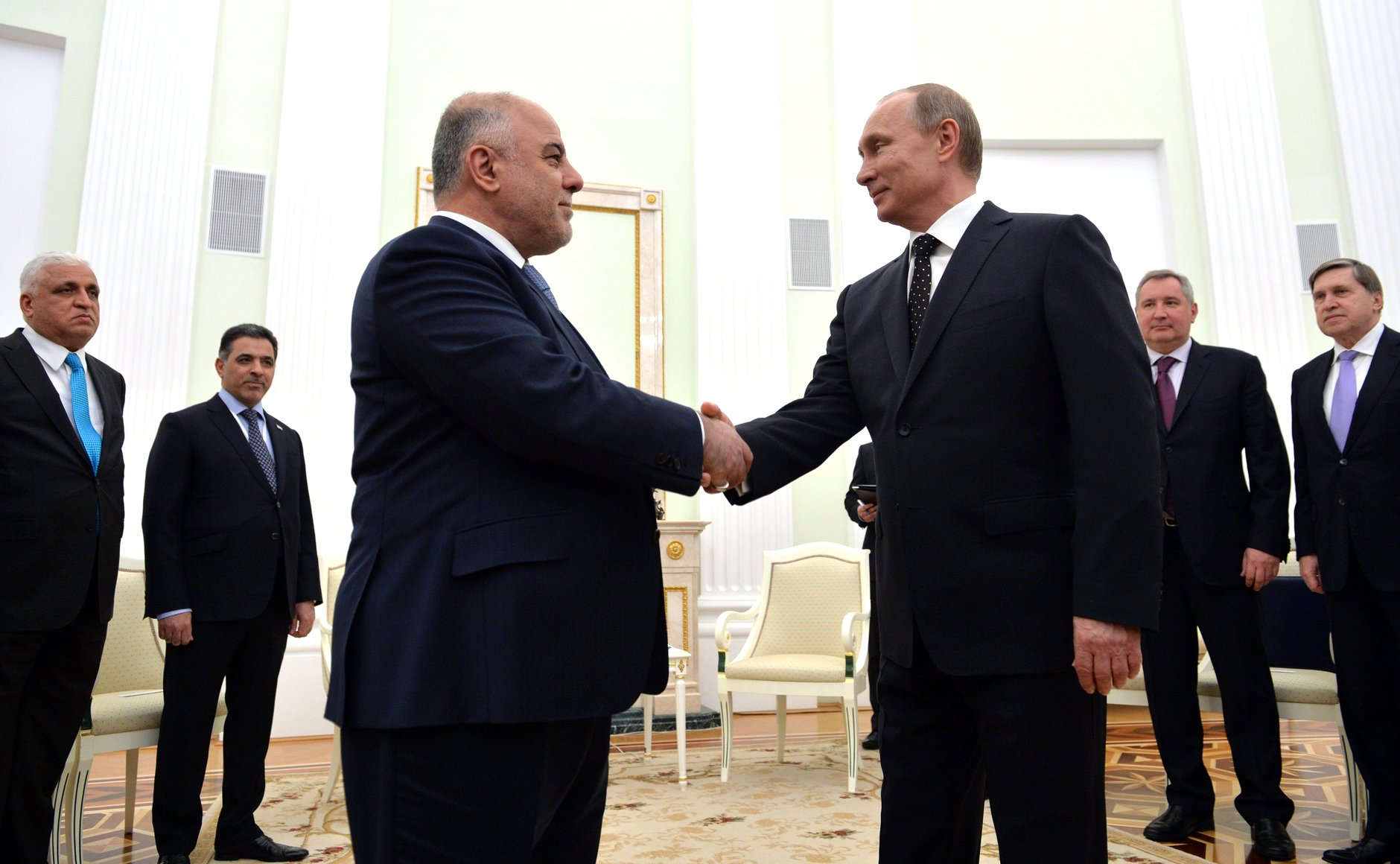
Le Premier ministre irakien Haïder al-Abadi et le président russe Vladimir Poutine en mai 2015 au Kremlin.

L'appui militaire russe au régime syrien alaouite (branche du chiisme) contre les rebelles sunnites, et les bonnes relations diplomatiques russo-iraniennes, permettent au président russe Vladimir Poutine d'acquérir une immense popularité dans les pays et communautés chiites du Moyen-Orient, notamment l'Irak. Tandis qu'un nombre croissant de leaders chiites voient en lui un gardien de leurs lieux saints, une légende irakienne fait de lui un « fils de la région » immigré en Russie, originaire de Nassiriya (à proximité de Bassorah), dont le nom d'origine serait « Abdel Amir Aboul-Tine », devenu Vladimir Poutine. Cette rumeur, quoi qu'improbable, est vue d'un bon œil par Moscou, et savamment entretenue par la propagande russe via des relais sur place.
À partir de 2016, la Russie se rapproche de l'OPEP dont l'Irak fait partie, pour faire face à la concurrence américaine croissante due au boum du pétrole de schiste et à la chute vertigineuse du cours du baril qui en a résulté. En mars 2018, pour la première fois dans l'histoire de l'Irak, le parti religieux chiite de Moqtada Sadr forme une alliance avec le PCI pour les élections législatives irakiennes, intitulée « La marche pour les réformes ». Cette coalition arrive en tête avec près d'un million et demi de voix.
En février 2022, l'invasion de l'Ukraine par la Russie, place les Irakiens dans une position ambivalente : compatissants envers les Ukrainiens envahis et bombardés par une grande puissance militaire comme l'Irak de 2003, mais aussi envers les Russes souffrant de sévères sanctions internationales comme l'Irak dans les années 1990. Officiellement, Bagdad adopte une position de neutralité étant donné ses liens avec les États-Unis d’un côté, et de manière moins forte avec la Russie de l’autre, et s’abstient lors du vote à l’Assemblée Générale de l’ONU du 2 mars.

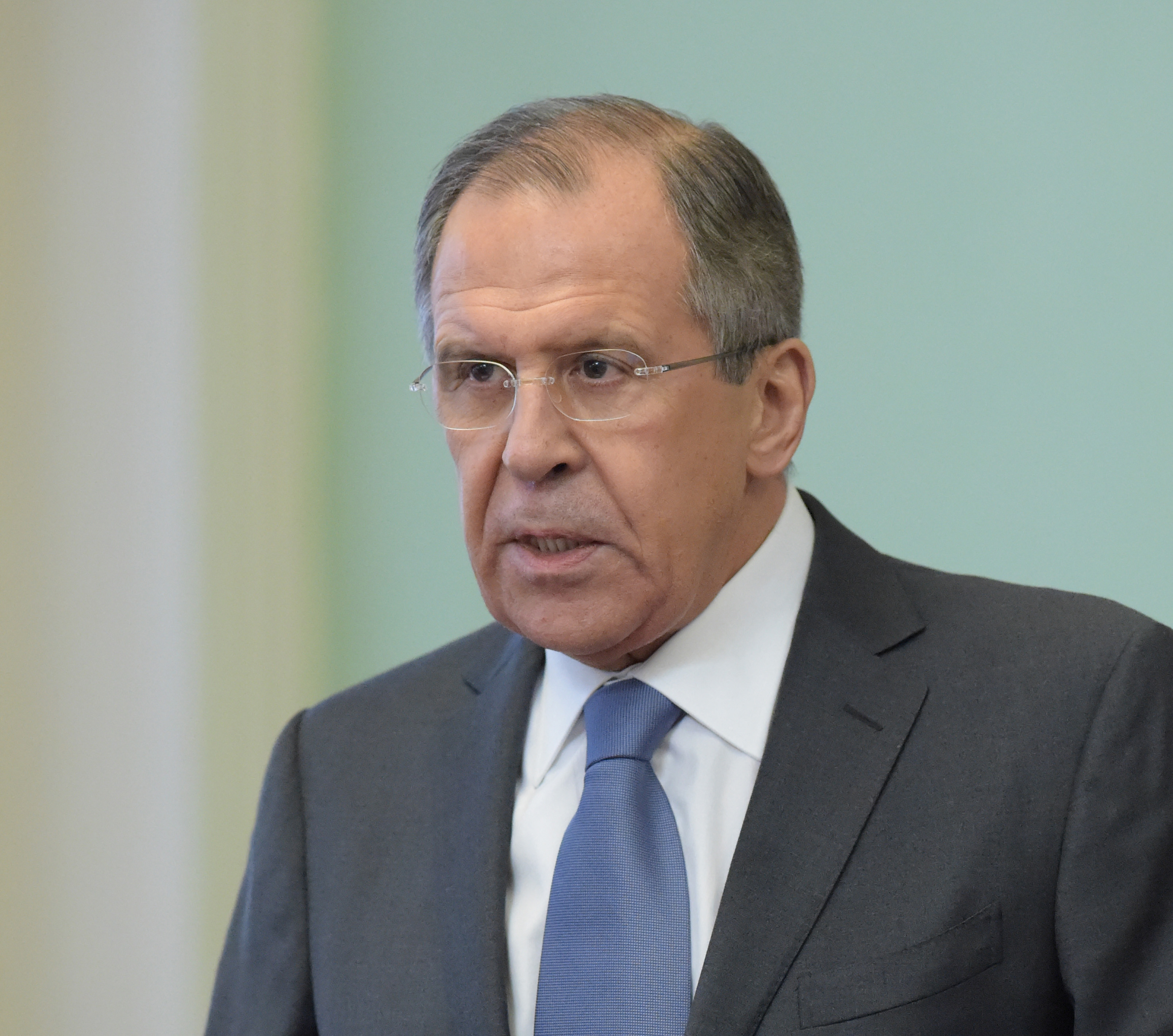
Sergueï Lavrov, chef de la Diplomatie russe

Un an plus tard, en février 2023, alors que la guerre en Ukraine se poursuit dans l'est du pays, le chef de la diplomatie russe Sergueï Lavrov se rend à Bagdad à la tête d'une délégation incluant des représentants d'entreprises pétrolières et gazières et des investisseurs. Il rencontre son homologue irakien Fouad Hussein, le Premier ministre Mohamed Chia al-Soudani, le président Abdel Latif Rachid, et le chef du Parlement Mohamed al-Halboussi. Le porte-parole de la diplomatie irakienne Ahmed al-Sahhaf déclare que son pays est favorable à « tout processus de dialogue permettant de désamorcer cette escalade et d'alléger les crises [... ] particulièrement dans les secteurs de la sécurité alimentaire et l'énergie », alors la guerre en Ukraine a entraîné une flambée des prix du blé sur les marchés internationaux.

### Relations avec l'Ukraine
Jusqu'en 1991, l'Ukraine fait partie de l'Union soviétique, et sa politique étrangère vis-à-vis de l'Irak est alignée sur celle de Moscou. Depuis l'indépendance de l'Ukraine, les liens qu'entretient Bagdad et Kiev sont essentiellement d’ordre culturel et éducatif, de nombreux Irakiens étant allés étudier en Ukraine, principalement la médecine. Cependant, les troupes ukrainiennes font partie de coalition qui envahit l’Irak aux côtés des États-Unis entre 2003 et 2005. À noter qu’étonnamment, la décision de prendre part à la guerre d'Irak est celle d'un président pro-russe Leonid Koutchma, tandis que celle de retirer les troupes ukrainiennes d'Irak a été prise par le président pro-occidental Viktor Iouchtchenko.

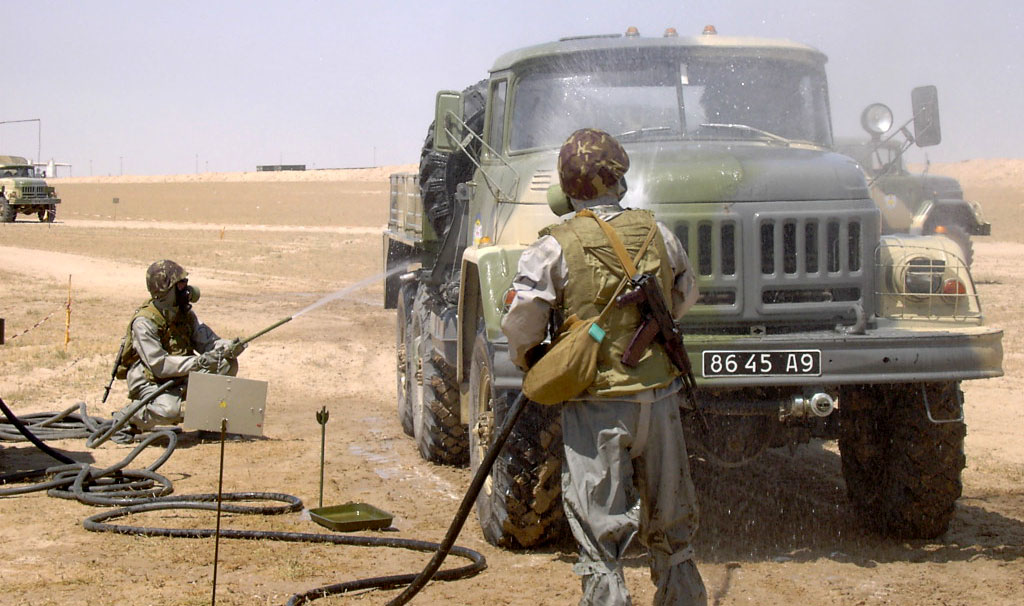
Membres du 19e bataillon NRBC ukrainien au Koweït en août 2003.

En avril 2023, les chefs d'État irakiens et ukrainiens Mohammed al-Soudan et Volodymyr Zelensky s'entretiennent par téléphone, alors que l'Ukraine est depuis plus d'un an en guerre contre la Russie dans laquelle Bagdad, qui entretient de bonne relations avec Kiev et avec Moscou, préfère rester neutre. Le Premier ministre irakien fait part à son interlocuteur ukrainien de son soutien dans la recherche d'une solution pacifique au conflit dans un contexte où Bagdad s'est illustré avec succès par sa médiation entre l'Arabie saoudite et l'Iran. La semaine suivante, le Chef de la Diplomatie ukrainienne Dmytro Kuleba se rend à Bagdad, marquant la première visite du ministre ukrainien des Affaires étrangères en Irak depuis 2012. Il y rencontre le Mohammed al-Soudani ainsi que son homologue Fouad Hussein qu'il remercie pour leur solidarité avec l'Ukraine en guerre, et avec qui il évoque les relations futures entre l'Ukraine et l'Irak.

### Relations avec la France
Les frontières de l'Irak et de la Syrie sont issues des accords Sykes-Picot de 1916, noms des diplomates britanniques et français se partageant les territoires arabes de l'Empire ottoman lors de sa chute. Tandis que l'Irak devient un protectorat britannique à la suite de la victoire des Alliés à la campagne de Mésopotamie, la France reçoit un mandat de la Société des Nations pour administrer la Syrie et le Liban.

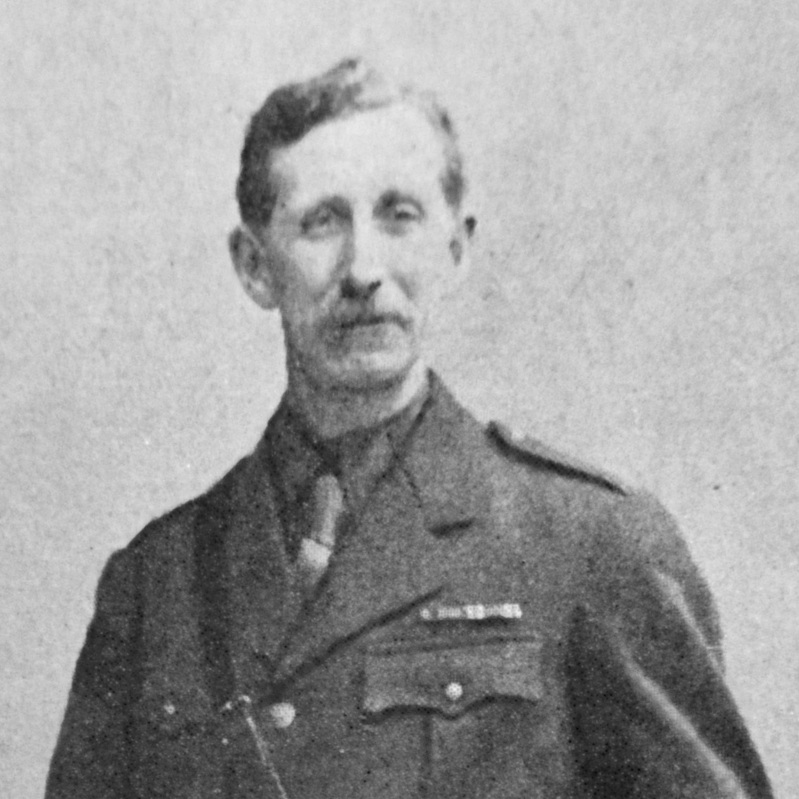
Le diplomate français François Georges-Picot, cosignataire des accords Sykes-Picot qui tracent les frontières de l'Irak et la Syrie en 1916.

Après la Seconde Guerre mondiale, l'Irak, solidaire de l'Algérie en guerre d'indépendance contre la France (entre 1954 et 1962) rompt ses relations diplomatiques avec la France en 1956, jusqu'aux accords d'Évian qui officialisant l'indépendance de l'Algérie en 1962. Mais entre-temps, la révolution irakienne de 1958, qui a lieu le 14 juillet comme la Révolution française de 1789, crée une sympathie du nouveau pouvoir irakien à l'égard de la France, celui-ci étant inspiré par les idéaux républicains, et se rappelle que la France s'était opposée au Pacte de Bagdad en 1955. Ainsi le 14 juillet 1958, les généraux putschistes alternent sur « Radio Bagdad », la diffusion de champs arabes avec La Marseillaise, faisant la distinction avec la France coloniale contre laquelle il fallait lutter, et la France des « Droits de l'homme », source d'inspiration.
Dans les années 1960, à la suite du rétablissement des relations diplomatiques franco-irakiennes, la sympathie des autorités irakiennes pour la France crée les conditions favorables à un rapprochement, tandis que le général de Gaulle réoriente sa politique étrangère en faveur des pays arabes, au détriment d'Israël qu'il considère comme l'agresseur dans la guerre des Six Jours. Ainsi, sa conférence de presse du 27 novembre 1967 reste célèbre pour sa condamnation de l'ambition « ardente et conquérante » de l'État hébreu dont il se justifie par la suite en disant : « Les juifs n'avaient qu'à ne pas tirer les premiers ! Le fait d'aimer ou de ne pas aimer le monde arabe n'a rien à voir dans l'affaire : ce monde arabe existe, et il est présent sur un territoire qui s'étend du Pakistan jusqu'à l'Atlantique. ».
L'année suivante, quand le parti Baas prend le pouvoir, Saddam Hussein noue de bonnes relations personnelles plusieurs chefs d'État français, particulièrement Valéry Giscard d'Estaing (neveu de François Georges-Picot), Président de 1974 à 1981 et son Premier ministre Jacques Chirac.

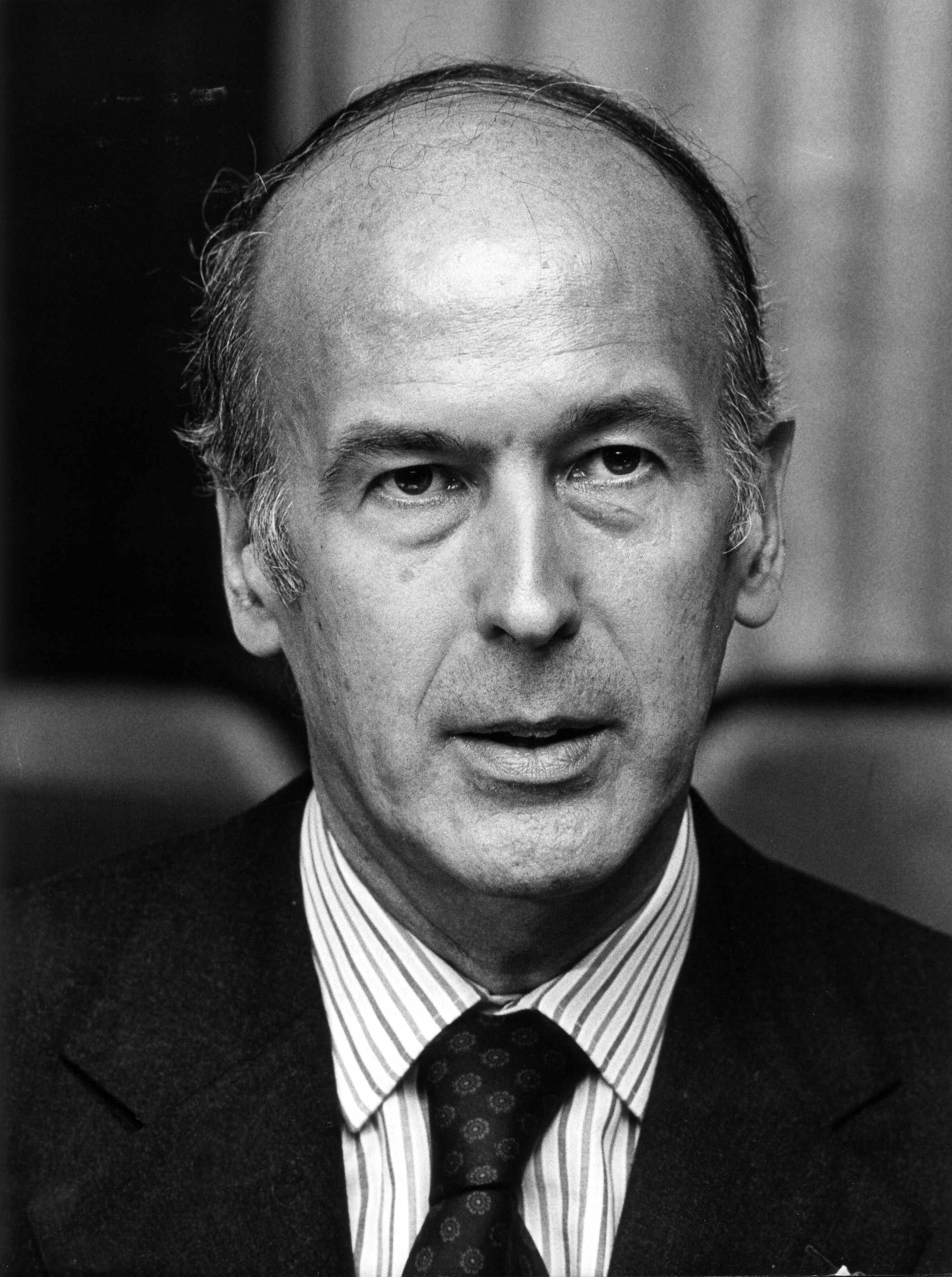
Valéry Giscard d'Estaing (ici en 1975), neveu du diplomate François Georges-Picot, président français de 1974 à 1981, et personnalité clé des relations franco-irakiennes.

L'Irak offrait alors pour Paris tous les avantages pour figurer au premier rang de ses partenaires arabes : un pays riche, un marché intéressant par l'importance de sa population et par ses grands projets de développement civils et militaires, non dominé par les États-Unis à la différence des autres pays du Golfe, et dont le régime cherchait à sortir de sa relation bilatérale avec l'Union soviétique.
En 1975, à la suite d'une visite de Saddam Hussein en France, un accord est signé sur la fourniture par la France d'un réacteur nucléaire de recherche, Osirak (détruit en 1981 par l'armée de l'air israélienne). En septembre 1976, la France accepte de fournir entre 60 et 80 Mirages, puis 200 tanks AMX30 l'année suivante. À la fin des années 1970 la France était le second partenaire commercial le plus important de l'Irak après l'Union soviétique en tant que fournisseur d'équipements civils et militaires. La France pouvait justifier cette relation avec un gouvernement autocratique en se prévalant d'extraire l'Irak de l'emprise soviétique.
Après l'élection de François Mitterrand en mai 1981, les socialistes annoncent leur décision de maintenir les engagements militaires à l'égard de l'Irak. Plusieurs armes sont livrées par la France à l'Irak pendant la guerre contre l'Iran (notamment cinq Super Étendard en 1983), tandis que l'association « Amitiés franco-irakiennes » est créée en 1985 par Jean-Pierre Chevènement. C'est aussi à cette époque que le futur Premier ministre irakien Adel Abdel-Mehdi (en poste de 2018 à 2020), alors opposant à Saddam Hussein, passe une grande partie de sa vie en France où il fait ses études à l'université de Poitiers et a quatre enfants, tous citoyens français. À la fin de la guerre Iran-Irak en 1988, l'Irak redevient, nonobstant sa lourde dette vis-à-vis de Paris, un marché intéressant dans lequel la France comptait jouir d'un traitement privilégié en signe de reconnaissance pour son soutien pendant la guerre.

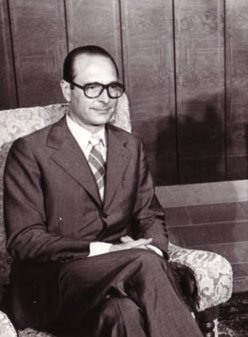
Jacques Chirac, ancien Premier ministre (ici en 1975) et président français (1995-2007), personnalité clé des relations franco-irakiennes.

La France rompt officiellement ses relations diplomatiques avec l'Irak à la suite de l'invasion du Koweït en 1990, mais officieusement, des envoyés français présents à Bagdad essaient de négocier une solution à la crise. Lorsque les États-Unis lancent l'opération Tempête du désert, Jean-Pierre Chevènement, devenu ministre de la Défense en 1988, démissionne de son poste en protestation contre la participation de la France à la coalition contre l'Irak.
Après la défaite de l'Irak à la guerre du Golfe, la France reste l'un des rares pays occidentaux favorables à l'Irak, bien qu'ayant participé aux bombardements contre l'armée irakienne en 1991. En 1995, Jaques Chirac personnalité clé des relations bilatérales franco-irakiennes après avoir été ministre dans les gouvernements de Valéry Giscard d'Estaing et François Mitterrand, est élu président de la République française. Après son arrivée à l'Élysée, Saddam Hussein le désigne comme un « ami de 20 ans » et rappelle leur « action commune que nous pour l'édification de relations spéciales entre l'Irak et la France ».
En 2003, la France s'oppose à l'intervention militaire des États-Unis en Irak. Jacques Chirac, alors au début de son deuxième mandat de président, déclare : « L'Irak ne représente pas aujourd'hui une menace immédiate telle qu'elle justifie une guerre immédiate ». En février 2003, le ministre des Affaires étrangères Dominique de Villepin prononce un discours resté célèbre devant le Conseil de sécurité des Nations unies, au cours duquel il déclare : « un usage de la force serait si lourd de conséquences pour les hommes, pour la région et pour la stabilité internationale qu'il ne saurait être envisagé qu'en dernière extrémité ». La France fait même preuve d'une audace singulière en s'opposant, au Conseil de sécurité de l'ONU, au projet d’invasion américaine de l'Irak.
En septembre 2003, six mois après le début de la guerre d'Irak, le président français Jacques Chirac prend à son tour la parole devant l’Assemblée générale des Nations unies, et dénonce une guerre « engagée sans l’autorisation du Conseil de sécurité » et ayant « ébranlé le système multilatéral ». Les diplomaties françaises et américaines se rapprochent néanmoins les années suivantes sur un autre dossier du Moyen-Orient : le retrait des troupes syriennes du Liban.

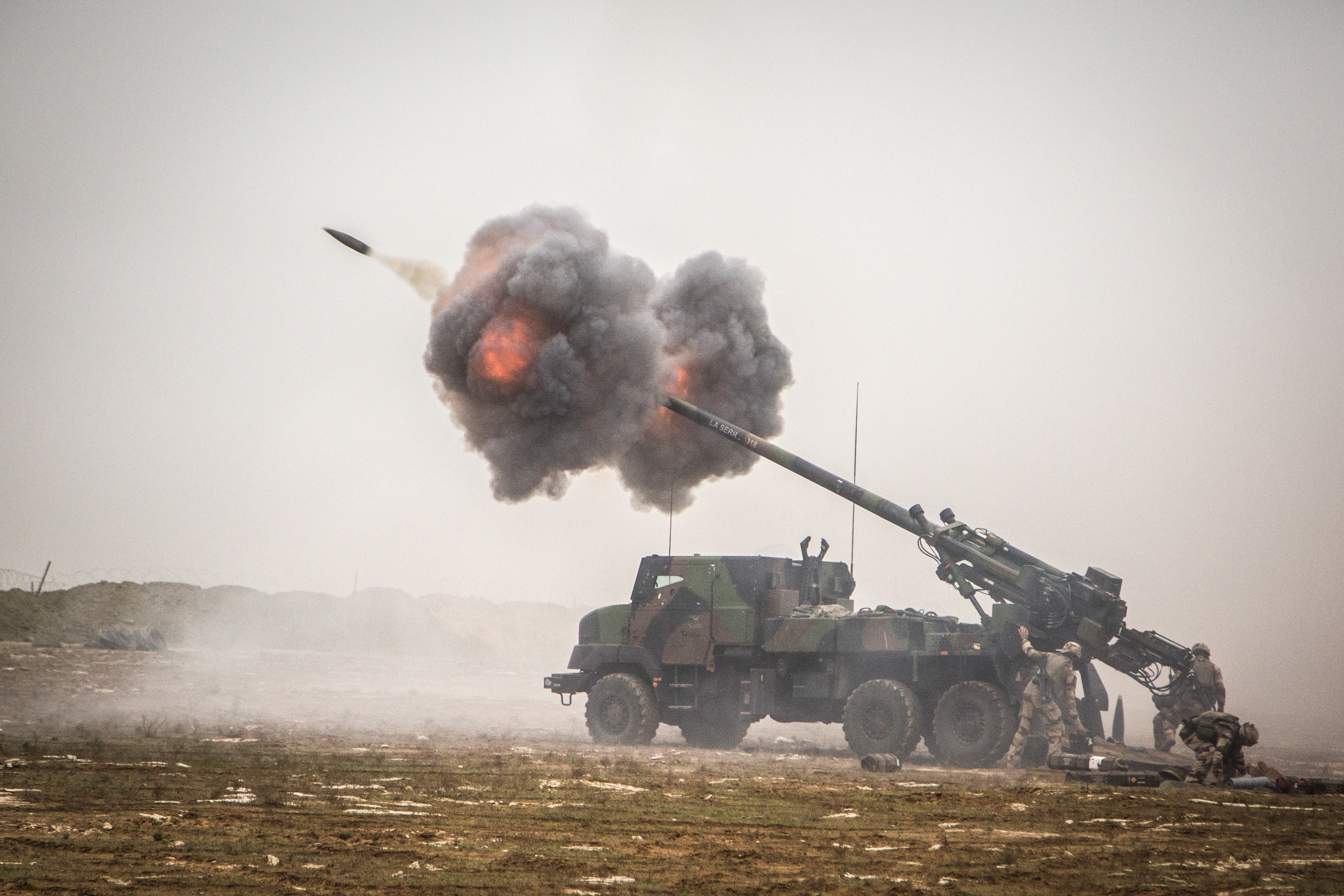
Un canon CAESAR français tire vers la vallée de l'Euphrate en 2018.

À partir de 2014 et de la deuxième guerre civile d'Irak, la France participe activement à la coalition internationale contre l'État islamique, en déclenchant l'opération Chammal en appui à l'armée irakienne. Environ 3 200 hommes ainsi que plusieurs dizaines d'avions de combat, Rafale, Mirage 2000D, Super-Étendard, ainsi que le porte-avion Charles de Gaulle et d'autres frégates sont mobilisés dans cette opération extérieure. Un appui est également apporté par l'armée de terre française, notamment des forces spéciales et des canons CAESAR, pendant la bataille de Mossoul en 2016-2017,.
En septembre 2020, le président français Emmanuel Macron se rend en Irak et rencontre son homologue, le président irakien Barham Saleh et son Premier ministre Moustafa al-Kazimi. Les deux chefs d'État évoquent leur coopération sécuritaire contre l'État islamique, et un nouveau projet de construction de centrale nucléaire sous le contrôle de l'Agence internationale de l'énergie atomique, avec de nombreux emplois à la clé.

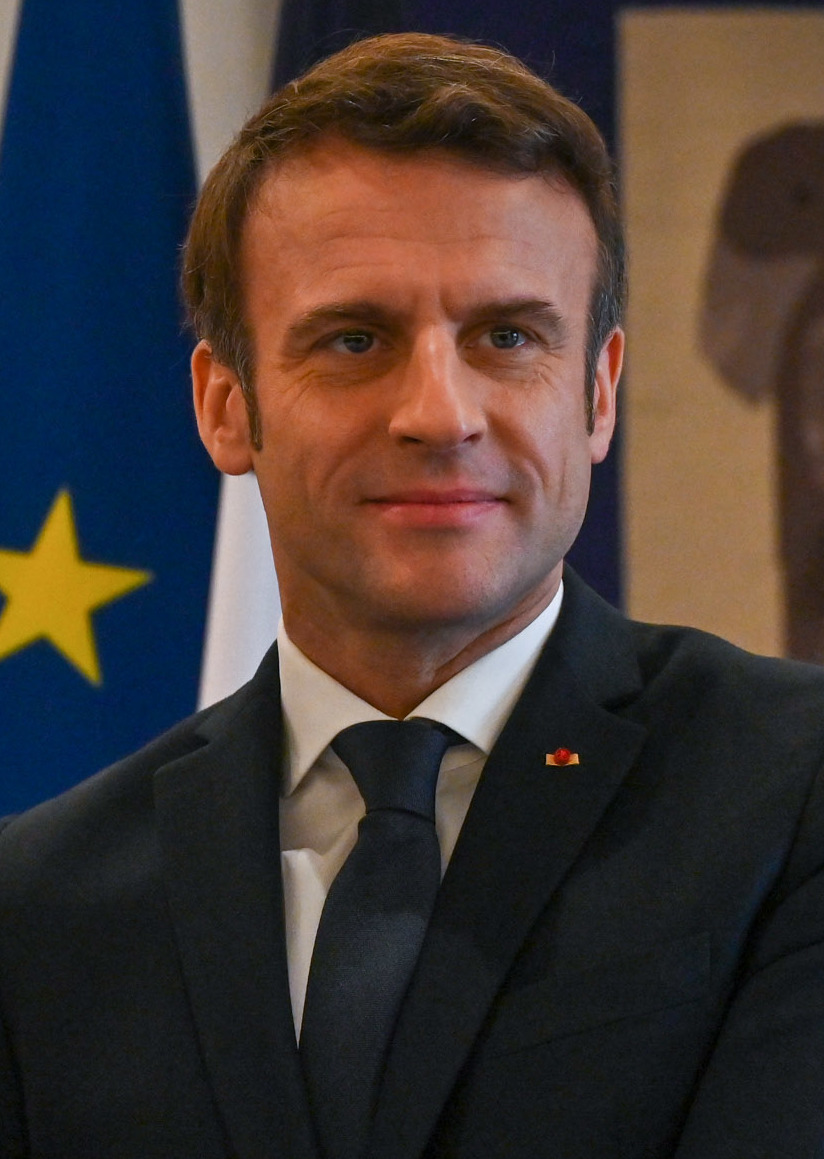
Emmanuel Marcon, président français depuis 2017, soutien clé diplomatique, économique et militaire de l'Irak post-Saddam Hussein

En août 2021, Emmanuel Macron se rend de nouveau en Irak pour participer à un sommet régional à Bagdad consacré à la lutte contre le terrorisme à la suite de la prise de Kaboul par les Talibans. À noter que la France est le seul pays extérieur au Moyen-Orient à participer à ce sommet. Le président français promet que l'armée française restera et continuera de soutenir les forces de sécurité irakiennes. Le soir du sommet, celui-ci se rend dans le sanctuaire chiite de Kadhimiya, en compagnie du Premier ministre irakien, Moustafa al-Kazimi. Le lendemain, le chef d'État français se rend à Mossoul dans une église et sur le site d'une mosquée détruite lors de la reprise de la ville au groupe État islamique en 2017, en témoignage de « respect envers toutes les communautés irakiennes. ». Lors d'une allocution à l'église Notre-Dame de l'Heure, Emmanuel Macron exhorte les Irakiens, éprouvés par 40 ans de conflits et une crise sociale, à « travailler ensemble », avant de se rendre à Erbil ou il rencontre les dirigeants du Kurdistah irakien.
Un an plus tard, en mai 2022, Catherine Colonna, la nouvelle cheffe de la diplomatie française nommée par Emmanuel Macron après sa réelection un mois plus tôt, reçoit à Paris le ministre irakien du Pétrole Ihsan Ismail en quête d'investissements nouveaux dans le secteur énergétique de son pays. Ihsan Ismail a également des entretiens avec des responsables du syndicat patronal français Medef et avec le PDG du groupe français TotalEnergies Patrick Pouyanné, tout en marquant avec Catherine Colonna la volonté des deux pays de « consolider leur relation ». De son côté, Emmanuel Macron s'entretient par téléphone avec l'ancien Président du Kurdistan d'Irak Massoud Barzani, et évoque avec lui la « situation politique en Irak et au Kurdistan irakien » au moment où l'armée turque lance une nouvelle opération militaire dans la région autonome.
En décembre 2022, Emmanuel Macron se rend en Jordanie pour un nouveau sommet international dédié au soutien à l'Irak. Il y réaffirme : « l'attachement de la France à travers son histoire, son action diplomatique pour la stabilité de la région pour qu'il y ait une voie qui ne soit pas celle d'une forme d'hégémonie, d'impérialisme, de modèle qui serait dicté de l'extérieur ».
La mois suivant, le Premier ministre irakien Mohamed Chia al-Soudani se rend à Paris sur invitation officielle du Président Emmanuel Macron, pour renforcer les relations entre « deux pays amis ». Leur rencontre est axée sur des questions d'énergie et de sécurité, notamment les exploitations pétrolière et le réseau électrique irakien, ainsi le commerce des armes, l'Irak disposant depuis l'ère de Saddam Hussein d'un arsenal militaire assez largement français ainsi qu'une armée formée et expérimentée sur son utilisation. L'entretien des deux chefs d'État lors d'un dîner à au palais de l'Élysée aboutit à la signature d'un « traité de partenariat stratégique » sur lequel la France s'engage notamment à « prolonger les facilités de crédit export remboursables d'un montant d'un milliard d'euros, pour soutenir les entreprises françaises opérant en Irak ». Mohamed Chia al-Soudani salue des relations franco-irakiennes engagées dans « une voie stratégique grâce à la signature d'un accord de partenariat stratégique », tandis que le site internet du Quai d’Orsay décrit les relations franco-irakiennes comme « particulièrement dynamiques ». Le Premier ministre irakien rencontre également lors de cette visite à Paris des représentants des groupes Thales, Dassault, et Airbus, pour discuter d'une potentielle acquisition irakienne de radars, de Rafale ou d'Eurocopter.
Fin mars, dans la continuité de la visite officielle en France du Premier ministre irakien, ce dernier échange au téléphone avec Emmanuel Macron qui lui réaffirme le soutien de la France à la stabilité et à la souveraineté de l'Irak. Un mois plus tard, la France ouvre un bureau de visas à Mossoul pour faciliter les demandes des habitants souhaitant voyager, en particulier les étudiants, les académiciens, les hommes d'affaires et les touristes. En juillet 2023, le ministre des Armées français Sébastien Lecornu se rend en Irak pour rencontrer les soldats français qui y sont déployés. Il s'entretient à Bagdad avec son homologue, le ministre irakien de la Défense, Thabet al-Abbassi, ainsi qu'avec le Premier ministre irakien, Mohamed Chia al-Soudani, pour évoquer le suite de l'appui militaire et matériel de la France à l'armée irakienne. En août, après la mort d'un soldat français engagé en Irak aux côtés des forces gouvernementales contre le groupe État islamique, Emmanuel Macron s'entretient par téléphone avec Mohamed Chia al-Soudani, et lui redit sa détermination à combattre le groupe jihadiste. Le Premier ministre irakien le remercie et rend hommage aux militaires français morts en opération en Irak, dont environ 600 sont alors encore déployés dans le pays.

### Relations avec l'Allemagne
Dans la première moitié du XXe siècle, l'Irak connait deux brefs rapprochements avec l'Allemagne : en 1914, lorsque l'Empire ottoman auquel l'Irak est encore intégrée signe avec l'Allemagne l'alliance germano-ottomane, puis en 1941 lorsque le Premier ministre Rachid Ali al-Gillani tente d'introduire l'Irak dans le camp l'Allemagne nazie. Durant la période de l'entre-deux guerres, les chancelleries et les consulats allemands installés dans les pays arabes comprennent tôt l’attachement des peuples arabes à l’indépendance, ce pour quoi la propagande nazie s’ingénie à fabriquer l’image d’une Allemagne sympathique et bienveillante à l’égard des peuples arabes. L'Allemagne n'a pourtant pas d'ambition politique du Moyen-Orient, et tente essentiellement d'y étendre son influence pour mettre la pression sur le Royaume-Uni. Mais ces deux rapprochement germano-irakiens pendant la Première et le Seconde Guerre mondiale sont suivis par des interventions militaires britanniques (campagne de Mésopotamie et guerre anglo-irakienne), qui ramènent l'Irak dans leur sphère d'influence. L'Allemagne qui vient de prendre le contrôle de la Syrie française via le gouvernement de Vichy qui lui est favorable (instauré à la suite de la défaire de la France en 1940) tente d'intervenir en 1941, mais la luftwaffe arrive trop tard pour empêcher les Britanniques de débarquer.
Pendant la guerre froide, l'Allemagne est divisée en deux zones indépendantes, la République fédérale d'Allemagne pro-occidentale et la République démocratique allemande pro-soviétique, dont chacune aligne sa politique étrangère au bloc dans lequel elle est intégrée.
Pendant la guerre du Golfe qui a lieu la même année que la Réunification allemande, l'Allemagne ne participe pas aux opérations militaires de la coalition, mais lui apporte un soutien matériel et financer. En 2003, l'Allemagne fait partie avec la France et la Russie de l'« Axe de la paix », opposé à une intervention armée contre l'Irak tant que tous les moyens pacifiques pour négocier Saddam Hussein n'ont pas été exploités.
En 2015, pendant la seconde guerre civile irakienne, l'Allemagne participe à la coalition internationale contre l'État islamique en déployant 1 200 soldats, six avions Tornado et une frégate, mais ses forces aériennes ne procèdent à aucun bombardement et se cantonnent à des missions de reconnaissance. En octobre 2017, c'est en Allemagne où il était hospitalisé, que décède l'ancien Président irakien Jalal Talabani au pouvoir de 2005 et 2014.
En janvier 2023, le Premier ministre irakien Mohamed Chia al-Soudani se rend à Berlin où il est reçu par le chancelier allemand Olaf Scholz. Leur entretien est axé un accord énergétique avec la compagnie allemande Siemens Energy pour améliorer le secteur électrique irakien dans le domaine de la production, du transport et de la distribution, notamment grâce à la valorisation du gaz actuellement torché dans les exploitations pétrolières en Irak. Le mois suivant, Mohamed Chia al-Soudani retourne en Allemagne pour participer à la Conférence de Munich sur la sécurité.

### Relations avec l'Autriche
En 1991, dans le contexte de la guerre du Golfe, l'Autriche ferme son ambassade en Irak et transfère ses fonctions dans son ambassade de Jordanie, permettant à Vienne de maintenir ses relations avec Bagdad.
En septembre 2023, le ministre autrichien des Affaires étrangères Alexander Schallenberg annonce la réouverture officielle de l'ambassade autrichienne à Bagdad, lors de la cérémonie d'ouverture dans la capitale irakienne. Une dizaine de chefs d'entreprises l'accompagnent, notamment dans les secteurs de l'énergie, de la santé, des télécommunications, mais aussi des infrastructures et des transports, et se déclarent prêts à investir en Irak. Selon la Chambre fédérale d'économie autrichienne, les exportations autrichiennes vers l'Irak se sont élevées à 94,5 millions d'euros en 2022, soit une hausse de 25% sur un an.

### Relations avec l'Espagne
En 2003, à l'instar du Royaume-Uni et de l'Italie, l'Espagne fait partie de l'« Axe de la guerre » accusant l'Irak de détenir des armes de destruction massives, et soutient la coalition internationale envoyant des troupes dans le pays sous le lead des États-Unis. L'Espagne intervient militairement dans la guerre d'Irak entre 2003 et 2004. Les attentats de Madrid du 11 mars 2004 sont revendiqués par Al-Qaïda, qui se justifie entre autres par l'intervention militaire de l'Espagne en Afghanistan et en Irak. En réaction, le gouvernement retire aussitôt retiré ses troupes de l'Irak.
Dix ans plus tard, l'Espagne participe à la guerre contre l'État islamique en envoyant 300 instructeurs militaires en Irak à partir d'octobre 2014.
En décembre 2023, le Premier ministre espagnol Pedro Sánchez se rend à Bagdad où il rencontre son homologue irakien Mohamed Chia al-Soudani, ainsi que les 3000 soldats espagnols déployés dans ce pays. Outre la sécurité, la visite de Pedro Sánchez en Irak, accompagné d'une délégation de chefs d'entreprises, est axée sur les relations économiques et les échanges commerciaux entre les deux pays.

### Relations avec l'Italie
En 2003, à l'instar du Royaume-Uni et de l'Espagne, l'Italie fait partie de l'« Axe de la guerre » accusant l'Irak de détenir des armes de destruction massives, et soutient la coalition internationale envoyant des troupes dans le pays sous le lead des États-Unis.
En 2014, l'Italie intervient de nouveau en Irak sous le lead des États-Unis, cette fois en appui au gouvernement irakien, et envoie un millier de soldats italiens pour lutter contre l'État islamique. En décembre 2022, la cheffe d'État italienne Giorgia Meloni se rend à Bagdad pour sa première visite bilatérale hors d’Europe après son élection pour y rencontrer les troupes italiennes qui y sont engagées, à l’occasion des fêtes de Noël. Elle y est reçue par le son homologue irakien Mohammed Chia al-Soudani, qui lui fait part de sa volonté de développer la coopération économique entre leurs deux pays dans tous les domaines, notamment l’agriculture, l’eau et la santé.

### Relations avec le Vatican
Jusqu'en 2003, l'Irak, pays à majorité musulmane chiite, comptait un million et demi de chrétiens. En décembre 1999, le pape Jean-Paul II envisage un voyage dans le sud de l'Irak, mais Saddam Hussein s'y oppose,.
En octobre 2019, pendant les manifestations anti-gouvernementales qui secouent l'Irak, le pape François exhorte le gouvernement irakien à cesser de réprimer ses jeunes en demande de justice. L'Église catholique chaldéenne se range aux côtés des manifestants, par la voix du patriarche Louis-Raphaël Sako, dont la position est implicitement avalisée par le pape François, lorsqu'il le nomme cardinal de l'Église romaine.
En janvier 2020, le pape François reçoit au Vatican le président irakien Barham Salih, avant d'annoncer un an plus tard, son intention de se rendre en Irak en mars 2021. Cette première visite historique pour un souverain pontife est accueillie avec enthousiasme par le ministère irakien des Affaires étrangères Fouad Hussein qui évoque un « message de paix pour l'Irak et pour toute la région ».

Le 5 mars, le pape François atterrit à Bagdad, marquant la première visite d'un souverain pontife en Irak, mais aussi son premier voyage international depuis quinze mois en raison de la pandémie du Covid-19. À son arrivée, il prononce un discours au Palais présidentiel, dans lequel il appelle les dirigeants à défendre une société apaisée et à une coexistence pacifique dans un pays rongé par les divisions ethniques et religieuse

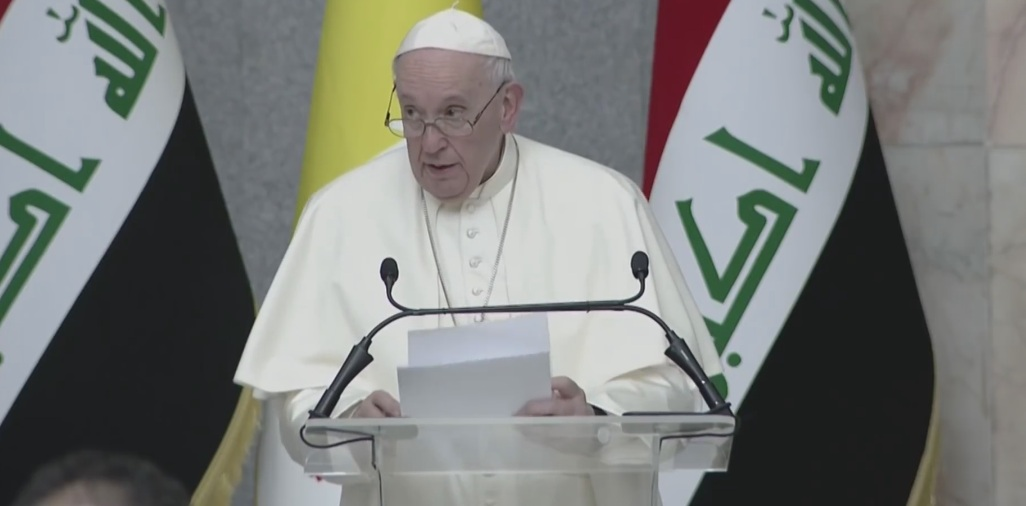
Discours du pape François au Palais présidentiel de Bagdad le 5 mars 2021.

Il célèbre une première messe à la Cathédrale Notre-Dame-de-l'Intercession de Bagdad, où il rend hommage aux chrétiens et aux yazidis persécutés, ainsi qu'aux victimes de l'attentat islamiste qui a touché cette cathédrale en octobre 2010. Le pape rappelle la présence très ancienne des chrétiens d'Irak où est né selon la tradition Abraham, les appelant à rester en Irak en plaidant pour « leur participation à la vie publique comme citoyens jouissant pleinement de droits, de liberté et de responsabilité ». Le même jour, le pape rencontre le président Barham Saleh, qui salue un invité apprécié des Irakiens, et déclare « On ne peut imaginer un Moyen-Orient sans chrétiens ».
Le lendemain, le pape se rend dans la ville sainte de Najaf, où il s'entretient avec l'ayatollah chiite Ali Sistani, qui lui fait part de « l'attention qu'il porte au fait que les citoyens chrétiens vivent comme tous les Irakiens en paix et en sécurité, forts de tous leurs droits constitutionnels ».
Après cette rencontre, le pape se rend à Ur, ville natale d'Abraham, pour prier avec des dignitaires yazidis, mais aussi sabéens ou zoroastriens, ainsi que musulmans, chiites et sunnites. Tout en rendant à nouveau hommage aux victimes irakiennes de l'État islamique, celui-ci plaide pour la nécessité de « cheminer du conflit à l'unité dans tout le Moyen-Orient et en particulier en Syrie, martyrisée ».

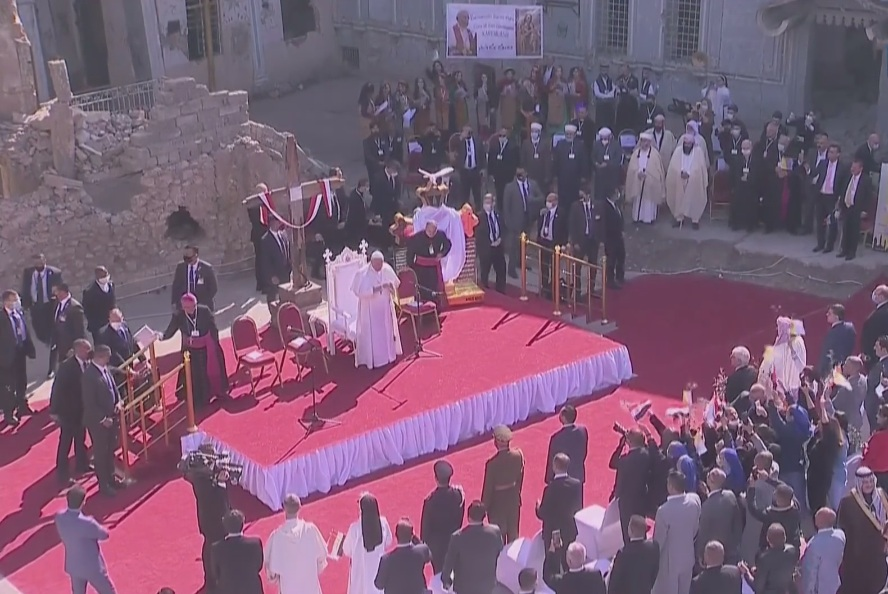
Messe du pape François dans les rues de Mossoul le 7 mars 2021.

Dimanche 7 mars, le pape se rend à Mossoul, ancienne « capitale » de l'État islamique en Irak où il prie sur une estrade construite au milieu des ruines pour les victimes de la guerre, puis célèbre une messe dans l'église tout juste restaurée de la ville chrétienne voisine de Qaraqosh (à mi-chemin entre Mossoul et Erbil), où le souverain pontife appelle la foule à « reconstruire » et à « ne pas se décourager ». Il conclut sa visite en Irak le même jour avec une messe sur la pelouse du stade Franso Hariri (nom d'un politicien chrétien assassiné), d'Erbil capitale du Kurdistan irakien en présence de milliers de fidèles, appelant les chrétiens encore dans le pays à ne pas se décourager. Le pape y déclare également « L'Irak restera toujours avec moi ».
L'ambassadeur du Vatican à Bagdad est le diplomate italien et nonce apostolique (en) Mitja Leskovar.
En novembre 2021, deux jours après une tentative d'attentat par drone contre le Premier ministre irakien Moustafa al-Kazimi, le pape condamne dans un communiqué du Saint-Siège un « acte de terrorisme odieux » et « prie pour que le peuple irakien reçoive sagesse et force pour continuer sur le chemin de la paix, à travers le dialogue et la solidarité fraternelle ».

### Relations avec la Suède
La Suède n'intervient dans aucune des guerres menées par l'Irak (ou en Irak) entre 1980 et 2003, à l'exception d'un soutien humanitaire limité, mais apporte une aide militaire au gouvernement irakien dans sa guerre contre l'État islamique en 2015. Des instructeurs militaires suédois sont envoyés en Irak pour former les troupes irakiennes, tandis que la Suède accueille un grand nombre de réfugiés irakiens, faisant des Irakiens la deuxième population d'origine étrangère la plus importante en Suède, avec près de 150 000 citoyens en 2022.
En juillet 2023, un réfugié irakien en Suède dégrade publiquement un Coran devant l'ambassade d'Irak à Stockholm, provoquant d'importantes manifestations en Irak, les protestataires reprochant aux autorités suédoises d'avoir autorisé le geste de ce réfugié irakien. Celles-ci dégénèrent lorsque des partisans du clerc chiite Moqtada al-Sadr incendient un bâtiment de l'ambassade de Suède à Bagdad, mais cette attaque est condamnée autant par les autorités suédoises que par leurs homologues irakiennes, qui annoncent traduire en justice les auteurs de cet incendie. La Suède convoque néanmoins le chargé d'affaires irakien pour lui faire part de ses protestations, tandis que l'Irak a ordonné jeudi l'expulsion de l'ambassadrice suédoise à Bagdad. Mais cette crise diplomatique est jugé sans gravité par le chercheur Massaab el-Aloosy, qui considère que les mesures de rétorsion irakiennes sont davantage des mesures de politique intérieure destinées à calmer la colère de la population, que des mesures de politique étrangère. Quant au réfugié irakien auteur de cet « autodafé », il pourrait avoir fait ce geste par opportunisme, dans le but de se mettre volontairement en danger s'il était renvoyé en Irak, et ainsi obtenir l'acceptation de sa demande de résidence permanente en Suède. En outre, les échanges commerciaux entre l’Irak et la Suède sont limités, de sorte qu’il n’y aura pas de conséquences sur le plan économique comme des risques de boycott.
En juillet 2024, trois Suédois résidant en Irak sont condamnés à mort par un tribunal irakien, accusés d'avoir participé à une fusillade. En réaction, Stockholm convoque le chargé d'affaires irakien pour lui faire part de son opposition à ces décisions et pour exiger que ces peines ne soient pas exécutées.

## Relations avec le continent africain

### Relations avec l'Égypte
L'Irak et l'Égypte sont tous deux membres et cofondateurs de la Ligue arabe, et de l'Organisation de la coopération islamique. Ces deux pays ont été les principaux acteurs arabes à la guerre israélo-arabe de 1948-1949, tandis que l'Irak a participé aux offensives égyptiennes de 1967 et 1973 contre Israël. En février 1958, c'est en réaction à la fusion de l'Égypte et de la Syrie au sein de la République arabe unie une semaine plus tôt, que l'Irak et la Jordanie s'unissent à leur tour dans la Fédération arabe d'Irak et de Jordanie. Le président égyptien Nasser, magnanime, envoie un message de félicitation aux deux souverains ayant unis leurs royaumes, mais la rivalité entre les deux fédérations est flagrante, la première étant panarabe, anti-coloniale et socialiste, la deuxième étant monarchique et pro-occidentale
En juillet 1958, la révolution irakienne qui renverse la monarchie pro-britannique est menée avec le soutien de l'Égypte, qui avait elle-même chassé les Britanniques de son territoire deux ans auparavant. Mais rapidement, des tensions apparaissent dans le nouveau gouvernement irakien, entre les nationalistes favorables à l'indépendance de l'Irak, et les nasseristes favorables à son rattachement à la République arabe unie. En décembre 1958, Abdel Salam Aref (nasseriste) est arrêté et emprisonné sur ordre du Premier ministre, son ancien frère d'armes Abd al-Karim Kassem, provoquant des tensions avec Nasser qui dans le même temps, s'oppose au projet d'annexion du Koweït par l'Irak. Cela n'empêche pas Nasser de condamner en même temps le déploiement de forces britanniques dans le petit Émirat, dont il exige de le retrait et les fait remplacer par une force multinationale arabe.

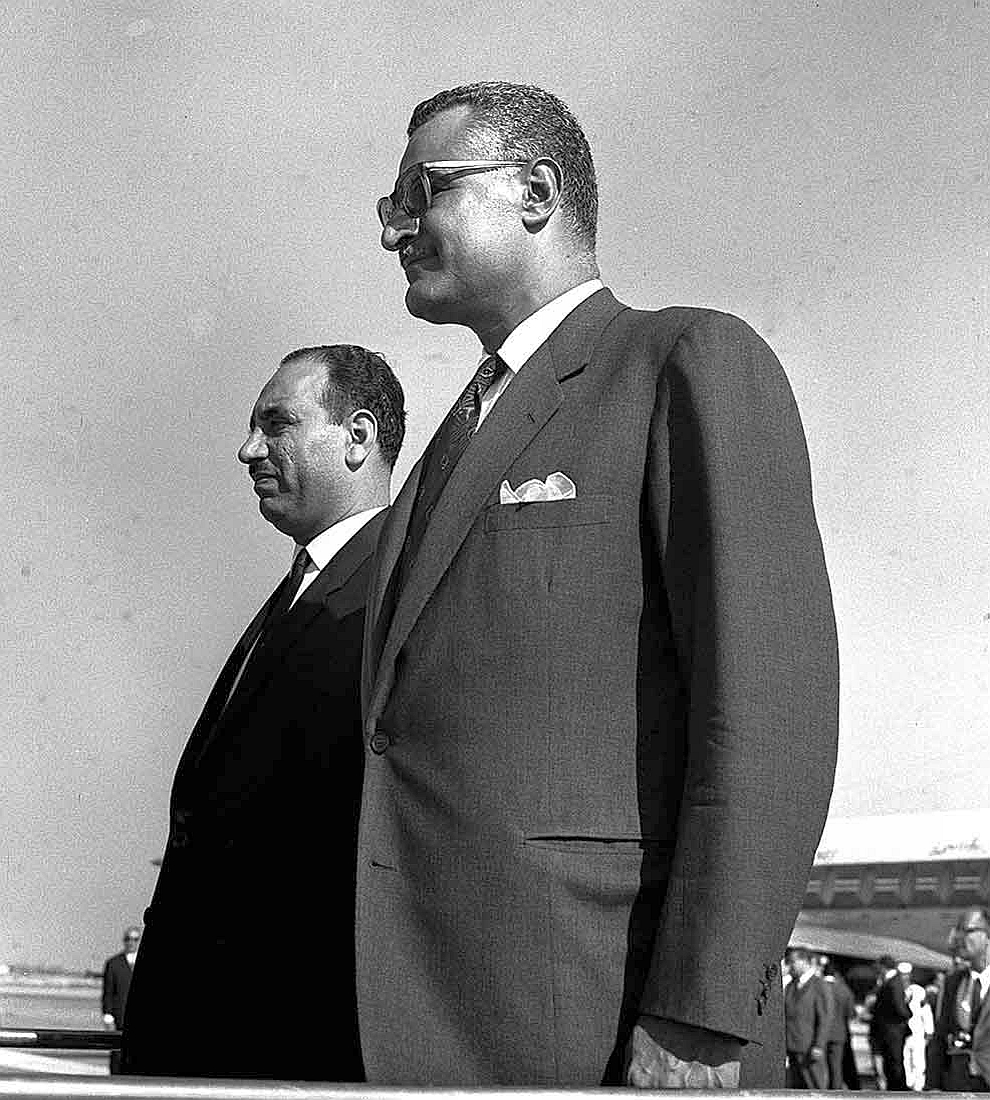
Le président irakien Abdel Salam Aref en compagnie de Gamal Abdel Nasser à Alexandrie en 1963.

En février 1963 le Premier ministre Abd al-Karim Kassem est à son tour renversé et exécuté à la suite d'un coup d'État du parti Baas, qui place son rival Abdel Salam Aref à la présidence de l'Irak. Celui-ci est reçu par Nasser à Alexandrie en août 1963. Mais l'affinité entre les deux chefs d'État ne marque pas longtemps l'histoire commune des deux pays : Abdel Salam Aref décède dans un accident d'hélicoptère en avril 1966 (son frère Abdel Rahmane Aref lui succède, mais ne reste au pouvoir que pendant deux ans), et Gamal Abdel Nasser est emporté par une crise cardiaque en septembre 1970.
L'Irak et l'Égypte rompent leurs relations en décembre 1977, à la suite de l'opposition de l'Irak aux initiatives de paix du président égyptien Anouar Sadate avec Israël. En 1978, Bagdad accueille un sommet de la Ligue arabe qui condamne et met à l'écart l'Égypte pour avoir accepté les accords de Camp David. Cependant, le soutien matériel et diplomatique de l'Égypte à l'Irak dans sa guerre avec l'Iran conduit à des relations plus chaleureuses et à de nombreux contacts entre les hauts fonctionnaires, malgré l'absence continue de représentation au niveau des ambassadeurs.
En janvier 1984, trois ans après l'assassinat d'Anouar Sadate, l'Irak dirige avec succès les efforts arabes au sein de l'Organisation de la coopération islamique pour rétablir l'adhésion de l'Égypte, officialisée en 1989. Cependant, les relations irako-égyptiennes sont à nouveau rompues en 1990 lorsque l'Égypte rejoint la coalition des Nations unies pendant la guerre du Golfe, qui force l'armée irakienne à quitter le Koweït.

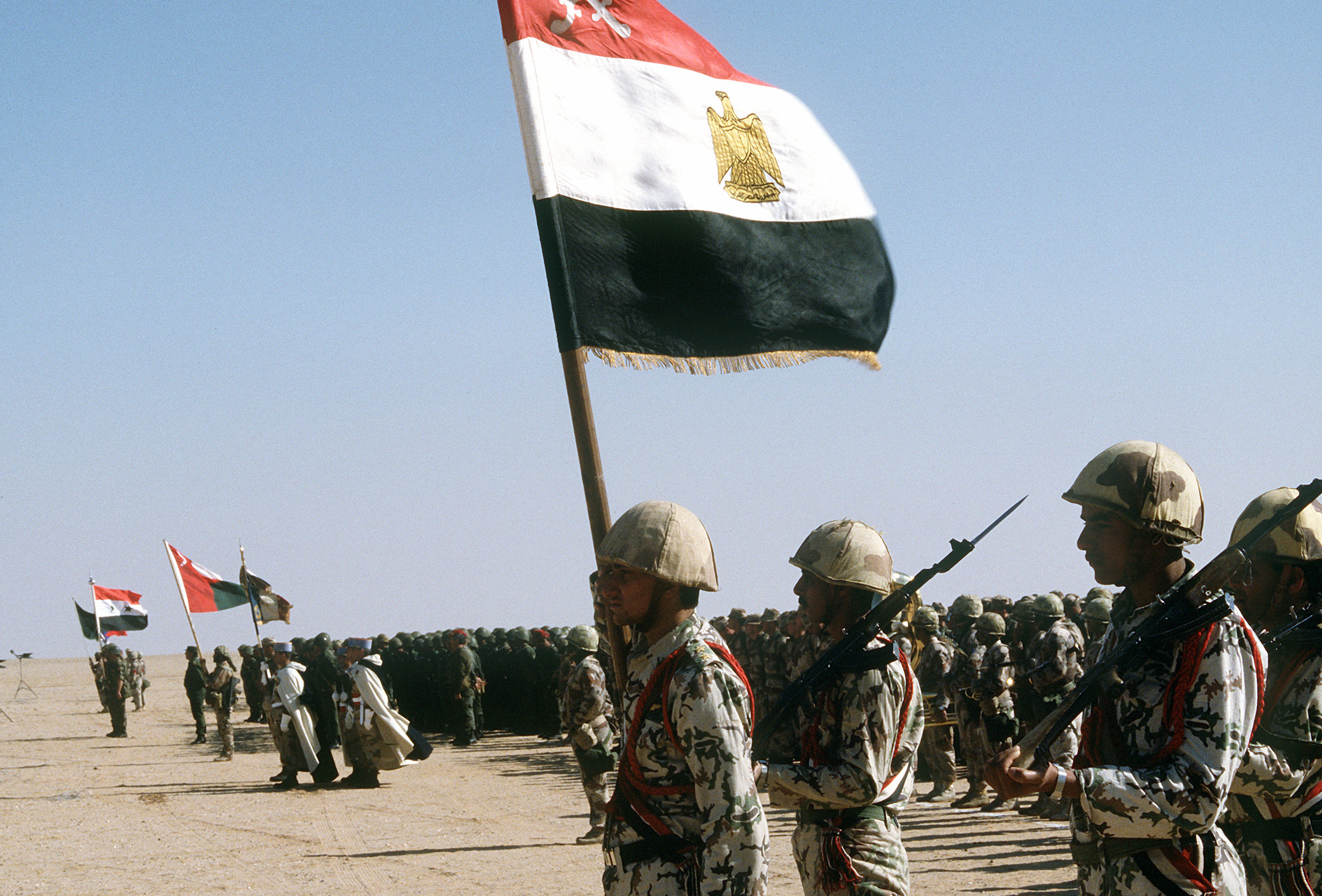
Forces égyptiennes en Irak après la victoire, le 8 mars 1991.

En 2003, le président égyptien Hosni Moubarak soutient l'invasion de l'Irak par les États-Unis, déclenchant d'importants mouvements de protestation et une forte baisse de sa popularité en Égypte. Les relations diplomatiques entre les deux États reprennent après le renversement de Saddam Hussein, et l'Égypte devient l'un des principaux partenaires commerciaux de l'Irak. Mais celles-ci sont à nouveau rompues pendant quatre ans à partir de juillet 2005, à la suite de l'enlèvement et du meurtre à Bagdad du chargé d'affaires égyptien, Ihab al-Charif revendiqué par Al-Qaïda, avant d'être rétablies en juin 2009.
Depuis 2013, l'Égypte et l'Irak sont tous deux engagés dans la lutte contre des insurrections islamistes sur leurs territoires respectifs, et bénéficient chacun d'une aide conséquente des États-Unis pour maintenir la paix et la stabilité sur leur territoire. À noter néanmoins que l'Égypte a rompu ses relations diplomatiques avec les trois principaux voisins frontaliers de l'Irak : l'Iran en 1979, la Syrie en juin 2013, et la Turquie en novembre 2013. En 2016 toutefois, le président égyptien au pouvoir depuis 2014 Abdel Fattah al-Sissi prend le contre-pied de son prédécesseur Mohamed Morsi en déclarant son soutien au président syrien Bachar el-Assad et au Premier ministre irakien Haïder al-Abadi dans leurs luttes contre « le terrorisme et l'islamisme radical ». Les années suivantes, les relations diplomatiques entre Bagdad et Le Caire s'améliorent avec de nombreux hauts fonctionnaires des deux pays effectuant des visites croisées.

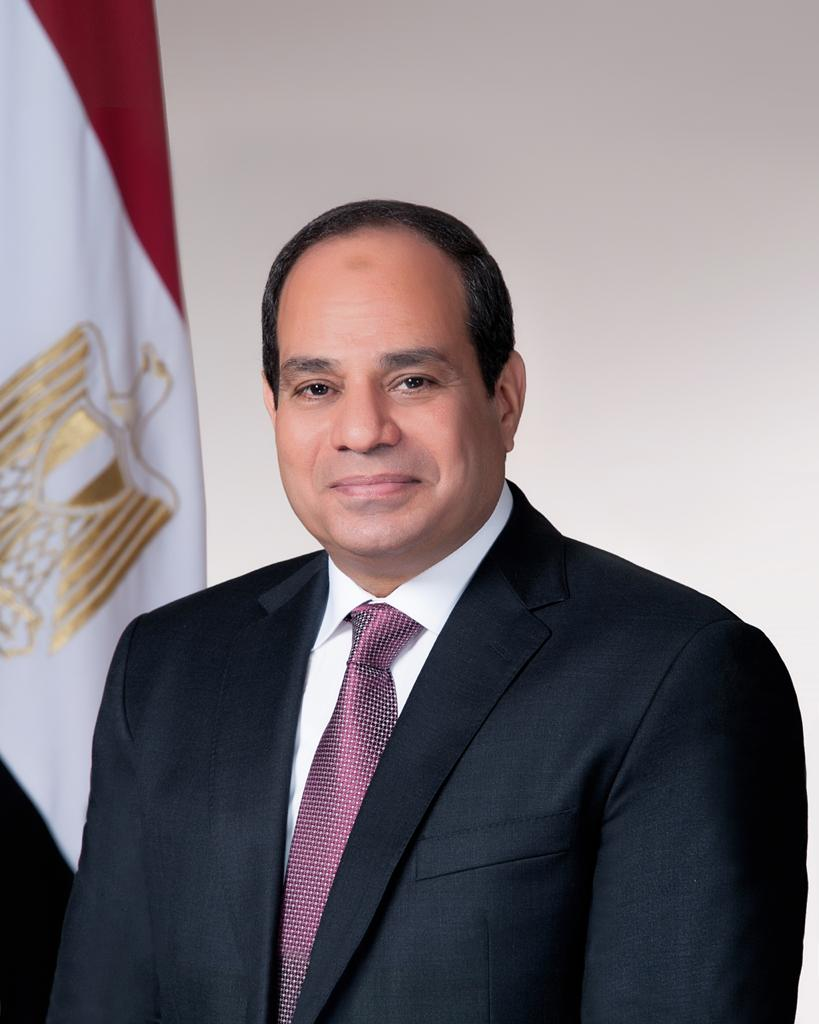
Abdel Fattah al Sissi, président égyptien depuis 2014

Le 27 juin 2021, le président Abdel Fattah al Sissi se rend à Bagdad, devenant le premier chef d'État égyptien à se rendre en Irak depuis la rupture des relations diplomatiques entre les deux pays en 1990. Il rencontre le Premier ministre irakien Moustafa al-Kazimi et le roi Abdallah II de Jordanie dans la cadre d'un sommet tripartite entre leurs trois pays, portant sur la coopération politique et économique, les investissements, et la lutte contre le terrorisme. Cette rencontre est motivée par le constat qu'une alliance entre l’Égypte qui dispose de capacités militaires importantes, l’Irak qui possède des ressources pétrolières considérables et la Jordanie riche de son capital humain est prometteuse si ces pays capitalisent sur leur complémentarité. Plusieurs accords de coopération sont signés dans les secteurs de l’énergie, de la santé et de l’éducation. Abdel Fattah al Sissi, Moustafa al-Kazimi et le roi Abdallah II se rencontrent de nouveau à Bagdad en août 2021 lors d'un sommet élargi au Moyen-Orient incluant la France, axé sur la sécurité et le développement économique régional.
Outre une meilleure coopération économique, cet axe Le Caire-Bagdad-Amman est également motivée par des intérêts géopolitiques partagés par les trois pays : contrebalancer l’influence de l’Iran, de la Turquie et des monarchies pro-américaines du Golfe (principalement l'Arabie saoudite) dans les affaires régionales. En effet, ces trois pays ont en commun de vouloir regagner une influence régionale après avoir été mis à l'écart par la politique de Donald Trump au Moyen-Orient, ultra-favorable à Israël, à la Turquie (via l'OTAN et les relations amicales entre Trump et Erdogan) et aux monarchies du Golfe.
En décembre 2022, le président égyptien Abdel Fattah al-Sissi participe à la deuxième conférence de Bagdad en Jordanie, et affirme le « refus de l’Égypte de toute intervention extérieure en Irak ».

### Relations avec la Libye
L'Irak et la Libye sont tous deux membres de la Ligue arabes (la Libye est premier pays non-fondateur à y adhérer en 1953), de l'Organisation de la coopération islamique, et de l'Organisation des pays exportateurs de pétrole.
Si ces deux pays ont peu d'interactions directes, ils partagent une histoire commune, notamment dans leurs indépendances respectives obtenues par le renversement de monarchies pro-britanniques (en 1958 pour l’Irak et 1969 pour la Libye), et leur adhésion au panarabisme et au nassérisme durant leurs années « post-coloniales ». L'officier libyen Mouammar Kadhafi, auteur du coup d'État militaire ayant renversé le roi Idris Ier, se considère comme disciple puis héritier de Nasser, qui décède un an après sa prise de pouvoir. Il reprend d'ailleurs à l'instar d'Abdel Karim Kassim, instigateur de la révolution irakienne, le nom « officiers libres » pour désigner ses soldats putschistes, en hommage à Nasser.
Mais ce virage panarabiste en Libye intervient après un virage nationaliste en Irak (à la suite du coup d'État du parti Baas en 1968), ce qui implique que Bagdad et Tripoli ont finalement peu d'affinités dans leurs politiques étrangères, en dehors de leur appartenance au « mouvement des non-alignés ». Les deux pays sont également très hostiles à Israël, et condamnent tous les deux les accords de paix israélo-égyptien de 1978 en excluant l'Égypte de la Ligue arabe, et en rompant leurs relations diplomatiques avec le Caire.
Les années suivantes, alors que l'hostilité de Mouammar Kadhafi à l'égard de son homologue égyptien se radicalise, Saddam Hussein joue l'apaisement, reconnaissant envers l'Égypte de son soutien dans sa guerre contre l'Iran. En plus de cette divergence diplomatique, les deux pays se retrouvent indirectement ennemis dans le conflit tchado-libyen (de 1978 à 1987), et dans la guerre Iran-Irak (1980-1988), lors desquelles les deux leaders arabes, simultanément en guerre, appuient les ennemis de l'autre,.
En 1990, néanmoins, par opposition à l'« impérialisme américain », la Libye de Mouammar Kadhafi est le seul pays, avec l'Irak, à s'opposer à une résolution de la Ligue arabe demandant le retrait des troupes irakiennes du Koweït. Après la guerre du Golfe, la Libye (qui n'y participe pas), est comme l'Irak, soumise à des sanctions économiques des Nations unies en raison du refus de Mouammar Kadhafi d'extrader les responsables de l'attentat de Lockerbie. Celles-ci sont levées en 2003 à la suite du renversement de Saddam Hussein, qui pousse Mouammar Kadhafi, craignant pour sa propre survie, à céder à la pression occidentale. Celui-ci est à son tour renversé et tué en 2011 lors d'un soulèvement populaire appuyé par une intervention militaire (essentiellement aérienne contrairement à la guerre d'Irak) de l'OTAN.
Les « similitudes historiques » entre l'Irak et la Libye se poursuivent les années suivantes, lorsque les deux pays confrontés à deux guerres civiles successives, dont la deuxième permet au groupe État islamique de prendre plusieurs villes dans leurs territoires respectifs (Derna et Syrte en Libye),. Dès lors, on voit des unités « internationales » de l'État islamique comme la Katibat al-Battar participer simultanément ou successivement à plusieurs batailles sur les fronts irakien (bataille de Baiji), libyen (bataille de Derna), et syrien (bataille de Deir ez-Zor), qui s'achèvent pas des défaites du groupe jihadiste, malgré de lourdes pertes causées aux armées adverses. L'Irak et la Libye, toute deux appuyées par l'armée américaine, parviennent entre 2016 et 2017 à chasser le groupe jihadiste de leurs territoires, et prennent un virage diplomatique pro-occidental.

### Relations avec l'Algérie
L'Algérie est comme l'Irak membre de l'Organisation des pays exportateurs de pétrole, de la Ligue arabe, et de l'Organisation de la coopération islamique. En 1956, l'Irak, solidaire de l'Algérie en guerre d'indépendance contre la France (entre 1954 et 1962) rompt ses relations diplomatiques avec la France, puis les rétablit en janvier 1963 après les accords d'Évian officialisant l'indépendance de l'Algérie. L'Algérie et l'Irak combattent dans la même coalition arabe contre Israël lors de la guerre du Kippour en 1973, tout en étant alliées lors de la guerre des Six Jours en 1967, mais leur participation à ce conflit est minime en raison de sa brièveté.

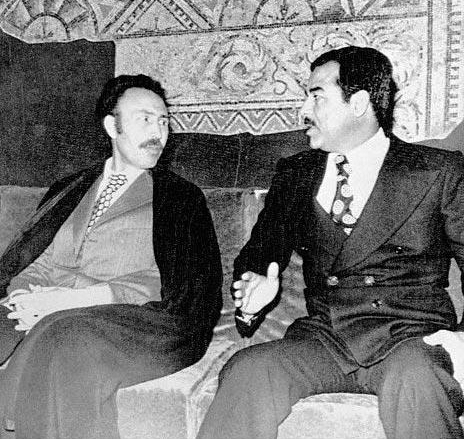
Les chefs d'État algérien et irakien Houari Boumédiène et Saddam Hussein à Alger en 1975.

Un an après la guerre du Kippour, en mars 1975, Saddam Hussein se rend à Alger pour y rencontrer le chah d'Iran Mohammad Reza Pahlavi en présence du Président algérien Houari Boumédiène, afin d'officialiser un accord sur le tracé de la frontière entre l'Irak et l'Iran. Mais Saddam Hussein décide de revenir sur ces accords en septembre 1980 lorsqu'il attaque l'Iran un an après le changement de régime. Le gouvernement algérien tente de nouveau de se positionner en médiateur, et envoie en 1982 une délégation de hauts fonctionnaires algériens, dont le ministre algérien des Affaires étrangères Mohamed Seddik Benyahia à la rencontre du gouvernement iranien à Téhéran. Mais leur avion est abattu, probablement par erreur, par l'armée de l'air irakienne au-dessus de la frontière turco-iranienne, provoquant la mort de tous les passagers.
En 1990, pendant la guerre du Golfe, l'Algérie ne participe pas à la coalition militaire internationale (contrairement à son voisin le Maroc), alors que la posture de Saddam Hussein du « héros arabe défiant les États-Unis » trouve un écho favorable dans la population algérienne. En juillet 2001, alors que l'Irak est encore sous embargo, une délégation algérienne se rend à Bagdad, où des contrats d'une valeur totale de 67 millions de dollars sont signés, portant notamment sur des projets de coopération pharmaceutique, d'exploitation pétrolière et la livraison à l'Irak de véhicules lourds.
En septembre 2018, un match de football entre deux clubs algérien et irakien à Bologhine provoque une crise diplomatique entre les deux États, après que des supporters algériens aient scandé des slogans favorables à Saddam Hussein. En réaction, le porte-parole du ministère irakien des Affaires étrangères, Ahmed Mahjoub exprime « l'indignation du gouvernement et du peuple irakiens » et dénonce une « glorification de l'horrible visage du régime dictatorial meurtrier de Saddam Hussein ».

### Relations avec le Maroc
Le Maroc est comme l'Irak membre de la Ligue arabe, et de l'Organisation de la coopération islamique. Le Maroc ne participe pas à la première guerre israélo-arabe de 1948-1949, n'obtenant son indépendance de la France qu'en 1956, ni à la guerre des Six Jours de 1967 pendant laquelle le roi Hassan II, alors en conflit avec ses homologues de la Ligue arabe, est même soupçonné d'avoir fourni des renseignements à Israël. Des troupes terrestres marocaines sont toutefois déployées au sein de la coalition arabe pendant la guerre du Kippour, dont une partie est incorporée aux unités syriennes, l'autre est déployée sur le front du Sinaï (mais arrive trop tard pour participer aux combats). Au total, 5 500 soldats marocains sont mobilisés en appui de l'offensive arabe contre Israël, qui dure entre 6 et le 25 octobre 1973.
En 1990, le Maroc se distingue comme faisant partie des pays arabes ayant envoyé un contingent au Koweït aux côtés des Occidentaux pendant la guerre du Golfe, malgré une forte désapprobation de la population marocaine. Cette participation de l'armée marocaine à la guerre contre l'Irak provoque une grève générale en décembre 1990, suivie en février 1991 de manifestations rassemblant plus de 300 000 personnes à Rabat.
En 2016, le Maroc participe à la coalition internationale en appuie au gouvernement irakien contre l'organisation État islamique en envoyant plusieurs F-16 et pilotes, placés sous le commandement émirati. Mais des divergences entre Bagdad et le Rabat apparaissent après la fin de la guerre : en mai 2018, Rabat rompt ses relations diplomatiques avec Téhéran, partenaire essentielle de l'Irak dans la région, puis normalise ses relations avec Israël, son ennemi juré en décembre 2020.
Deux ans plus tard, malgré ces divergences dans leurs intérêts stratégiques, les deux États se rapprochent lors d'une visite dans la capitale irakienne du chef de la Diplomatie marocaine Nasser Bourita en janvier 2023. Reçu par son homologue irakien Fouad Hussein, il annonce la réouverture de l'ambassade marocaine à Bagdad, fermée et transférée en Jordanie en 2005 pour des raisons sécuritaires. Le chef de la diplomatie irakienne évoque le début d'une « nouvelle ère » dans les relations irako-marocaines, déclare vouloir encourager la « coopération commerciale et économique dans tous les domaines », et apporte le soutien de l'Irak « l'unité territoriale du royaume du Maroc et aux efforts onusiens pour arriver à une solution définitive concernant la question du Sahara occidental ».

### Relations avec le Soudan
Le Soudan est comme l'Irak membre de la Ligue arabe, et de l'Organisation de la coopération islamique.
Des volontaires soudanais se joignent à la coalition arabe et se battent aux côtés de l'armée irakienne lors de la guerre israélo-arabe de 1948-1949, tandis que le Soudan mobilise son armée en 1967 lors de la guerre des Six Jours, mais n'a pas le temps d'intervenir à cause de la brièveté du conflit. La même année, Khartoum accueille un sommet de la Ligue arabe où sont proclamés les « trois non » : « Pas de paix avec Israël, pas de reconnaissance d'Israël, pas de négociation avec Israël ».

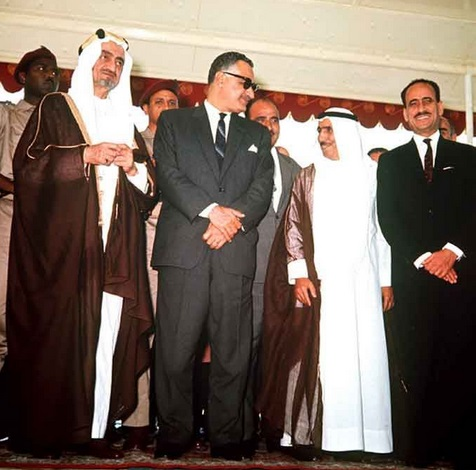
Sommet de la ligue arabe de 1967 à Khartoum. De gauche à droite : le roi Fayçal d'Arabie saoudite, le président égyptien Nasser, l'émir Sabah III du Koweït, et le président irakien Abdel Rahman Aref.

Lors de la guerre Iran-Irak, le président soudanais Gaafar Nimeiry est l'un des rares chefs d'État à soutenir Saddam Hussein par l'envoie de combattants en renforts , alors que la plupart des alliés de l'Irak se contentent d'une aide matérielle et financière. Les renforts soudanais n'interviennent toutefois que dans un rôle défensif, lorsque l'Irak est la cible de grandes contre-offensives iraniennes à partir de 1982. Pendant l'invasion de Koweït par l'Irak en 1990 le Soudan dirigé par le régime islamiste d'Omar el-Bechir (arrivé au pouvoir un an auparavant) est l'un des seuls pays au monde à faire part de son soutien à Saddam Hussein. En réaction, l'Arabie saoudite, l'un de ses principaux bailleurs de fonds, décide de supprimer son aide financière accordée au Soudan, privant le pays d'une source de revenus essentielle.
Les affinités entre les deux États sont toutefois assez limitées et tiennent essentiellement à leur animosité commune envers les États-Unis et Israël, qui au même moment, soutient la rébellion pendant la seconde guerre civile soudanaise. Mais cette situation change en 2016 lorsque le Soudan rompt ses relations diplomatiques avec l'Iran, principal partenaire de l'Irak, puis en 2020 lorsque le nouveau gouvernement soudanais mis en place après la révolution de 2018-2019 normalise ses relations avec Israël.

### Relations avec le Tchad
Le Tchad est comme l'Irak membre de l'Organisation de la coopération islamique, dont le secrétaire général est depuis 2020 le diplomate tchadien Hissein Brahim Taha. Pendant le conflit tchado-libyen qui dure de 1978 à 1987, l'Irak de Saddam Hussein, bien que déjà en guerre avec l'Iran, apporte un soutien militaire au Tchad dirigé par Hissen Habré.

### Relations avec l'Érythrée
L'Érythrée est un État observateur de la Ligue arabe depuis 2003. Cette année-là, alors que l'armée américaine prépare la guerre d'Irak et cherche des bases dans cette région pour y stationner ses troupes, le président érythréen Isaias Afwerki tente de profiter de l'occasion pour se rapprocher des États-Unis en leur proposant d'accueillir une base naval américaine sur son littoral sur la mer Rouge. Mais cette offre est refusée par Washington.

### Relations avec la Mauritanie
En 1990-1991, le président mauritanien Maaouiya Ould Sid'Ahmed Taya apporte son soutien au régime de Saddam Hussein pendant la guerre du Golfe.

### Relations avec l'Ouganda
En 2003, l'Ouganda est l'un des rares pays africains à soutenir l'invasion de l'Irak par les troupes américaines. Des milliers d'Ougandais participent à la guerre d'Irak comme agents de sécurité, là où les États-Unis possèdent des installations stratégiques.

## Relations avec l'Asie-Pacifique
Pendant la guerre froide, un des thèmes favoris de Saddam Hussein est la nécessité de favoriser l'émergence de nouveaux centres de pouvoir dans le monde, susceptibles de remplacer le monopole des deux superpuissances, notamment l'Europe, mais aussi le Japon, la Chine.

### Relations avec la Chine
Pendant la guerre Iran-Irak, la Chine apporte un soutien à l'Irak par des livraisons d'armes, mais aussi dans une moindre mesure à l'Iran, bénéficiant de son marché laissé libre par son isolement diplomatique.
Depuis le renversement de Saddam Hussein, la Chine et l'Irak entretiennent des relations économiques fortes, la Chine étant pour l'Irak un marché très important pour ses exportations pétrolières. En 2013, la moitié de la production irakienne (1,5 million de barils par jour) était achetée par des compagnies chinoises. Des entreprises pétrolières chinoises telles que PetroChina et China National Petroleum Corporation disposent d'importants investissements en Irak, où PetroChina détient une participation de 25 % dans West Qurna 1, un des plus grands gisements de pays avec 43 milliards de barils. PetroChina exploite également le champ pétrolier de Halfaya aux côtés du français TotalEnergies et du malaisien Petronas.

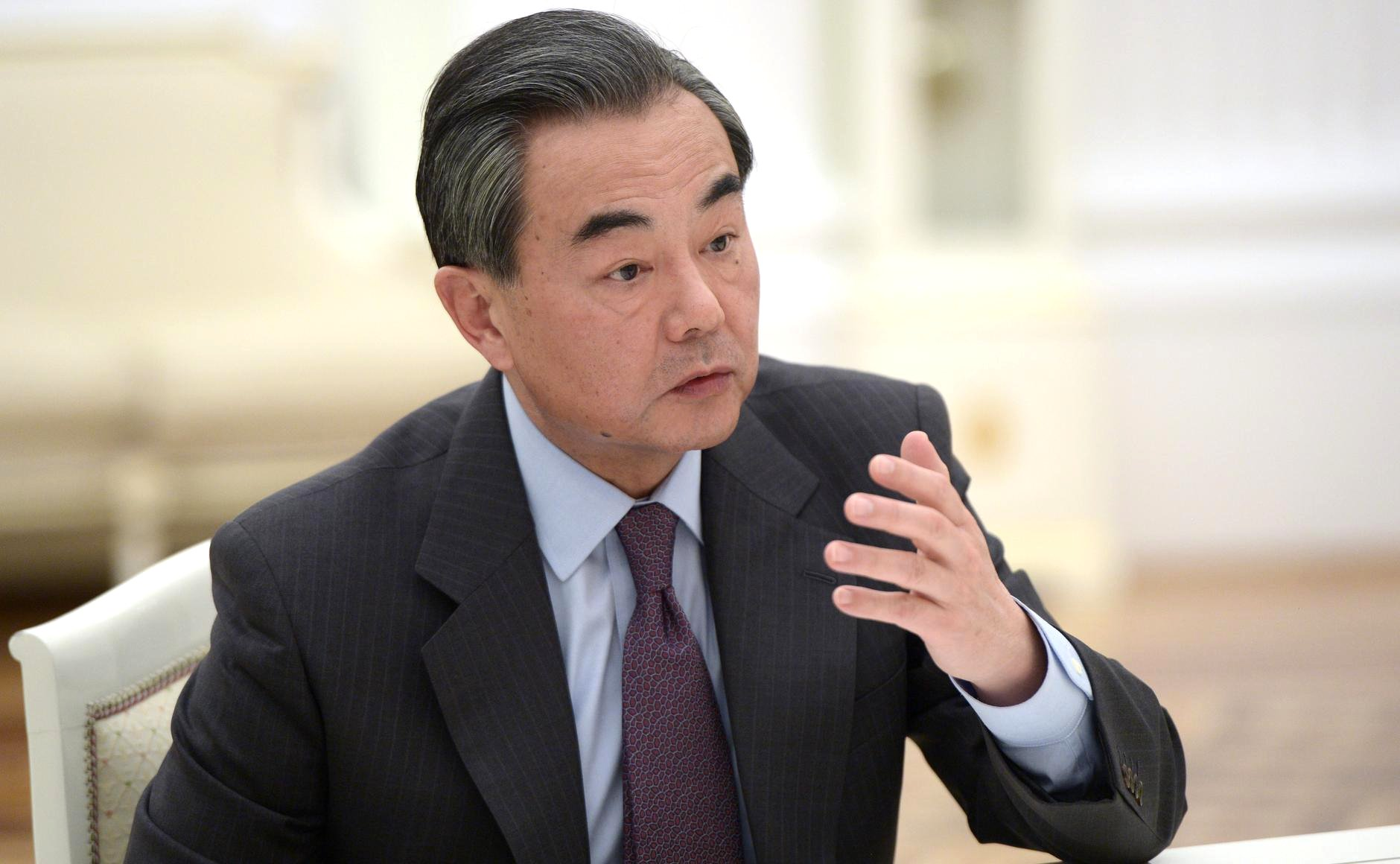
Wang Yi, ministre des Affaires étrangères de la république populaire de Chine depuis 2013.

En février 2014, la visite à Bagdad du ministre chinois des Affaires étrangères, Wang Yi, est la première visite en Irak d'un haut fonctionnaire chinois depuis la chute de Saddam Hussein. Lors de leur rencontre, son homologue irakien Hoshyar Zebari, salue la Chine comme « le plus grand partenaire commercial de l'Irak, et le plus grand investisseur dans les secteurs du pétrole et de l'électricité ».
En 2019, la Chine signe avec l’Irak un accord baptisé « Pétrole contre construction » prévoyant des projets chinois de construction en Irak en contrepartie de la vente à la Chine de 100 000 barils de pétrole irakiens par jour. En vertu de cet accord, en décembre 2021, le gouvernement irakien signe des accords avec deux compagnies chinoises, Power China et Sinotech, pour la construction d'un millier d'écoles à Bagdad et le reste du pays dans un délai de deux ans. La facture doit être payée avec du pétrole, selon Hassan Mejaham, un responsable du ministère de la Construction et de l'Habitat, qui déclare que le pays a besoin de 8.000 établissements supplémentaires pour instruire près de 3,2 millions d'enfants Irakiens en âge d'aller à l'école, qui ne sont pas scolarisés. Parallèlement, la Chine devient le premier client du pétrole irakien, important d'Irak plus de 350.000 barils par jour, tandis que les échanges commerciaux sino-irakiens dépassent les 30 milliards de dollars par an.
En décembre 2022, le Premier ministre irakien Mohammad Chia el-Soudani représente son pays lors d'un sommet sino-arabe organisé en Arabie saoudite, où ce dernier rencontre président chinois Xi Jinping.

### Relations avec le Japon
En 2003, bien que proche des États-Unis, le Japon est réticent à soutenir l'intervention américaine en Irak en raison d'une forte opposition de son opinion publique (plus de 80 %). Sous l'influence des États-Unis, le Japon accepte une implication limitée dans le conflit, commençant par une aide financière, des missions humanitaires, puis le déploiement d'environ 600 soldats à partir de décembre 2003. Cet engagement, bien que très limité, constitue un revirement historique de la part du Japon qui n'avait participé à aucune guerre depuis sa démilitarisation imposée par les États-Unis après sa capitulation lors de la Seconde Guerre mondiale. L'année suivante, le Japon prend la présidence du « Groupe des amis de l'Irak » créé par l'ONU pour organiser un soutien international à la transition politique en Irak, ayant versé la plus forte contrition financière pour la reconstruction du pays (450 millions de dollars).
Entre 2014 et 2018, le Japon est représenté en Irak par Fumio Iwaï, ambassadeur d'une personnalité atypique, qui bénéficie pendant son mandat d'une forte popularité auprès de la population irakienne. Sa notoriété résulte de publications régulières des courtes vidéos sur les réseaux sociaux, dans lesquelles il s'adresse à la population en arabe et dans les dialectes locaux, sur des sujets populaires comme le football et la gastronomie irakienne. Il apparaît notamment un maillot de l'équipe de football irakienne pendant la Coupe du monde de 2018.

### Relations avec la Corée du Nord
Les relations formelles entre les deux pays sont établies en 1968 après l'arrivée au pouvoir de Saddam Hussein en Irak. Elles sont marquées initialement par une entente cordiale avant d'être rompues en 1980 en raison du soutien à la Corée du Nord de l'Iran pendant la guerre Iran-Irak.
Malgré cela, de nouvelles négociations sont entreprises en 1999, établissant une coopération bilatérale jusqu'en 2002. La Corée du Nord aurait fourni des missiles Scud à l'Irak, deux douzaines, alors que le programme balistique irakien avait été en grande partie neutralisé pendant la guerre du Golfe en 1991.
En 2003, l'invasion américaine de l'Irak suivi du renversement de Saddam Hussein convainc la Corée du Nord de la nécessité de posséder l'arme nucléaire, étant elle aussi située dans « l'Axe du Mal » par George W. Bush. Le 21 septembre 2012, dans le contexte de la guerre civile syrienne, l'Irak refuse à un avion nord-coréen transportant des armes à destination de l'armée syrienne de passer par son espace aérien.

### Relations avec la Corée du Sud

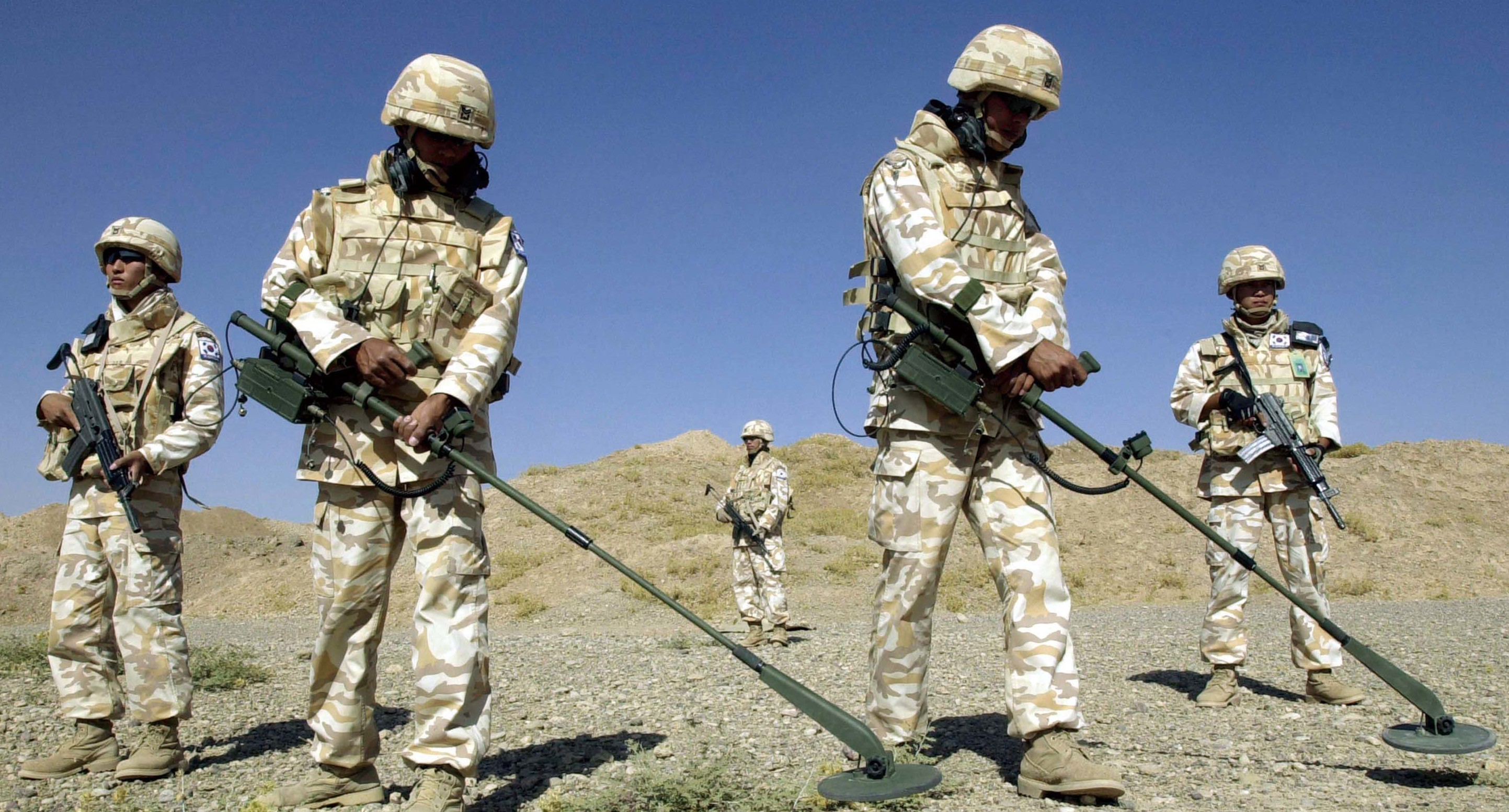
Des soldats sud-coréens lors d'une mission de déminage en Irak en 2004.

En 1990 et 2004, la Corée du Sud, pays le plus pro-américain d'Asie avec le Japon, participe à la coalition internationale engagée en Irak pendant la guerre du Golfe, puis à la coalition anglo-américaine qui envahit l'Irak en 2003. Si sa participation à la guerre du Golfe est très modeste et symbolique, l'armée sud-coréenne engage 3 600 soldats en Irak en 2004, soit le contingent le plus important après ceux des États-Unis et de la Grande-Bretagne. Les troupes sud-coréennes se retirent du pays en décembre 2008.

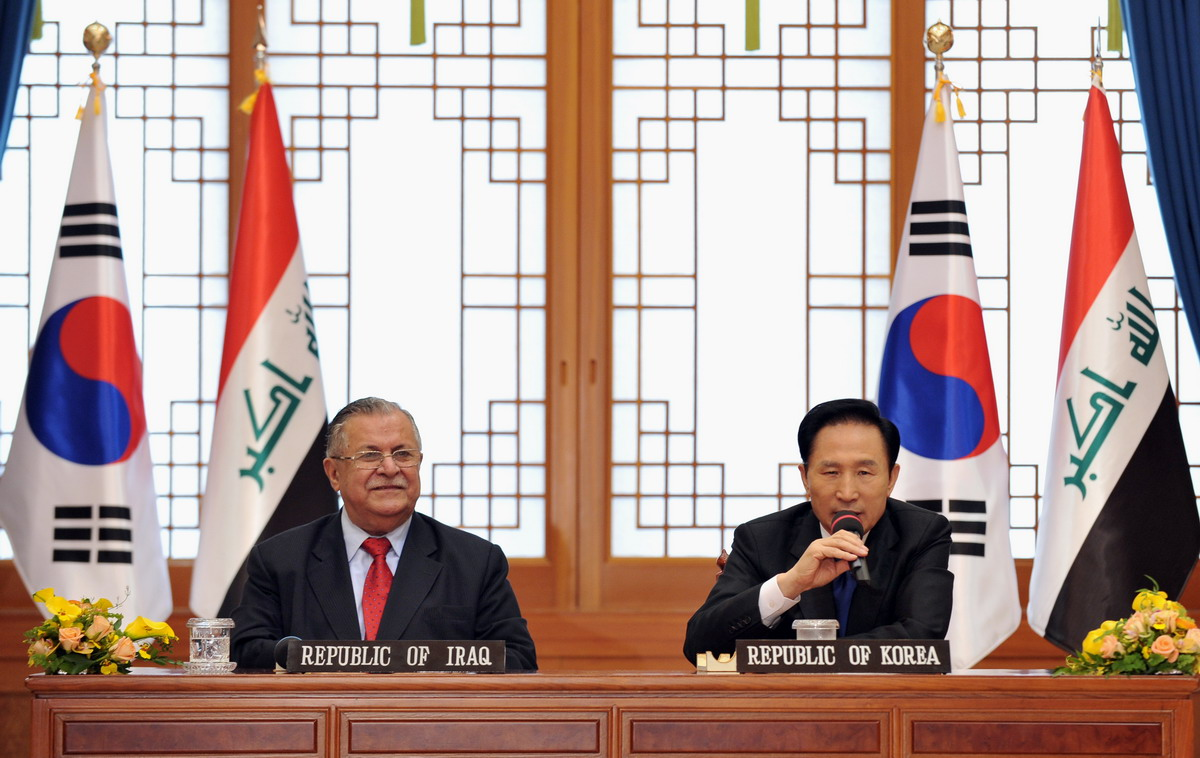
Le Président irakien Jalal Talabani et son homologue sud-coréen Lee Myung-bak à Séoul en 2009.

Deux mois plus tard, en février 2009, le Président irakien Jalal Talabani se rend à Séoul où il rencontre son homologue sud-coréen Lee Myung-bak. Les deux chefs d'État signent un accord de 3,55 milliards de dollars pour développer des champs de pétrole dans la région de Bassora, et réaliser des travaux d'infrastructure. Par ailleurs, un accord de 31 millions de dollars est signé entre l'entreprise gestionnaire de l'aéroport international d'Incheon et le gouvernement du Kurdistan pour exporter des équipements aux aéroports de cette région. L'année suivante, la société sud-coréenne Korea Gas Corporation devient le principal exploitant du gisement gazier d'Akkas dans l'ouest de l'Irak, mais est contrainte de l'évacuer quatre ans plus tard à la suite de l’invasion du groupe État islamique en Irak dans la province d'Al-Anbar.
En 2023 le conglomérat sud-coréen Hyundai est sollicité pour construire une quatrième raffinerie en Irak dans la ville de Kerbala au centre du pays.

### Relations avec le Sri Lanka
Un village au Sri Lanka porte le nom de Saddam Hussein, l'ancien chef d'État irakien, qui en a financé la construction (logements et infrastructures) en 1978 : le village de Saddam Hussein Nagar.

## Une position singulière au Moyen-Orient depuis 2003
Bien qu'étant situé sur plusieurs lignes de fracture entre la Syrie à l'ouest et l'Iran à l'est, l'Irak est relativement épargné par les conflits régionaux depuis 2003.

### Entre les États-Unis et l'Iran, une neutralité sous pression
En 2003, bien que l'Iran ait été désignée comme faisant partie de « l'Axe du Mal » par George W. Bush, les États-Unis et l'Iran sont des alliés objectifs contre Saddam Hussein, responsable du dernier conflit de grande ampleur imposé à l'Iran entre 1980 et 1988,. Le renversement de Saddam Hussein en 2003 remplace un régime à parti unique par un système de gouvernance basé sur la répartition confessionnelle selon des quotas, dans lequel l'Iran et les États-Unis exercent une forte influence. Les années suvantes, cette situation particulière fait de l'Irak un « sanctuaire » où les deux puissances évitent de s'affronter, bien qu'ennemis sur la scène internationale. En 2014 le Premier ministre Haider al-Abadi est nommé après un accord tacite entre Washington et Téhéran,, qui pendant la seconde guerre civile irakienne, soutiennent sur différents fronts le camp pro-gouvernemental contre le groupe État islamique. En octobre 2018, il est renversé par le parlement irakien après avoir été sommé par Washington d'appliquer l'embargo américain imposé à l'Iran.

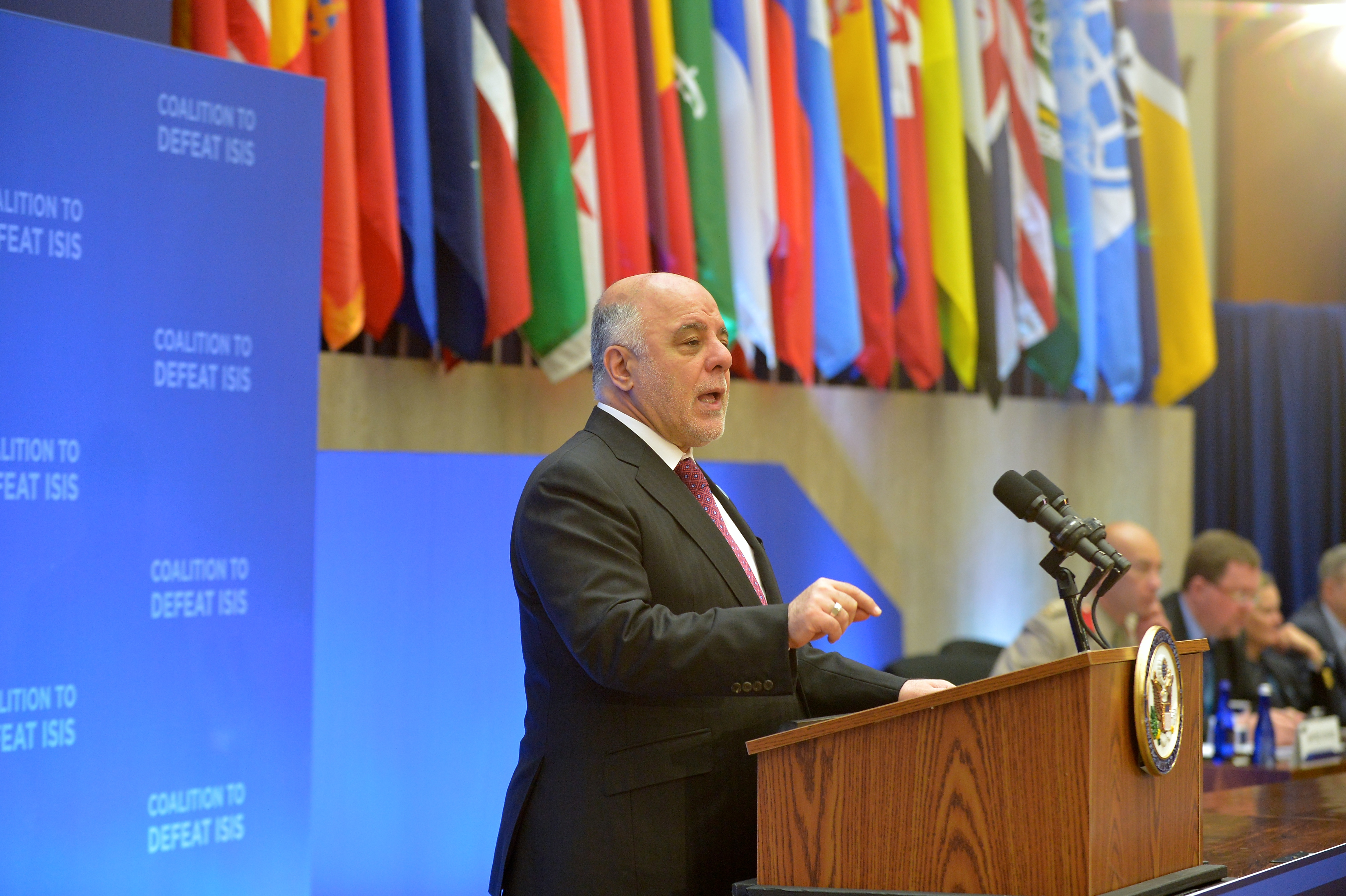
Haider el-Abadi, Premier ministre irakien de 2014 à 2018, lors d'un sommet de la coalition internationale contre l'État islamique.

Après la défaite de l'État islamique en Irak en décembre 2017, les États-Unis et l'Iran gardent une certaine convergence de leurs intérêts sur l'Irak, qu'ils souhaitent garder stable et sous contrôle. Alors qu'une Irak stable est vitale en tant que marché à l'exportation pour Téhéran dont l'économie souffre des sanctions américaines, Washington veut maintenir éloignée la menace du groupe État islamique. Dans le même temps, le maintien d'un État irakien faible politiquement et économiquement profite aussi aux deux puissances qui imposent leur influence en bénéficiant d'un rapport de force favorable. Dans ce contexte, l'Irak se retrouve à la fin des années 2010 au centre d'injonctions contradictoires, sommée par les États-Unis de respecter l'embargo américain imposé à l'Iran, alors que sa dépendance à l'égard de son voisin frontalier est totale pour reconstruire le pays et son économie. Par ailleurs, se plier une telle injonction ferait courir le risque au gouvernement irakien d'être renversé par le parlement dans lequel les députés du bloc « Al-Binaa » favorable à l'Iran sont majoritaires, et provoquer de nouveaux affrontements dans la rue, celle-ci étant toujours largement influencée par les milices pro-iraniennes.
L'année 2020 s'ouvre sur une flambée de violence entre les forces américaines et iraniennes déployées en Irak à la suite du meurtre d'un sous-traitant de l'armée américaine dont la responsabilité est imputée aux milices pro-iraniennes. Vingt-cinq combattants pro-Iran sont tués dans une série de raids aériens menés en représailles par les États-Unis le 29 décembre 2019, tandis qu'une nouvelle frappe américaine dans la nuit du 2 au 3 janvier provoque la mort du général iranien Qassem Soleimani et du chef du Hezbollah irakien, Abou Mehdi al-Mouhandis.

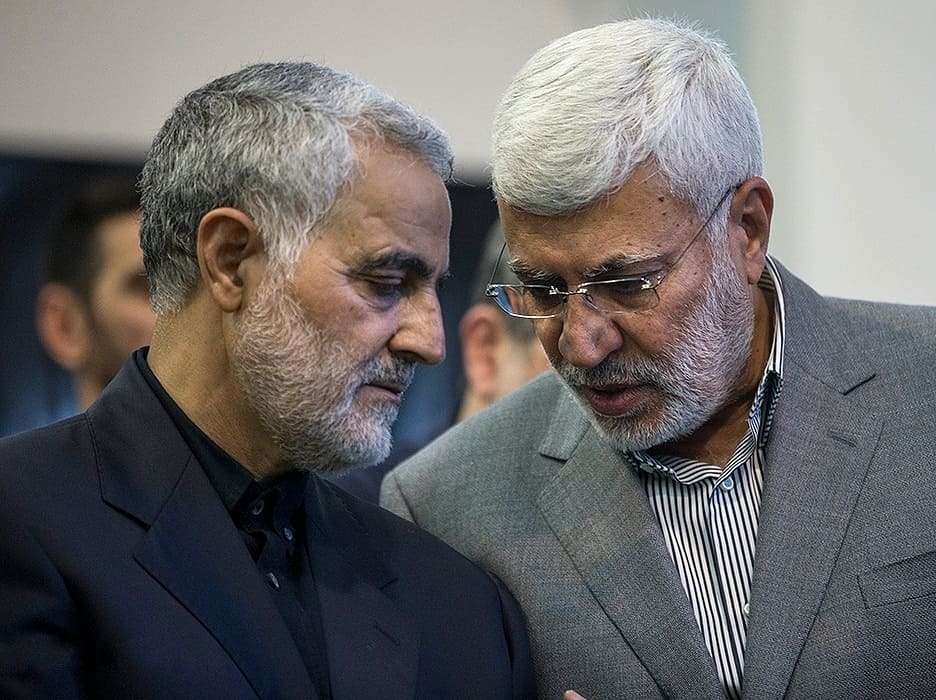
Abou Mehdi al-Mouhandis et Qasem Soleimani, tués à Bagdad par une frappe américaine en janvier 2020.

L'Iran riposte en tirant plusieurs missiles dans la nuit du 7 au 8 janvier sur des bases irakiennes abritant des soldats américains, sans faire de victime dans les bases miliaires visées, mais abat accidentellement le Vol Ukraine International Airlines 752 reliant Téhéran à Kiev, qui s'écrase en causant la mort de 176 personnes.
Le lendemain, alors que les circonstances du crash ne sont pas encore connues, les deux pays jouent l'apaisement et confirment qu'aucun des deux ne souhaite s'engager dans un conflit ouvert. Le 11 janvier, l'Iran présente ses excuses pour l'accident aérien, tout en soulignant la responsabilité de l'« aventurisme américain » dans cette catastrophe. Le 22 janvier, le président irakien Barham Saleh affirme lors du forum économique mondiale de Davos, le refus de son pays de prendre parti entre l'Iran et les États-Unis, tout en appelant les deux États à respecter la souveraineté et l'indépendance de l'Irak. Un an plus tard, un tribunal irakien délivre un mandat d'arrêt contre le président américain Donald Trump dans le cadre de l'enquête sur l'élimination d'Abou Mahdi al-Mouhandisi.

Mais entre-temps, en mai 2020, l'arrivée de Moustafa al-Kazimi au poste de Premier ministre irakien permet de faire retomber les tensions. Pro-américain, il effectue son premier déplacement à Téhéran un mois après sa prise de poste, avant de recevoir Javad Zarif à Bagdad une semaine plus tard, dans le but de rassurer sur ses intentions de préserver les relations économiques et commerciales entre l'Iran et l'Irak. Paradoxalement, sa proximité avec Washington est favorablement perçue par le gouvernement iranien, qui espère se servir de lui comme médiateur pour négocier avec l'administration américaine et la convaincre de relâcher sa pression économique sur l'Iran. L'Irak a tout à gagner à jouer sur les deux tableaux, étant à la fois dépendante des investissements américains, et des importations iraniennes pour la reconstruction suivant la seconde guerre civile. 

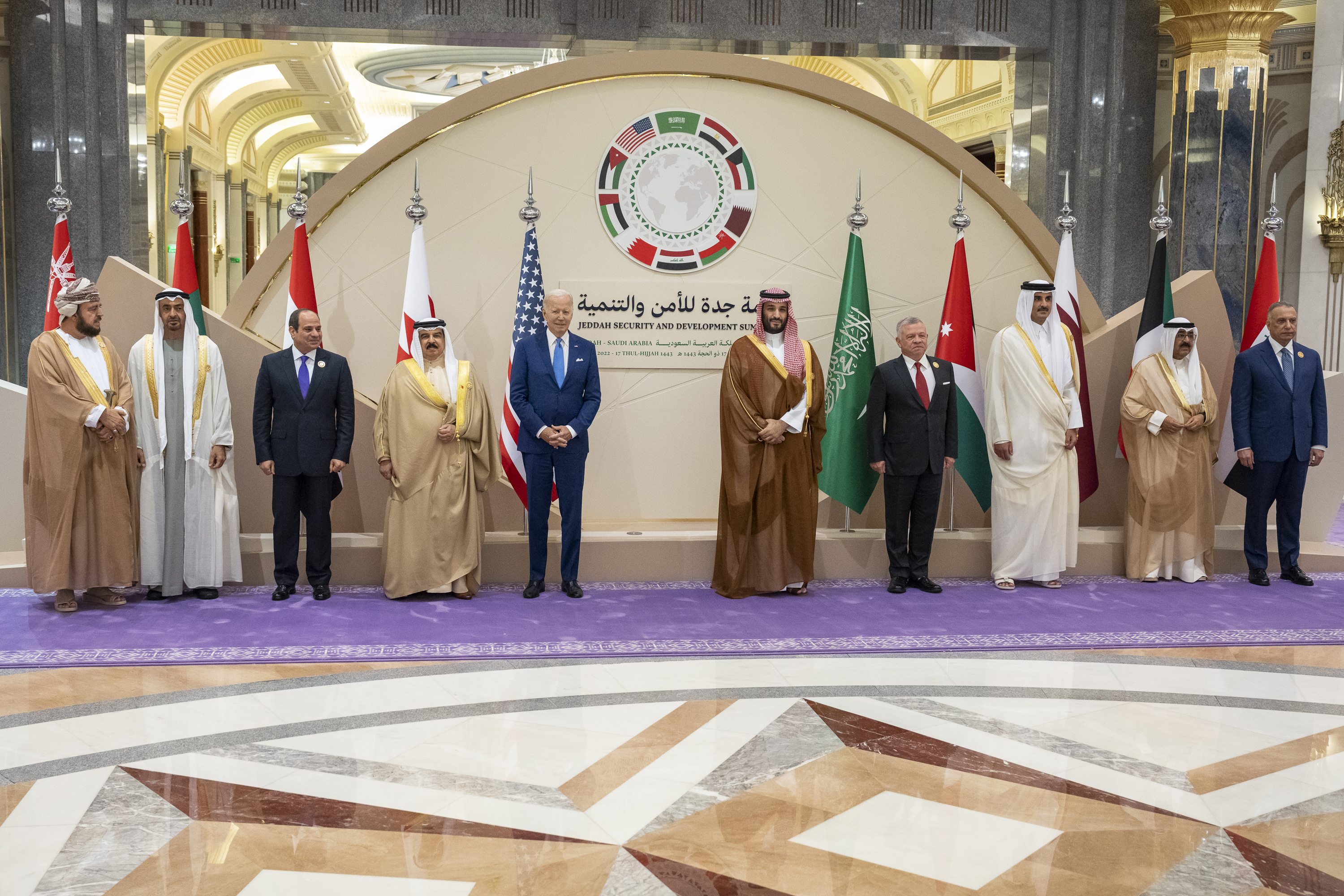
Le président Joe Biden aux côtés des dirigeants des pays du Conseil de coopération du Golfe, ainsi que de l'Égypte, de la Jordanie.et de l'Irak (Moustafa al-Kazimi) dans la ville saoudienne de Djeddah en juillet 2022;

La dépendance économique de l'Iran sous sanctions économiques à l'égard de l'Irak s’accroît davantage lors des vastes manifestations qui secouent le pays à partir de septembre 2022, qui renforcent sont isolement international. Selon Abbas Kadhim, directeur du programme de recherche Iraq Initiative à l’Atlantic Council, Bagdad devient plus que jamais pour Téhéran « une fenêtre sur le monde ». En raison du marasme économique persistant en Irak, l’administration américaine de Joe Biden consent à leur accorder une dérogation durable à l'embargo imposé à l'Iran, ce qui permet aux deux pays voisins de maintenir des échanges commerciaux bilatéraux dépassant les 12 milliards de dollars annuels. Mais malgré une attitude plus magnanime que son prédécesseur, le gouvernement de Joe Biden garde un œil attentif à la collaboration Iran-Irak, et fixe des limites en imposant des sanctions ciblées visant spécifiquement des entités commerciales liées au Corps des gardiens de la révolution. En outre, ce dernier déclare qu’il ne collaborera pas avec les dirigeants et ministres irakiens affiliés aux milices pro-Iran que les États-Unis ont placées sur la liste des organisations terroristes, tels que le ministre de l’Éducation supérieure, Naïm al-Aboudi, membre de la milice Assaïb Ahl al-Haq. Dès lors, selon la chercheuse du chercheuse au Middle East Institute Randa Slim, les dirigeants irakiens sont conscients que : « s’ils laissent Téhéran utiliser leur pays comme porte dérobée pour éviter les sanctions, cela mettra en danger leurs relations avec les États-Unis et aura des conséquences sérieuses pour leur situation économique ».
En octobre 2023, la reprise de la guerre entre Israël et le Hamas accroit indirectement les tensions en Irak entre les milices iraniennes favorables au Hamas, et l'armée américaine qui soutient Israël. Des affrontements en Irak provoquent la mort de plusieurs miliciens du groupe Hachd al-Chaabi, tués par des frappes américaines, ce qui pousse le gouvernement irakien de Mohammad Chia al-Soudani, sous pression, à réclamer le départ des 2 500 soldats américains déployés son territoire. Mais cette demande est qualifiée d'irréaliste par plusieurs analystes, tant du point de vue irakien où un consensus politique nécessaire à une telle demande parait impossible – les Kurdes et les sunnites considérant que la protection américaine leur est indispensable – que du point de vue américain pour qui ce déploiement, relativement peu coûteux (5 milliards de dollars par an), permet de contrebalancer l’influence de l’Iran au Moyen-Orient. En outre, les États-Unis craignent qu'un départ de leurs troupes laisse l'Irak devenir une nouvelle base pour harceler d’autres pays pro-américains dans la région avec qui l’Iran entretient de mauvaises relations, comme le Koweït, l’Arabie saoudite ou la Jordanie. À noter enfin que selon certains médias américains, le Premier ministre irakien Mohammad Chia al-Soudani serait revenu en privé sur ses déclarations, affirmant au contraire courant janvier 2024 qu'il souhaitait négocier le maintien des troupes américaines en Irak. En août 2024, l'Irak annonce le report de la fin de la mission sur son territoire de la coalition internationale antijihadistes menée par les États-Unis, sans donner de nouvelle date pour ce report. Le 6 septembre, un accord est trouvé entre Bagdad et Washington prévoyant le départ d'Irak de centaines de soldats américains d'ici à septembre 2025. Parallèlement, Mohammad Chia al-Soudani tente de tenir l'Irak à l'écart de la confrontation entre l’Iran et Israël, malgré la pression iranienne et des milices qui lui sont favorables, afin de préserver le territoire irakien d'un conflit potentiellement destructeur. En octobre 2024, il déclare que « la décision de guerre ou de paix appartient à l’État » pour réaffirmer son autorité sur la scène intérieure et contre les ingérences étrangères.
En 2025, à la suite du renversement du régime Assad et de l'affaiblissement du Hezbollah dans sa guerre contre Israël, l'Irak devient une ligne de défense encore plus cruciale pour l’Iran dont le réseau régional s'étiole. Se sentant menacée par l'installation en Syrie d'un régime pro-turc alors qu'Ankara ne cache pas ses ambitions expansionnistes sur l'Irak, Bagdad s'en remet aux forces américaines déployées sur son sol pour préserver son intégrité. En juin, à la suite des bombardements israéliens sur l'Iran suivis, en ripostes, de tirs de missiles iraniens sur Israël, l'Irak dont le territoire est situé entre ces deux pays, affirme vouloir rester à l'écart de ce conflit, malgré son alliance avec Téhéran dirigée notamment contre Tel-Aviv. Car le gouvernement irakien, souhaitant préserver son alliance avec Washington dans le cadre de la lutte antijihadiste en Irak, craint que l'Iran dirige une partie de ses ripostes sur des bases américaines situées sur son territoire, Donald Trump ayant clairement apporté son soutien à l'offensive israélienne.

### Une position de médiateur entre Arabie saoudite et Iran
En tant que pays ayant une population à la fois arabe et majoritairement chiite (religion d'État en Iran), et des frontières avec l'Arabie saoudite comme avec l'Iran, l'Irak apparaît comme une zone « tampon » naturelle entre les deux puissances ennemies.

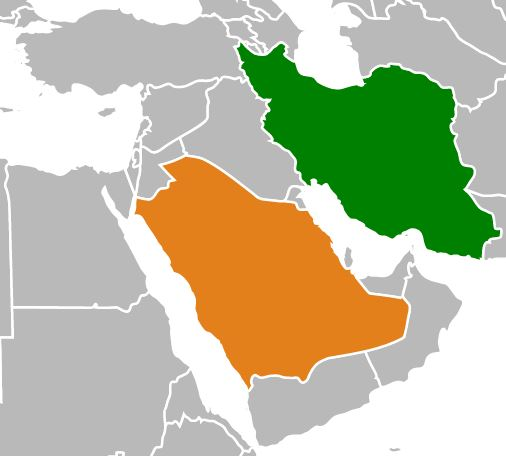
Carte du Moyen-Orient : l'Irak est située entre l'Arabie saoudite (en orange au sud) et l'Iran (en vert à l'est).

Ainsi, les années qui suivent la chute de Saddam Hussein, ennemi à la fois de l'Iran (depuis la guerre Iran-Irak) et de l'Arabie saoudite (depuis la guerre du Golfe) voient un réchauffement des relations entre Bagdad d'une part, Téhéran et Riyad d'autre part, jusqu'à ce que l'Irak devienne l'un des rares pays au Moyen-Orient (avec Oman) à avoir simultanément de bonnes relations avec ces deux États. C'est à partir de 2016 que Bagdad s'affirme en médiateur, dans un contexte de forte détérioration des relations entre l'Arabie Saoudite et l'Iran à la suite d'une part de la bousculade du Hajj en 2015 qui fait de nombreuses victimes iraniennes, d'autre part, l'exécution de l'ayatollah chiite saoudien Nimr Baqr al-Nimr. Cette exécution provoque en Iran d'importantes manifestations anti-saoudiennes et la mise à sac de l'ambassade saoudienne à Téhéran et du consulat de Mechhed, entraînant la rupture des relations irano-saoudiennes le 3 janvier 2016.
En mai 2020, l'arrivée de Moustafa Kazimi au poste de Premier ministre d'Irak conforte et officialise ce rôle de médiateur endossé par Bagdad. Proche des États-Unis, et par conséquent de l'Arabie saoudite leur principal allié dans la région, il affirme sa volonté de resserrer les liens entre Bagdad et Riyad, tout en affirmant qu'il ne permettra pas que le territoire irakien soit utilisé pour menacer l'Iran. Lorsque le chef de la diplomatie iranienne Javad Zarif se rend à Bagdad en juin 2020, son message est ambivalent ; il met en garde Moustafa Kazimi contre un renforcement trop hâtif des liens économiques entre l'Irak et les pays du Golfe (craignant de perdre le marché irakien vital pour l'Iran), mais en même temps, espère tirer parti de ces évolutions pour sortir l'Iran de son isolement régional.

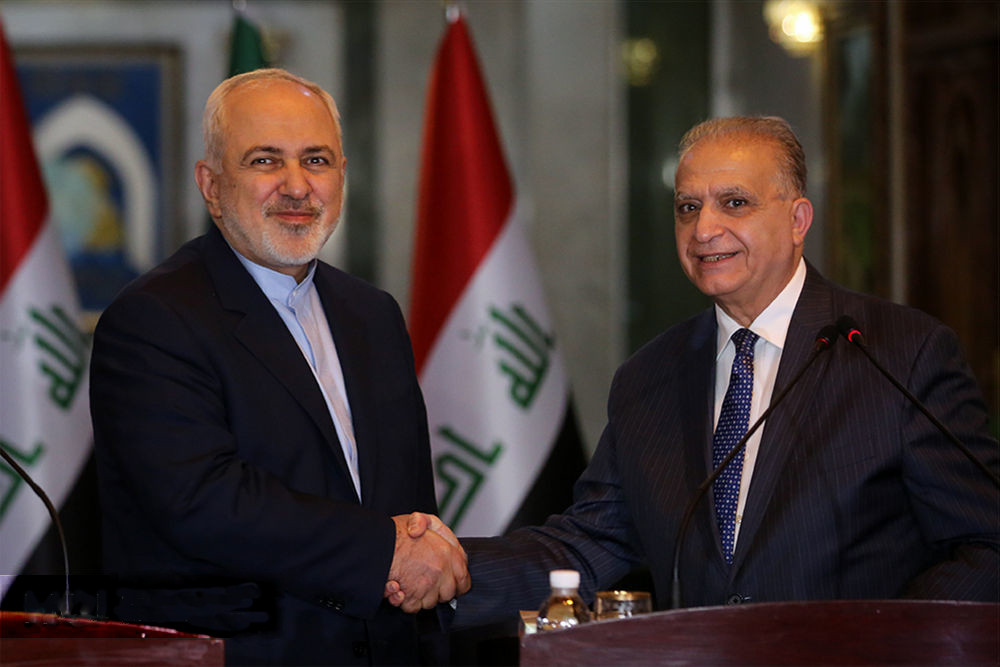
Javad Zarif, ministre iranien des Affaires étrangères de 2013 à 2021, et son homologue irakien Mohamed Ali Alhakim (de 2018 et 2020), en 2019.

L'année suivante, le 18 avril 2021, le quotidien britannique Finantial Times révèle une rencontre entre des représentants iraniens et saoudiens le 9 avril à Bagdad, sur invitation de Moustafa Kazimi, en vue d'améliorer leurs relations bilatérales. Ces délégations sont composées de personnages de haut rang au sein des appareils d'État, notamment le chef du renseignement saoudien, Khalid ben Ali al-Humaidan, et des responsables mandatés par le secrétaire du Conseil suprême de la sécurité nationale iranienne, Ali Shamkhani. Les deux parties font part de leur volonté commune de mettre fin à la guerre civile yéménite qui dure depuis 2015 et dans laquelle leurs gouvernements sont impliqués en soutenant des belligérants ennemis, mais gardent d'importantes divergences sur d'autres dossiers. En convoquant cette réunion, les objectifs de Moustafa Kazimi sont multiples : prouver que son gouvernement est à la fois digne de la confiance de Téhéran et de Riyad pour faciliter ces pourparlers, restreindre les groupes paramilitaires irakiens avec l'aide de l'Iran, et sur le plan politique intérieur, gagner en crédit en vue des élections législatives irakiennes d'octobre 2021.
La semaine suivante, le prince Mohammed ben Salmane affirme dans une interview à la chaîne saoudienne al-Arabiya, que l'Iran est « un pays voisin avec lequel l'Arabie saoudite espère entretenir de bonnes relations », tandis que le porte-parole du ministère iranien des Affaires étrangères Saeed Khatibzadeh déclare que l'Iran « a toujours accueilli favorablement le dialogue avec le royaume saoudien et le considère comme bénéfique pour les peuples des deux pays ». Le journal libanais L'Orient le Jour révèle qu'une deuxième série de pourparlers irano-saoudiens en Irak devrait avoir lieu dans les semaines qui suivent. En août, le nouveau président iranien Ebrahim Raïssi commente à son tour ces pourparlers en déclarant ne « pas voir d’obstacles » au rétablissement des liens avec Riyad.

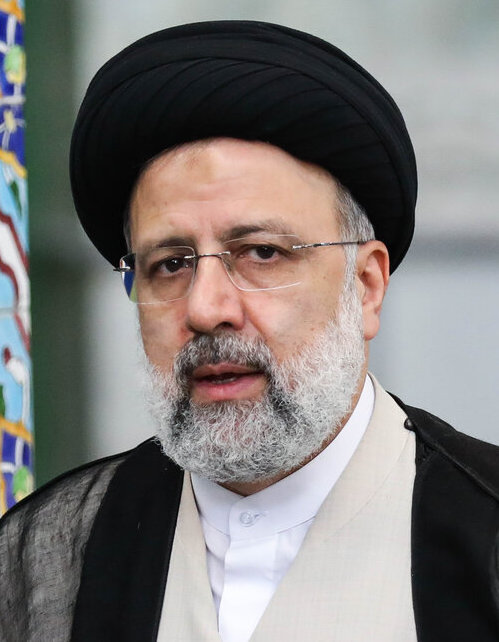
Ebrahim Raïssi, président iranien depuis août 2021.

En août 2021, le Premier ministre irakien Moustafa Kazimi organise à Bagdad un sommet régional incluant également la France, où sont conviés des représentants d’Arabie saoudite, Émirats arabes unis, Koweït, Qatar, Iran, Turquie, Égypte, et Jordanie. L’objectif affiché est de désamorcer les tensions dans la région et d’aboutir à des accords sur des questions pressantes telles que la guerre civile yéménite, la crise économique et sociale au Liban, la sécurité maritime ou encore la raréfaction de l’eau dans la région. Fin septembre à Bagdad, deux responsables, iraniens et saoudiens, se rencontrent à nouveau, les discussions entre les rivaux régionaux se poursuivant après l'élection à la présidence iranienne de l'ultraconservateur Ebrahim Raïssi.

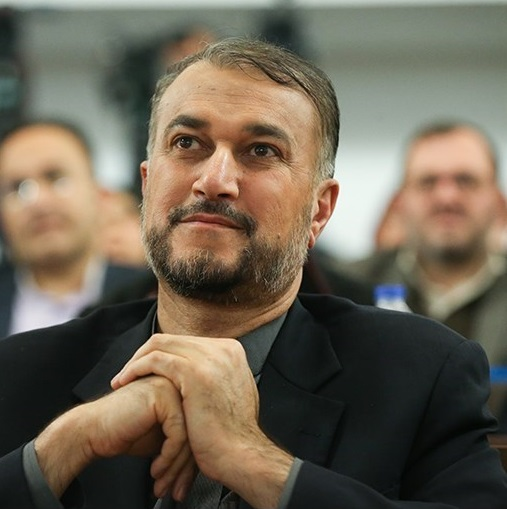
Hossein Amir Abdollahian, ministre iranien des Affaires étrangères dans le gouvernement d'Ebrahim Raïssi.

En avril 2022, des délégations iraniennes et saoudiennes se rencontrent de nouveau à Bagdad un mois après la suspension de leur dialogue causée par l'exécution en Arabie saoudite de 81 personnes pour « terrorisme », dont des hommes liés aux rebelles houthis (pro-iraniens) au Yémen. Ces délégations sont notamment composées de hauts responsables du secrétariat du Conseil suprême de sécurité nationale d'Iran et du chef du service des renseignements saoudiens. Le 30 avril, le Premier ministre irakien Moustafa al-Kazimi déclare qu'une entente est « proche » et que les pourparlers se poursuivront dans le but de déboucher sur une « restauration des représentations diplomatiques » entre les deux puissances rivales. La 25 juin, Moustafa al-Kazimi annonce se rendre en Arabie saoudite et en Iran dans le cadre de sa médiation, sans toutefois préciser l'identité de ses interlocuteurs sur place.
En décembre 2022, une nouvelle « conférence de Bagdad » (faisant suite à celle d'août 2021) est organisée, cette fois en Jordanie, destinée à encourager le dialogue entre les pays de la région, notamment l'Arabie saoudite et l'Iran représentés par leurs ministres des affaires étrangères, Fayçal ben Farhane et Hossein Amir-Abdollahian. Ce dernier déclare avoir eu lors de ce sommet un « entretien amical avec certains de mes homologues, notamment les ministres des Affaires étrangères d’Oman, du Qatar, d’Irak, du Koweït et d’Arabie saoudite ». Le nouveau chef du gouvernement irakien Mohammad Chia al-Soudani affirme de son côté vouloir « renforcer ses liens » avec les pays arabes, tout en multipliant les signes de proximité avec Téhéran, tandis que Riyad multiplie les promesses d’investissements en Irak. Selon le chercheur associé au Conseil européen pour les relations internationales Hamzeh Hadad : « Pour les Saoudiens, il est clair qu’isoler l’Irak ne mettra pas un terme à ses relations avec l’Iran. Ils savent désormais qu’ils doivent entrer en concurrence avec Téhéran pour avoir de bonnes relations avec l’Irak. ».
En février 2023, le chef de la Diplomatie iranienne Hossein Amir-Abdollahian se rend à Bagdad pour échanger avec son homologue irakien des pourparlers avec l’Arabie saoudite. Ce dernier évoque également une médiation similaire en cours menée par Bagdad (qu'il remercie) entre l'Iran et l’Égypte qui ont rompu leurs relations diplomatiques à la suite de la révolution iranienne de 1979. Le mois suivant, Riyad et Téhéran annoncent le rétablissement de leurs relations diplomatiques, une décision saluée par Bagdad.
Pendant l'été 2023, l'Irak reçoit plusieurs milliards de dollars de promesses d'investissement de la part de l'Arabie saoudite, des Émirats arabes unis, et du Qatar. Des analyses voient un double objectif géopolitique dans ces indécisions d'investir : d'une part, éloigner Bagdad de sa dépendance économique à l'égard de Téhéran ; d'autre part, faire en sorte que ces investissements bénéficient aussi indirectement à l'économie iranienne, contribuant à apaiser leurs relations diplomatiques avec l'Iran. Fin juillet, le ministre des Affaires étrangères irakien, Fouad Hussein, reçoit à Bagdad son homologue yéménite Ahmed Awad Ben Moubarak, à qui il propose une médiation irakienne, pour mettre fin à la guerre civile yéménite opposant depuis 2015 des combattants pro-iraniens et pro-saoudiens.
À la suite de la chute du régime Assad en Syrie en décembre 2024, Bagdad se pose en médiateur entre les nouvelles autorités syriennes islamistes sunnites et le gouvernement iranien, pour qui ce renversement est la perte d'un allié précieux. Bien que méfiant, à l'instar de Téhéran, de son nouvel homologue syrien, le gouvernement irakien à tout intérêt à nouer des relations amicales avec ce dernier pour empêcher une résurgence de l’EI.

### La question kurde dans la politique internationale de l'Irak
L'Irak est avec la Turquie, l'Iran et la Syrie, l'un des principaux pays où se concentrent les populations kurdes. Leur nombre total varie, selon les sources, de 25 à 35 millions, dont 12 à 15 millions en Turquie (20 % de la population), 6 millions en Iran (8 % de la population), 4,7 millions en Irak (15 à 20 % de la population) et 2 millions Syrie (15 %).

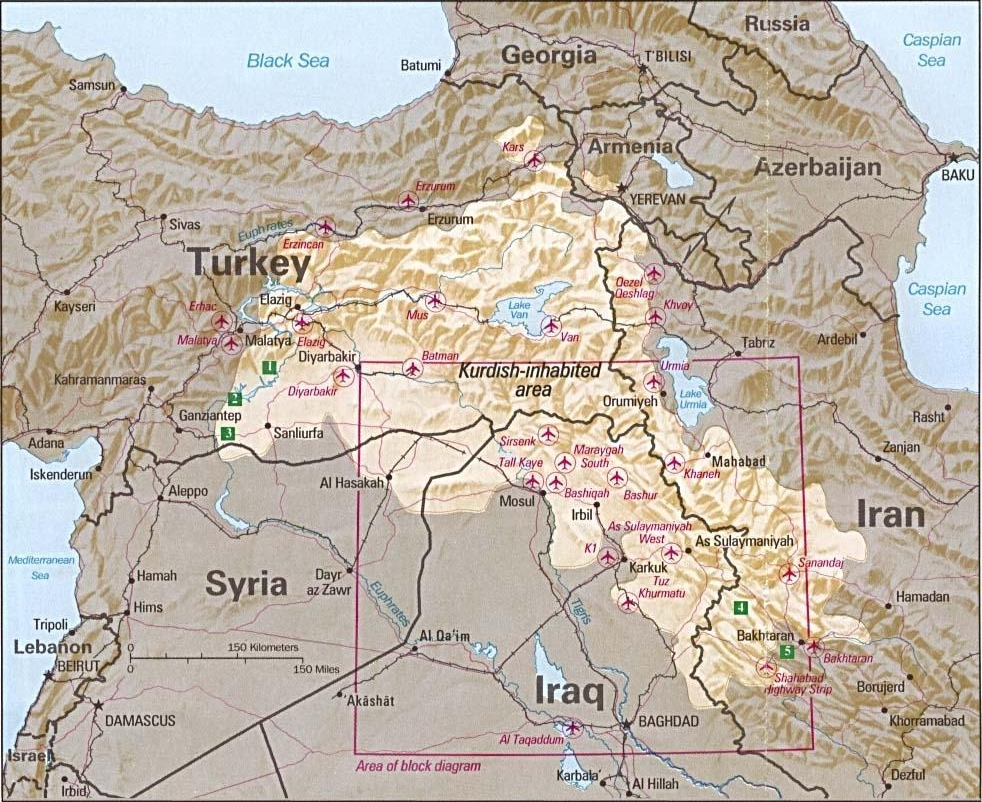
Zones de peuplement kurde au nord de l'Irak, au nord-ouest de l'Iran, au sud-est de la Turquie, et au nord-est de la Syrie.

Persécutés sous Saddam Hussein, les Kurdes participent au soulèvement de 1991 après la défaite irakienne dans la guerre du Golfe, et obtiennent une autonomie de fait aidés par une zone d'exclusion aérienne imposée de 1992 à 2003 par les États-Unis et le Royaume-Uni, légalisée par la Constitution irakienne de 2005 qui instaure une république fédérale. Sur la scène internationale, le Conseil de sécurité des Nations unies mandate une « Mission d’assistance des Nations unies pour l’Irak » (Manui) pour aider le nouveau gouvernement irakien à « élaborer des procédures de règlement des différends frontaliers internes ».
Néanmoins, en dépit de cette autonomie fédérale, aucun pays de la région (à l'exception d'Israël) n'est clairement en faveur d'une indépendance du Kurdistan irakien. Le séparatisme kurde est une question particulièrement sensible pour la Turquie, qui fait face depuis les années 1980 à une insurrection du Parti des travailleurs du Kurdistan (PKK) dans le sud-est du pays qui a fait plusieurs dizaines de milliers de morts. Les velléités indépendantistes kurdes sont dans une moindre mesure présentes en Iran, où des affrontements meurtriers ont lieu régulièrement entre les gardiens de la révolution et certains groupes kurdes iraniens, dont le Parti démocratique du Kurdistan d'Iran,. Les groupes séparatistes turques comme iraniens ont d'ailleurs des bases et des camps d'entrainement dans le nord de l'Irak, provoquant plusieurs bombardement et incursions armées de ces deux pays (surtout le Turquie), condamnés par Bagdad comme des violations de sa souveraineté,,,,. Un comportement ambivalent du gouvernement irakien, qui se sent également menacée par les ambitions autonomistes des kurdes irakiens.

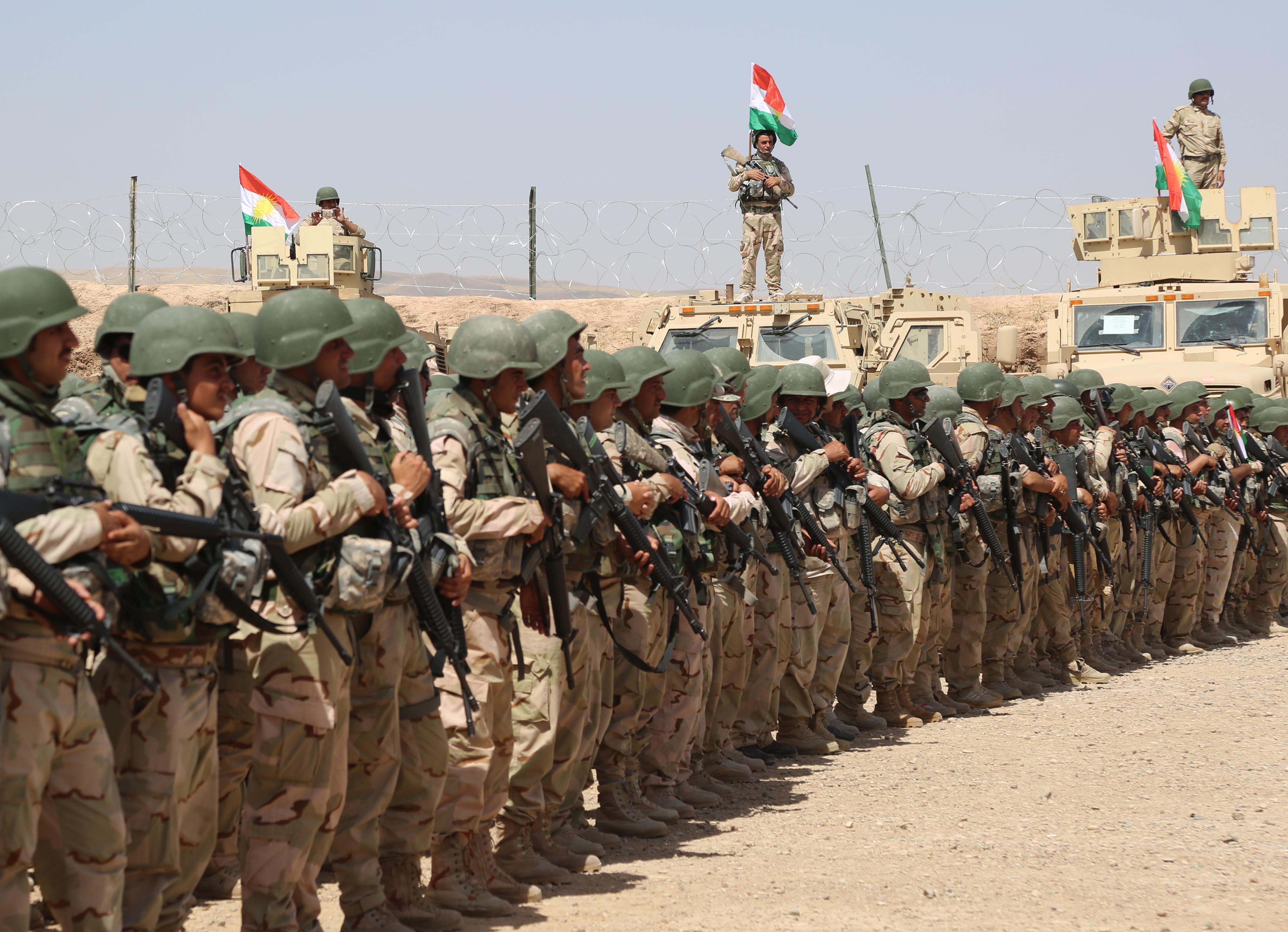
Des combattants peshmerga irakiens dans un centre de formation américain du nord de l'Irak en 2016

Durant la seconde guerre civile irakienne la capitale du Kurdistan irakien Erbil monte en puissance sur la scène internationale grâce au rôle crucial joué par les Peshmergas dans la lutte contre l'État islamique, perçu comme une menace mondiale, tandis que le gouvernement de Bagdad est perçu comme faible et instable. Alors qu'Erbil accueille pendant des années un ballet de diplomates et de hauts commandants militaires, Massoud Barzani décide dès juillet 2014 de profiter de ce rayonnement inédit de sa région pour organiser un référundum d'indépendance, comptant sur un fort soutien international. Mais cette perspective qui mènerait à une partition de l'Irak provoque de fortes inquiétudes au Moyen-Orient et en dehors, alors qu'une grande partie du pays, occupé par l'État islamique, échappe déjà au contrôle du gouvernement.
En juin 2017, dans la perspective de ce référendum prévu pour septembre, le ministre turc des Affaires étrangères Mevlüt Çavuşoğlu déclare que « L'intégrité territoriale de l'Irak et son unité politique sont des principes fondamentaux de la politique irakienne de la Turquie ». Deux mois plus tard, le général iranien Mohamed Bagheri déclare qu'un tel changement géographique « peut provoquer des tensions et des affrontements à l'intérieur de l'Irak, et cela ne se limitera pas à ce pays. », tandis que le ministre syrien des Affaires étrangères Walid al-Mouallem, déclare « soutenir l'unité de l'Irak », et que ce « référendum séparatiste est totalement inacceptable ».

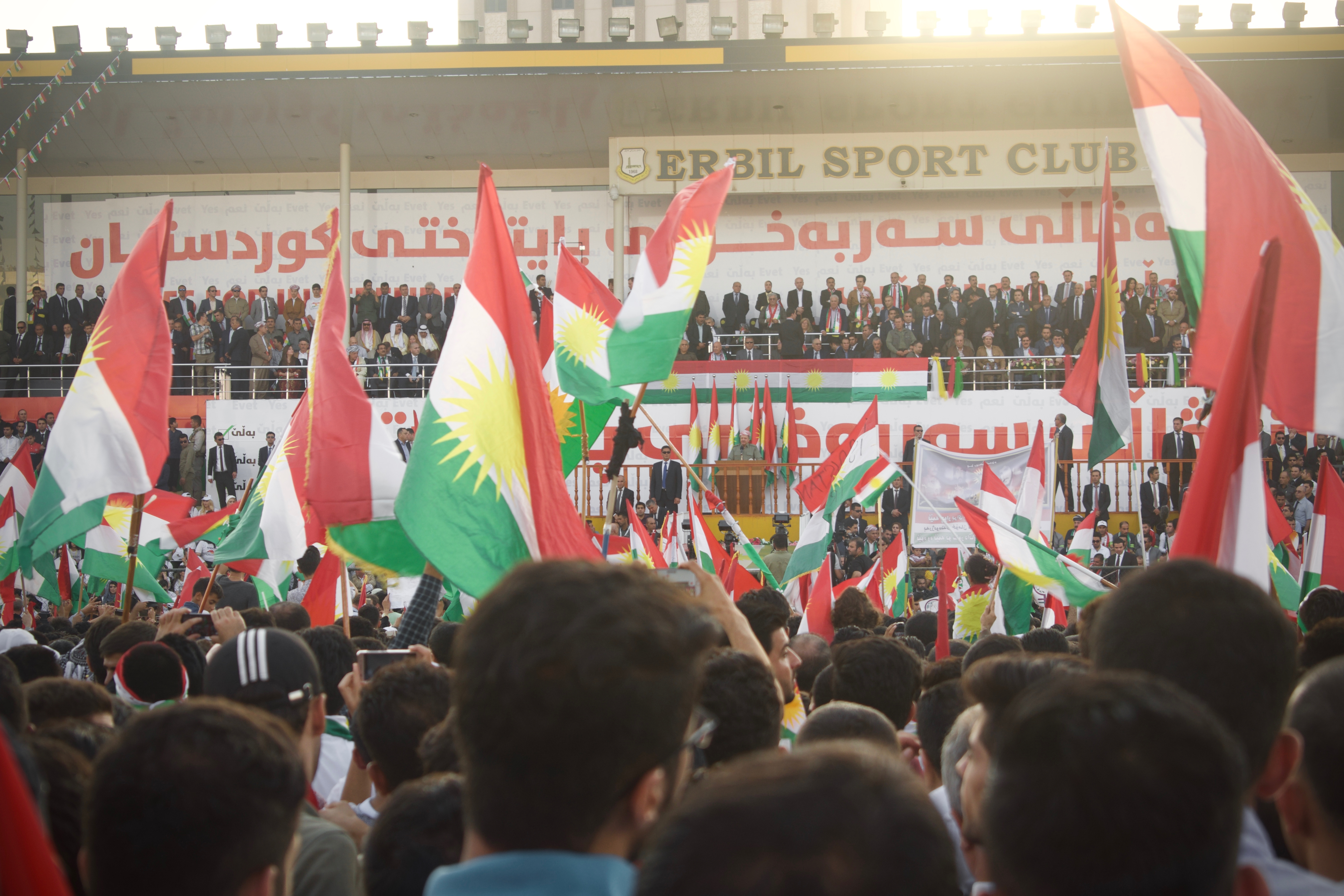
Meeting de Massoud Barzani en vue du référendum de 2017 sur l'indépendance du Kurdistan irakien.

Cette convergence d'intérêts dans ce qu'ils perçoivent comme une menace à l'intégrité de leurs territoires respectifs est un facteur important de rapprochement et de coopération entre ces quatre États abritant des communautés kurdes ayant des ambitions séparatistes. Les États-Unis, autre acteur influent dans la région, cherchent à renforcer l'État irakien, notamment pour contrer l'influence de Téhéran, et ne peuvent pas se permettre de le voir affaibli par une scission des territoires peuplés de Kurdes. Ce manque de soutien international et la prise de contrôle du gouvernement de Bagdad des principaux champs pétrolifères de la région, la rendant incapable de subsister financièrement, provoquent l'échec de la tentative de sécession du Kurdistan irakien.

### La question de l'accès au golfe Persique
À l'instar des revendications du Maroc pour le Sahara occidental, les revendications irakiennes sur le Koweït ont longtemps empoisonné ses relations avec les autres pays de la péninsule arabique. Si des raisons historiques ont souvent été invoquées par le pouvoir irakien pour justifier sa souveraineté sur l'Émirat (l'union des deux territoires dans le vilayet de Bassora sous l'Empire ottoman), les principales raisons géopolitiques actuelles concernent l'accès à la mer du Golfe Persique. En effet, alors que le littoral irakien ne mesure que 58 km, le fait que l'essentiel des îles situées à proximité appartiennent à l'Iran ou au Koweït contribue fortement à l'enclavement du territoire irakien.

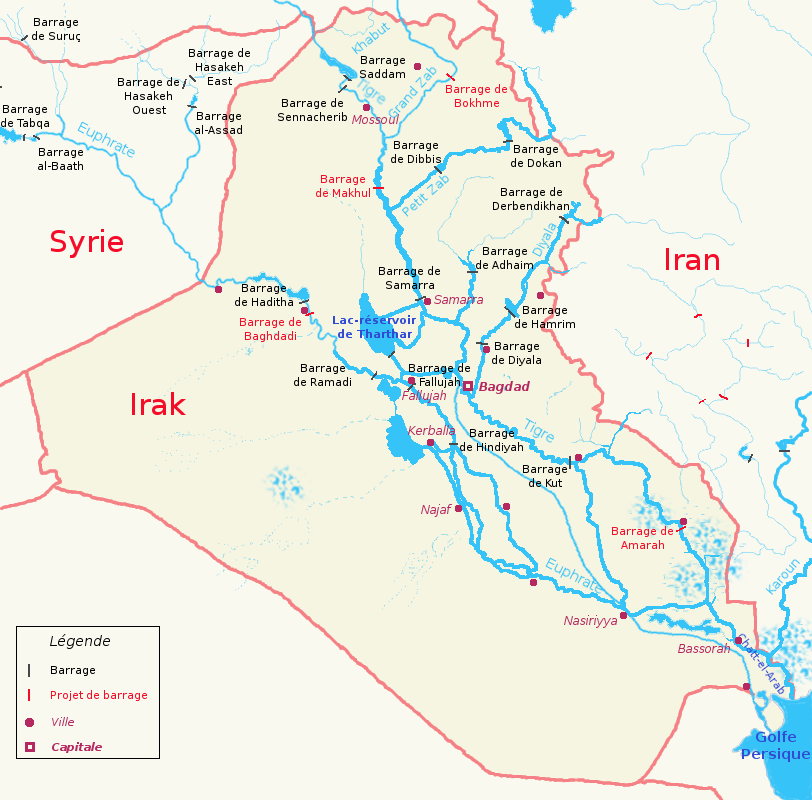
Tracé des principaux fleuves irakiens (Tigre et Euphrate) qui se rencontrent dans l'estuaire de Chatt-el-Arab en bas à droite de la carte.

Ainsi, à partir des années 1950, chaque fois que l'émir du Koweït exprime son souhait de fixer le tracé des frontières, l'Irak exige en échange un accès aux îles de Warbah et de Bubiyan. Les refus répétés du Koweït conduisent la Grande-Bretagne à proposer en 1954 un compromis au terme duquel l'émirat donnerait l'île en location à l'Irak, compromis rejeté par l'émir en 1956.
Du côté de l'Iran, l'impasse dans les négociations sur le Chatt Al-Arab, fleuve délimitant les deux États et débouchant dans le golfe Persique est un facteur important du déclenchement de la guerre en 1980. En 1988, espérant de nouveau des concessions de la part du Koweït qui avait été son allié contre l'Iran, l'Irak entreprend d'importants travaux pour développer les ports de Umm Qasr et de Zubair en vue d'en accroître les capacités. Ce faisant, ayant pris la décision stratégique d'orienter une part importante de son commerce maritime vers la zone dont l'accès est contrôlé par les îles koweïtiennes, l'Irak revient sur son intransigeance absolue sur le dossier du Chatt Al-Arab sans que Téhéran n'ait reculé sur sa position. On peut dès lors se demander si à la fin des hostilités avec l'Iran, Saddam Hussein n'avait pas déjà pris la décision, tout en cédant aux exigences iraniennes sur le Chatt Al-Arab, d'envahir le Koweït pour gagner l'accès aux îles convoitées.
Depuis le renversement de Saddam Hussein en 2003, bien que le gouvernement irakien ait renoncé à sa politique expansionniste sur le Koweït et l'Iran, des conflits demeurent entre l'Irak et ses voisins sur leur souveraineté maritime et la concurrence entre leurs infrastructures portuaires.

#### Ouvrages
- Chapour Haghighat, Histoire de la crise du Golfe, Questions au XXe siècle, 1991, 482 p., p. 253 à 263
- Dominique Perrin, Palestine, Une terre, deux peuples, Presses universitaires du Septentrion, 2000, 352 p. (lire en ligne), p. 123 à 182
- Marc Lavergne et Brigitte Dumortier, L'Oman contemporain : Etat, territoire, identité, Karthala, 2002, 300 p. (lire en ligne), p. 109 à 113
- Pierre-Jean Luizard, La question irakienne, Fayard, août 2002, 374 p., p. 305
- Ievgueni Primakov, Le monde après le 11 septembre et la guerre en Irak, Presses de la Renaissance, novembre 2003, 274 p., p. 171 à 190
- Mohieddine Hadhri et François Pelletier, Le Moyen-Orient dans la Seconde Guerre mondiale : convoitises et rivalités des grandes puissances belligérantes, Presses universitaires de France, février 2016, 160 p. (lire en ligne), p. 93 à 106
- Hoda Nasser, Nasser, Archives secrètes, Flammarion, septembre 2020, 368 p., p. 85 à 115

#### Articles académiques et scientifiques
- Pierre Rossi, « Le 14 juillet 1958 ne fut-il en Irak qu'un coup d'Etat ? », Politique étrangère,‎ 1961, p. 7 (lire en ligne)
- Habib Ishow, « Les relations entre l'Irak et le Koweït », Politique étrangère,‎ 1968, p. 35 (lire en ligne)
- Marie Mendras, « La logique de l'URSS au Moyen-Orient », Politique étrangère,‎ 1983, p. 15 (lire en ligne)
- Bassma Kodmani, « Que faire de l'Irak ? », Politique étrangère,‎ 1991, p. 17 (lire en ligne)
- Wanda Dressler, « Un dilemme renouvelé : la Russie après le 11/9 et l'Irak », Strates,‎ 2006, p. 15 (lire en ligne)
- Anne-Lucie Chaigne-Oudin, « Irak », Les clés du Moyen-Orient,‎ 1er février 2010, p. 10 (lire en ligne)
- Anne-Lucie Chaigne-Oudin, « Premier conflit israélo-arabe de 1948 », Les clés du Moyen-Orient,‎ 9 mars 2010, p. 2 (lire en ligne)
- Anne-Lucie Chaigne-Oudin, « Les 30 ans de la guerre Iran-Irak (22 septembre 1980-20 août 1988) », Les clés du Moyen-Orient,‎ 20 septembre 2010, p. 3 (lire en ligne)
- Adeeb S.A. Munim et Muhammed Saïd Sahib, « Irak-Koweït. L'hiver au printemps », Outre-Terre,‎ mars 2011, p. 2 (lire en ligne)
- Allan Kaval, « Les Barzani », Les clés du Moyen-Orient,‎ 21 novembre 2011, p. 6 (lire en ligne)
- Kristian Coates Ulrichsen, « La politique britannique en Mésopotamie (avril 1916-mars 1917) », Orient XXI,‎ 27 novembre 2015, p. 4 (lire en ligne)
- Quentin Müller et Sabrine Lakhram, « Comment le communisme a façonné le chiisme politique irakien », Orient XXI,‎ 25 avril 2019, p. 4 (lire en ligne)
- Abdelkhalek Farouk, « Comment en finir avec la corruption en Irak », Orient XXI,‎ 13 mai 2019, p. 4 (lire en ligne)
- Abdulamir Al-Rekaby, « Les étranges convergences irano-américaines en Irak », Orient XXI,‎ 30 août 2016, p. 4 (lire en ligne)
- Feurat Alani, « Un appétit turc pas si soudain pour l'Irak - Ankara face aux ambitions iraniennes », Orient XXI,‎ 4 novembre 2016, p. 4 (lire en ligne)
- Oriane Huchon, « Cartographie de l'expansion et du démembrement de l'Empire ottoman », Les clés du Moyen-Orient,‎ 30 mars 2017, - (lire en ligne)
- Matthieu Rey, « 1958. Quand l'Irak découvrait l'espérance révolutionnaire », Orient XXI,‎ 1er juillet 2018, p. 4 (lire en ligne)
- Ali Naji, « Entre Téhéran et Washington, le pouvoir irakien navigue à vue », Orient XXI,‎ 11 avril 2019, p. 4 (lire en ligne)
- Pierre-Yves Baillet, « La Turquie et ses frontières, du zéro à l'infini », Orient XXI,‎ 16 décembre 2019, p. 4 (lire en ligne)
- Ella Shohat, « Il y a soixante-dix ans, le départ des juifs irakiens », Orient XXI,‎ 22 octobre 2020, p. 4 (lire en ligne)
- François Nicoullaud, « Nucléaire iranien. Les délicats défis de Joe Biden », Orient XXI,‎ 18 novembre 2020, p. 4 (lire en ligne)
- Pierre Prier, « Irak. Le pèlerinage très politique du pape François », Orient XXI,‎ 4 mars 2021, p. 4 (lire en ligne)
- Jean-Michel Morel, « L'Iran et la Turquie s'affrontent à fleurets mouchetés », Orient XXI,‎ 23 mars 2021, p. 4 (lire en ligne)
- Julien Mangold et Sophie Pommier, « Que sont les « territoires disputés » d’Irak ? », Orient XXI,‎ 21 septembre 2022 (lire en ligne)
- Laurent Perpigna Iban, « Le Kurdistan irakien dans l’impasse et les divisions », Orient XXI,‎ 26 septembre 2022 (lire en ligne)
- Laurent Perpigna Iban, « En Irak, déchirements chez les chiites », Orient XXI,‎ 9 novembre 2022 (lire en ligne)
- Christian Jouret, « Paris-Washington, de la brouille à la réconciliation », Orient XXI,‎ 16 mars 2023 (lire en ligne)
- Wassim Nasr, « Comment le continent africain est devenu l’épicentre de l’activité djihadiste », Orient XXI,‎ 21 mars 2023 (lire en ligne)
- Robin Beaumont, « L’Irak, ou la Résistance « désaxée » », Orient XXI,‎ 6 janvier 2025 (lire en ligne)

#### Sources encyclopédiques
- « Accords d'Alger (1975) », Encyclopædia Universalis,‎ nd (lire en ligne)
- « Ahmed Hassan al-Bakr », Encyclopædia Universalis,‎ nd (lire en ligne)
- « Ligue arabe », Le Monde diplomatique,‎ nd (lire en ligne)
- « Pacte de Bagdad », Le Monde diplomatique,‎ nd (lire en ligne)

#### Presse et vulgarisation
- Jacques Dumarcay, « Les rapports avec la France n'ont cessé de s'améliorer depuis l'instauration de la République à Bagdad », Le Monde diplomatique,‎ 1er juillet 1968, p. 1 (lire en ligne)
- Paul Balta, « Depuis un an l'Union soviétique a acquis une forte position en Irak », Le Monde diplomatique,‎ avril 1972, p. 10 (lire en ligne)
- Drew Middleton, « Sudanese brigades could provide key aid for Iraq ; Military Analysis », The New York Times,‎ 4 octobre 1982 (lire en ligne)
- Amnon Kapeliouk, « Comment Israël tire parti d'une guerre prolongée », Le Monde diplomatique,‎ 1er octobre 1987, p. 2 (lire en ligne)
- Henry Laurens, « Comment l'Empire ottoman fut dépecé » », Le Monde diplomatique,‎ 1er avril 2003, p. 2 (lire en ligne)
- « Les attentats les plus meurtriers en Irak depuis le 1er mai », La Libre Belgique,‎ 2 mars 2004, p. 1 (lire en ligne)
- Nicolas Bourcier, « La base turque d'Incirlik, enjeu stratégique américain », Le Monde,‎ 4 mai 2009, p. 3 (lire en ligne)
- « Guerre du Kippour : quand le Maroc et l'Algérie se battaient côte à côte », Jeune Afrique,‎ 7 novembre 2013, p. 2 (lire en ligne)
- Anthony Samrani, « Iran, de la république à l'empire ? », L'Orient le Jour,‎ 13 mars 2015, p. 4 (lire en ligne)
- Gabrielle Legoux, « Oman en passe de devenir la Suisse du Moyen-Orient ? », L'Orient le Jour,‎ 4 août 2015, p. 4 (lire en ligne)
- (en) « Israel turns to Kurds for three-quarters of its oil supplies », Financial Times,‎ 23 août 2015, p. 2 (lire en ligne)
- Georges Malbrunot, « Les troupes syriennes progressent vers Alep », Le Figaro,‎ 4 février 2016, p. 1 (lire en ligne)
- Caroline Hayek, « Les enjeux du référendum d'indépendance au Kurdistan irakien », L'Orient-Le Jour,‎ 10 juin 2017, p. 3 (lire en ligne)
- Yoann Coquio, « La relation Iran-Irak, entre influences et résistances », L'Orient-Le Jour,‎ 21 juillet 2017, p. 1 (lire en ligne)
- Samia Medawar, « Nouri Saïd, le défenseur haï du royaume hachémite d'Irak », L'Orient-Le Jour,‎ 21 août 2017, p. 3 (lire en ligne)
- Nada Merhi, « Camille Chamoun, un président visionnaire », L'Orient-Le Jour,‎ 24 novembre 2018, p. 3 (lire en ligne)
- Élie Saïkali, « Bagdad peut-il rester neutre dans la crise américano-iranienne ? », L'Orient-Le Jour,‎ 21 mai 2019, p. 2 (lire en ligne)
- Anthony Samrani, « Pourquoi l'élimination de Soleimani ressemble à une déclaration de guerre », L'Orient-Le Jour,‎ 3 janvier 2020, p. 2 (lire en ligne)
- Julie Kebbi, « Riyad fait un pas supplémentaire vers Bagdad », L'Orient-Le Jour,‎ 29 mai 2020, p. 2 (lire en ligne)
- Soulayma Mardem Bey, « Kazimi, potentiel médiateur entre Riyad et Téhéran ? », L'Orient Le Jour,‎ 23 juillet 2020, p. 2 (lire en ligne)
- Salam Faraj et Maya Gebeily, « Ennemi juré devenu grand frère : en 40 ans, l'Iran a transformé ses relations avec l'Irak », L'Orient-Le Jour,‎ 21 septembre 2020, p. 4 (lire en ligne)
- Soulayma Mardem Bey, « Téhéran affiche son unité avec les autorités irakiennes », L'Orient-Le Jour,‎ 6 février 2021, p. 4 (lire en ligne)
- Sammy Ketz, « Abdallah II, ou l'obsession de la stabilité », L'Orient le Jour,‎ 6 avril 2021, p. 2 (lire en ligne)
- Soulayma Mardem Bey, « Cent ans d'un royaume improbable : la stabilité à tout prix – II », L'Orient-Le Jour,‎ 12 avril 2021, p. 3 (lire en ligne)
- Soulayma Mardem Bey, « Entre Riyad et Téhéran, un premier pas vers la désescalade ? », L'Orient le Jour,‎ 19 avril 2021, p. 3 (lire en ligne)
- Noura Doukhi, « Iran : pourquoi MBS a changé de ton », L'Orient le Jour,‎ 29 avril 2021, p. 2 (lire en ligne)
- Laurent Perpigna Iban, « En Irak, l’étau se resserre autour de l’opposition kurde iranienne », L'Orient le Jour,‎ 16 novembre 2022 (lire en ligne)
- « Un sommet à Amman pour tenter de désamorcer les crises régionales », L'Orient le Jour,‎ 20 décembre 2022 (lire en ligne)
- Emmanuel Haddad, « Équilibrisme à l’irakienne : soigner l’Iran sans froisser le Golfe », L'Orient le Jour,‎ 20 décembre 2022 (lire en ligne)
- « Avec l’organisation de la Coupe du Golfe de football, l’Irak veut retrouver la lumière », RFI,‎ 6 janvier 2023 (lire en ligne)